# Arquitectura de Portugal

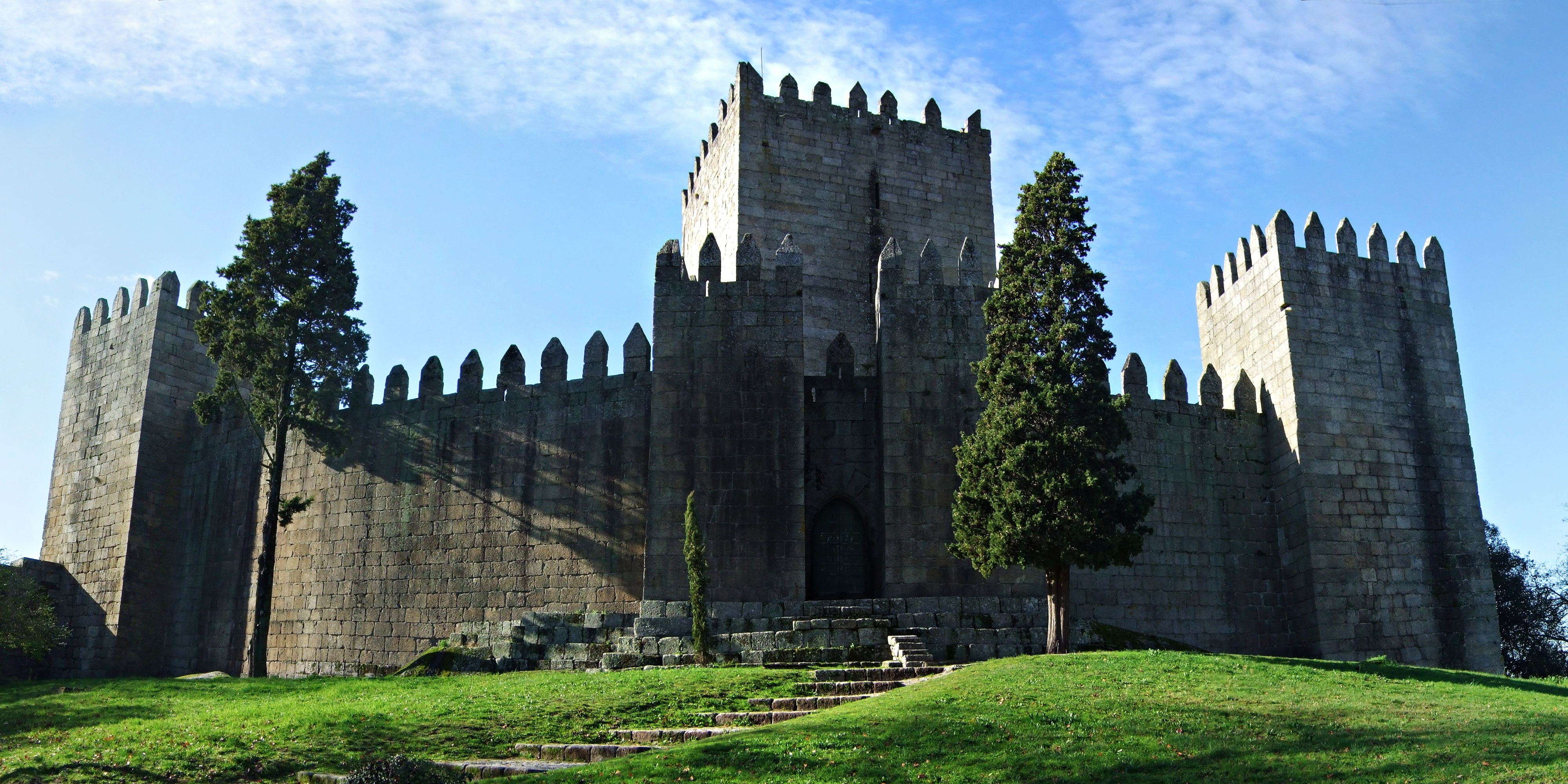
El castell de Guimarães, del s. X, conegut com el «Bressol de Portugal», perquè hi nasqué el primer rei portugués, Afonso Enríquez

L'arquitectura de Portugal es refereix a l'arquitectura erigida al territori del Portugal actual des d'abans de la fundació del propi país, al s. XII. El terme també pot referir-se als edificis creats sota influència portuguesa o per arquitectes portuguesos en altres parts del món, particularment en l'Imperi portugués.
L'arquitectura portuguesa, el mateix que tots els aspectes de la seua cultura, està marcada per la història del país i pels diversos pobles que s'han assentat i influït al seu territori —romans, sueus entre d'altres pobles relacionats amb les invasions bàrbares, visigots i àrabs—, així com la influència dels principals centres artístics europeus des dels quals arribaren els grans estils arquitectònics: romànic, gòtic, renaixentista, barroc i neoclàssic. Les principals manifestacions locals de l'arquitectura portuguesa són el manuelí, l'exuberant versió portuguesa del gòtic tardà, i l'estil pombalí, una mescla de barroc tardà i de neoclassicisme que es desenvolupà després del Gran terratrèmol de Lisboa de 1755.
Al s. XX, l'arquitectura portuguesa ha produït una sèrie de personalitats de talla internacional com F. Távora, E. Souto de Moura i, especialment, Álvaro Siza.

## Període preromà

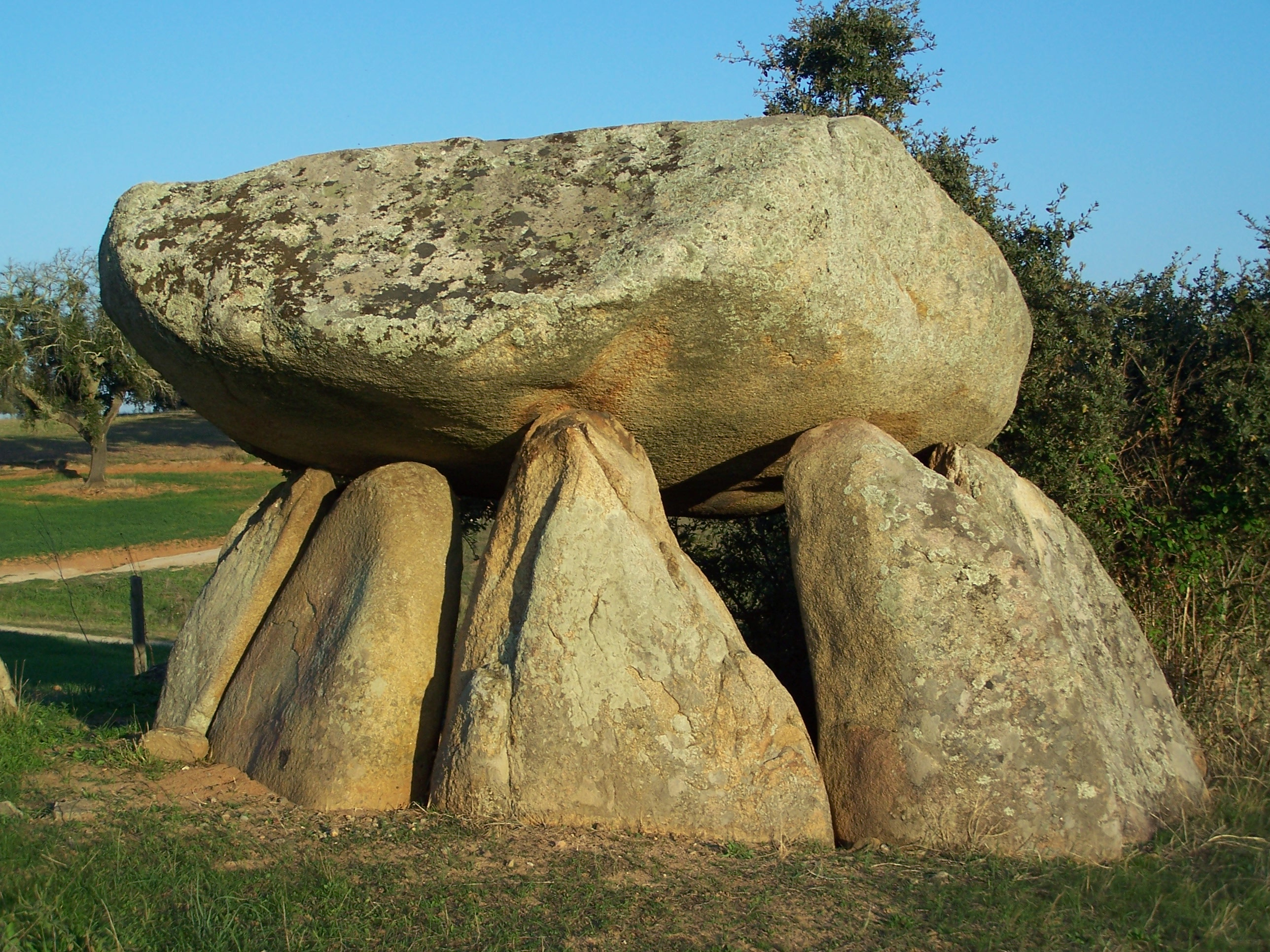
Anta (dolmen) a Cabeção, prop de Mora, a l'Alentejo

### Megàlits
Els exemples més primerencs de l'activitat arquitectònica a Portugal daten del Neolític i són estructures pertanyents a la cultura megalítica. L'interior de Portugal està esquitxat d'un gran nombre de dòlmens (anomenats antas), túmuls (mamoas) i menhirs. La regió de l'Alentejo és especialment rica en monuments megalítics, com la notable Anta Grande do Zambujeiro, que es troba prop d'Évora. Es poden trobar menhirs aïllats o formant matrius circulars (cromlecs). El cromlec dos Almendres, també situat prop d'Évora, és el més gran de la península Ibèrica, amb prop de 100 menhirs disposats en dues matrius el·líptiques d'orientació est-oest.

### Poblats cèltics

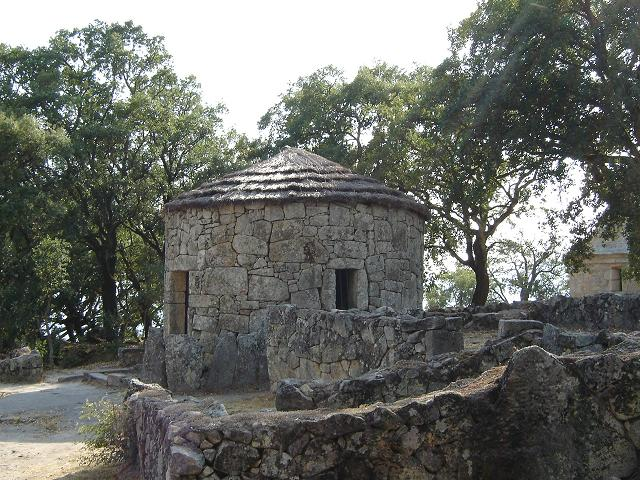
Casa de l'edat del ferro a Citânia de Briteiros

Diversos poblats prehistòrics fortificats que daten del Calcolític es troben al llarg del riu Tejo, com el de Vila Nova de São Pedro, prop de Cartaxo, i el castro de Zambujal, prop de Torres Vedras. Aquests llocs foren ocupats en el període del 2500-1700 ae, envoltats per muralles de pedra i torres, un signe de la conflictivitat de l'època.
A partir del s. VI ae, el nord-oest de Portugal, així com la veïna Galícia, va veure el desenvolupament de la cultura cèltica dels castres. Aquesta zona estava esquitxada de petits poblats en pujols fortificats o castres (anomenats citânias o cividades) que en la seua major part continuaren existint sota dominació romana, quan la zona s'incorporà a la província de Gallaecia. Els jaciments arqueològics més importants en són els de Citânia de Sanfins, prop de Paços de Ferreira, Citânia de Briteiros, prop de Guimarãés, i Cividade de Terroso, prop de Póvoa de Varzim. Per raons defensives, aquests castres s'havien construït sobre terrenys elevats i estaven envoltats d'anells de murs de pedra (Terroso tenia tres anells muraris). Les cases tenien forma rodona, amb parets de pedra sense morter, mentre que les cobertes n'eren vegetals. En alguns se'n construïren banys, com a Briteiros i Sanfins.

## Període romà

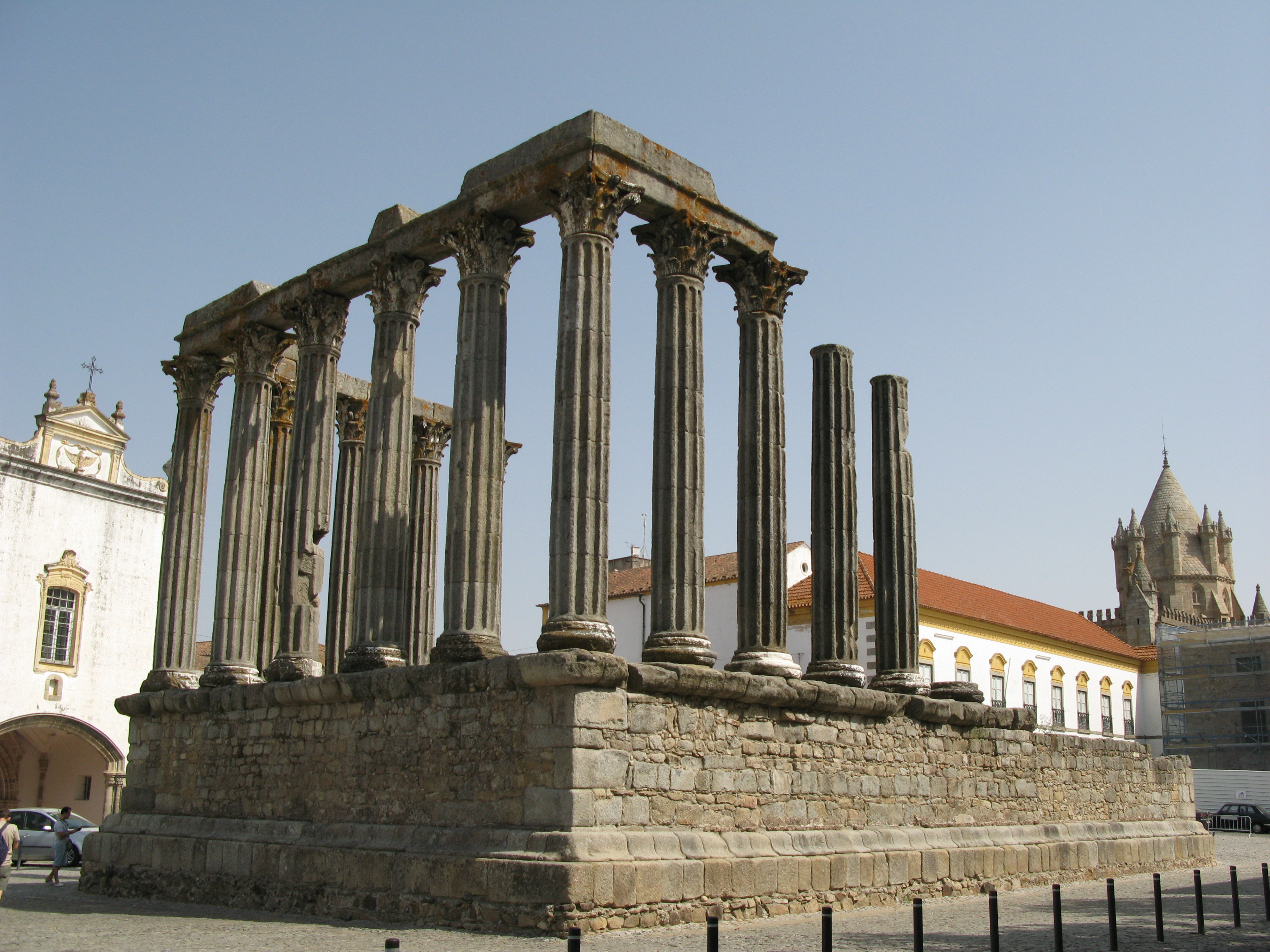
Temple romà d'Évora

L'arquitectura es desenvolupà significativament al s. II ae amb l'arribada dels romans. Els assentaments i pobles conquistats eren sovint modernitzats seguint models romans, amb la construcció d'un fòrum, carrers, teatres, temples, termes, aqüeductes i altres edificis públics. També s'hi construïa una articulada xarxa viària, amb un conjunt eficient de carreteres i ponts que enllaçaven les ciutats i altres poblacions.
Braga (Bracara Augusta) fou la capital de la província Gallaecia i encara conserva vestigis de banys públics, d'una font pública (font de l'Ídol) i d'un teatre. Évora té un temple romà ben conservat, probablement dedicat al culte d'. Un pont romà creua el riu Tâmega a la ciutat de Chaves (Aquae Flaviae). Lisboa (Olissipo) té restes d'un teatre al barri de lfama.

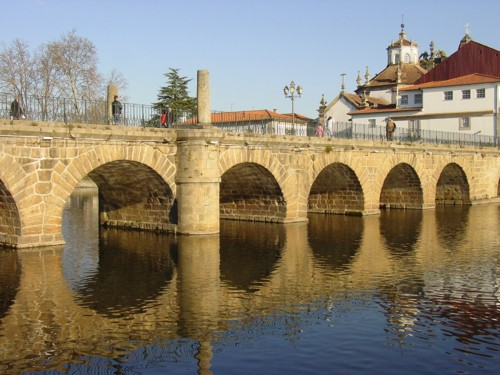
Pont romà d'Aquae Flaviae, l'actual Chaves

Les restes millor conservades d'una vila romana són els de Conímbriga, a prop de Coïmbra. Les excavacions revelaren l'existència de muralles de la ciutat, banys, un fòrum, un aqüeducte, un amfiteatre i cases per a les classes populars (insulae), així com de luxoses mansions (domus) amb patis centrals decorats amb mosaics. Una altra important vila romana excavada és Miróbriga, prop de Santiago do Cacém, que té un temple romà ben conservat, banys, un pont i els vestigis de l'únic hipòdrom romà conegut a Portugal.
A l'interior, els romans rics establiren villae, cases de camp dedicades a l'agricultura. Moltes villaes tenien instal·lacions amb banys decorats amb mosaics i pintures. Llocs importants són la Villae de Pisõés (prop de Beja), Torre de Palma (prop de Monforte) i Centum Cellas (prop de Belmonte). Aquest últim té ruïnes ben conservades d'una torre de tres pisos que formava part de la residència del propietari de la vil·la.

## Període germànic

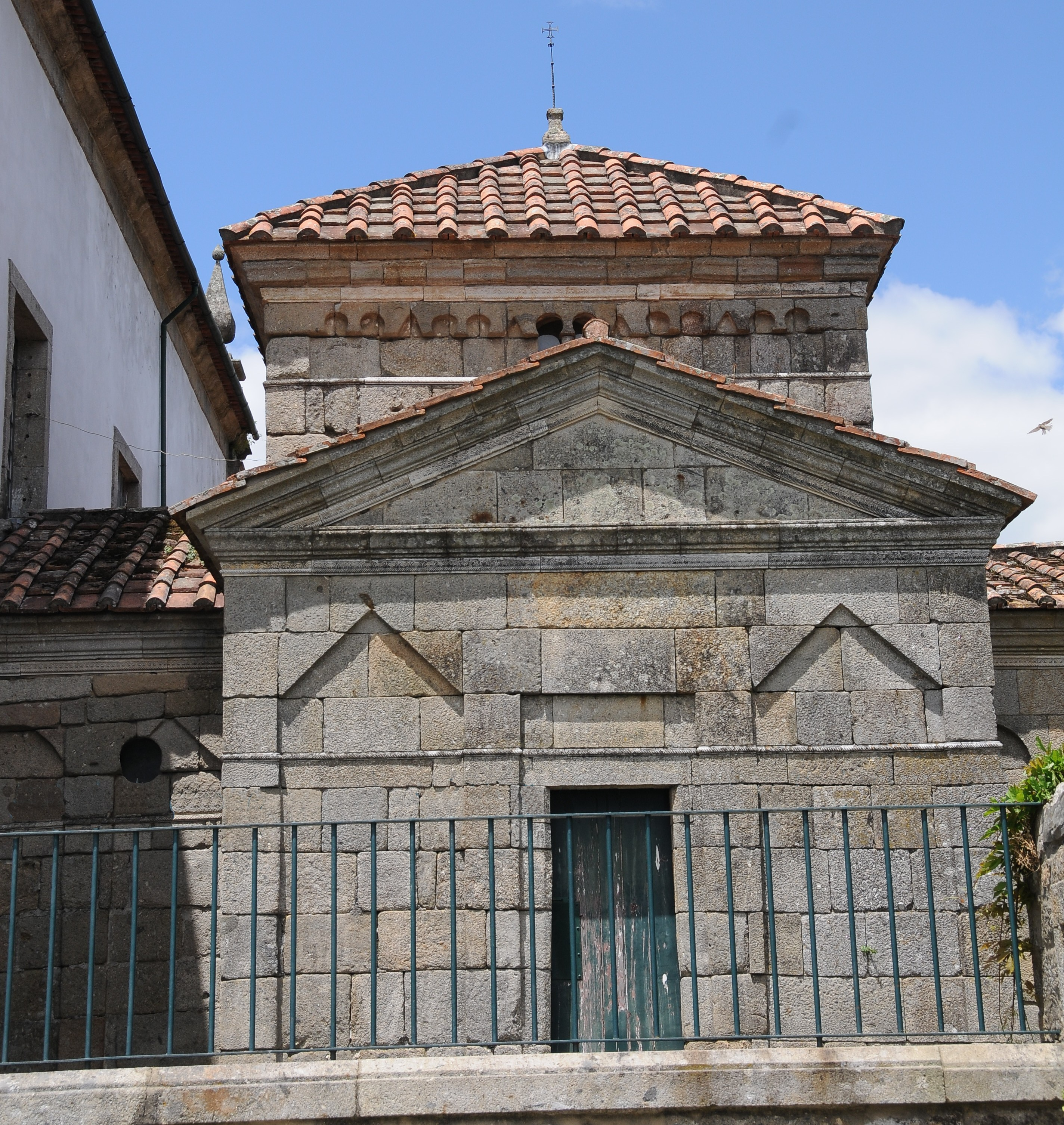
La capella de San Frutuoso, prop de Braga, un edifici de planta de creu grega d'influència romana d'Orient (s. VII)

La caiguda de l'Imperi romà fou provocada per les invasions dels pobles germànics (especialment de sueus i visigots) que comencen al s. V. Molt pocs edificis sobreviuen de l'època de la dominació visigoda (ca. 580-770), la majoria modificats als segles següents. Un n'és la petita capella de San Frutuoso, prop de Braga, que formava part d'un monestir visigot construït al s. VII. L'edifici té planta de creu grega amb braços rectangulars i una cúpula central, decorats amb arcs en relleu. La capella mostra clares influències dels edificis romans d'Orient, com el mausoleu de Gal·la Placídia a Ravenna.
Després del 711, en el període de dominació àrab de la península Ibèrica, el cristià Regne d'Astúries (ca. 711-910), situat a la part nord de la península, feu un centre de resistència). A més, molts cristians (mossàrabs) vivien als territoris àrabs i se'ls va permetre practicar la seua religió i construir esglésies. L'arquitectura asturiana i l'art mossàrab influïren en els edificis cristians del futur territori portugués, com es veu en les poques estructures que han sobreviscut d'aquesta època. La més important n'és l'església de São Pedro de Lourosa, prop d'Oliveira do Hospital, que porta una inscripció que dona 912 com l'any de la construcció. És una basílica de tres naus separades per arcs de ferradura, un nàrtex sobre la façana i finestres en forma de ferradura amb mainells d'influència asturiana al passadís central.
Altres esglésies preromàniques construïdes sota la influència asturiana i mossàrab són Sâo Pedro de Balsemâo, prop de Lamego, amb planta de basílica, i la capella de São Gião, prop de Nazaré, tot i que alguns autors consideren que aquests edificis poden ser d'origen visigot. Els espais interiors estan tots dividits pels típics arcs de ferradura. La capella visigoda de San Frutuoso també es modificà al s. X, quan als braços de les capelles se'ls donà una planta circular i arcs de ferradura.

## Període àrab

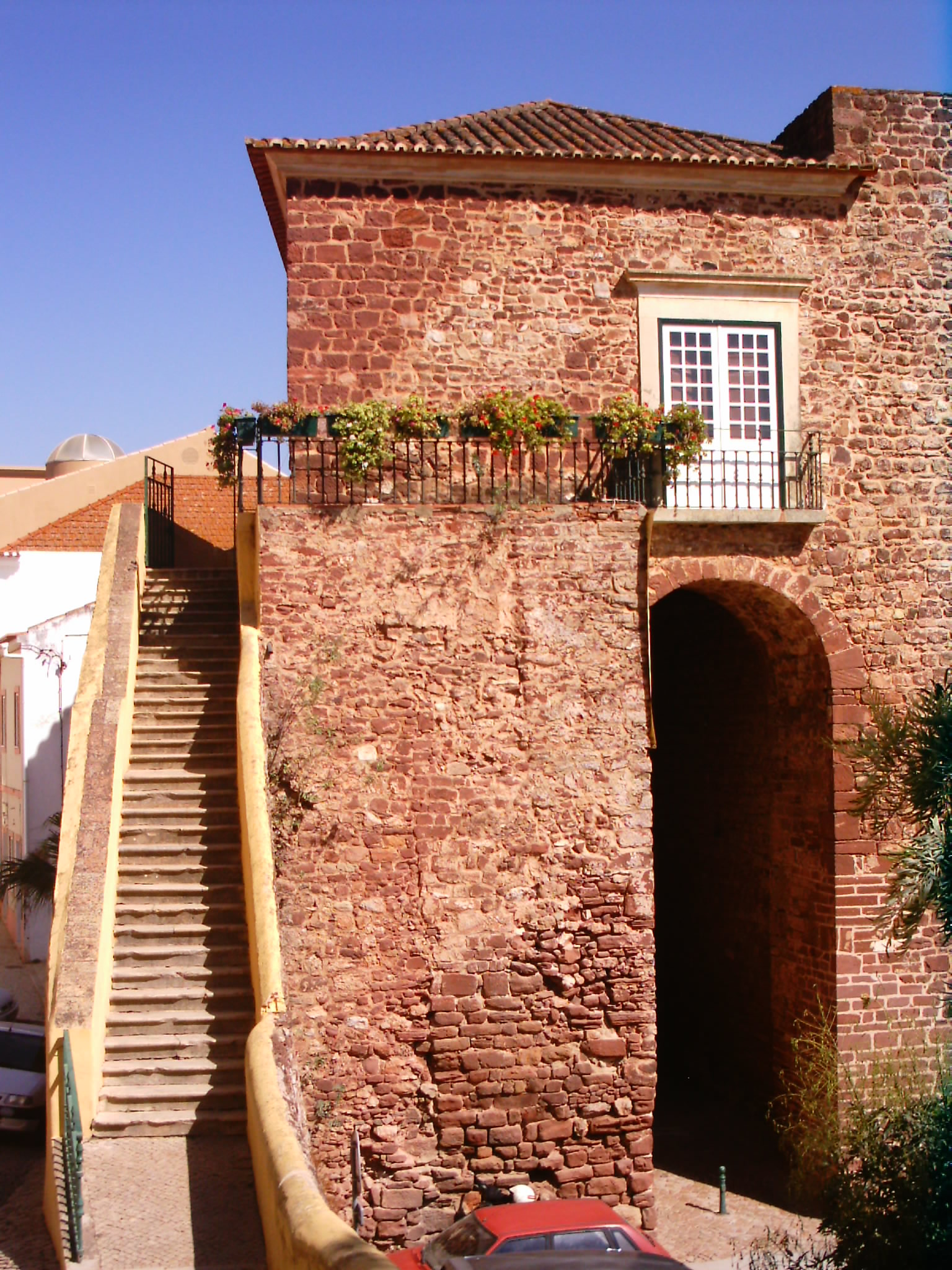
Porta principal (Porta de Loulé) del nucli antic de la ciutat àrab (Almedina) de Silves

La invasió de la península Ibèrica l'any 711 pels àrabs des del Magrib posà fi a la dominació visigoda, i els nouvinguts anomenaren Al-Andalus la terra conquistada. La seua presència influí fortament en l'art i l'arquitectura en territori portugués, sobretot al sud del país, on la conquesta cristiana no acabà fins al 1249. Pocs edificis islàmics a Portugal, però, han sobreviscut intactes fins als nostres dies. Les cases tradicionals en moltes ciutats i pobles tenen façanes simples i blanques que es presten al fet que el conjunt de carrers i barris tinguen una aparença islàmica, semblant a la dels pobles del nord d'Àfrica. Molts pobles i barris han conservat el traçat dels carrers de l'època islàmica, com el barri d'Alfama de Lisboa. Els edificis àrabs sovint es construïren amb tècniques de tàpia (taipa) i de tova, amb el blanqueig de les parets.

### Castells àrabs
Els àrabs construïren forts castells en moltes ciutats; però, tot i que molts castells medievals portuguesos provenen de l'època islàmica, la majoria se'n remodelaren després de la conquesta cristiana. Un dels millor conservats és el castell de Silves, l'antiga capital de l'Al-Garb, actual Algarve. Construït entre els s. VIII i XIII, ha conservat les muralles i torres de forma quadrada de l'època musulmana, així com les cisternes —dipòsits d'aigua usats en cas de setge— del s. XI. L'antic centre àrab de la ciutat —l'Almedina— estava defensada per una muralla i diverses torres i portes fortificades, parts de les quals encara es conserven.
Un altre castell islàmic notable de l'Algarve és el castell de Paderne, les parets del qual en ruïnes evidencien la tècnica de la tàpia utilitzada en la construcció. El castell Mouro de Sintra, prop de Lisboa, també ha conservat restes de murs i una cisterna de l'època musulmana. Part de les muralles àrabs s'han conservat a Lisboa (Cerca Velha) i a Évora. Es poden trobar portes àrabs, amb la silueta característica de l'arc de ferradura, a Faro i Elvas.

### Mesquites

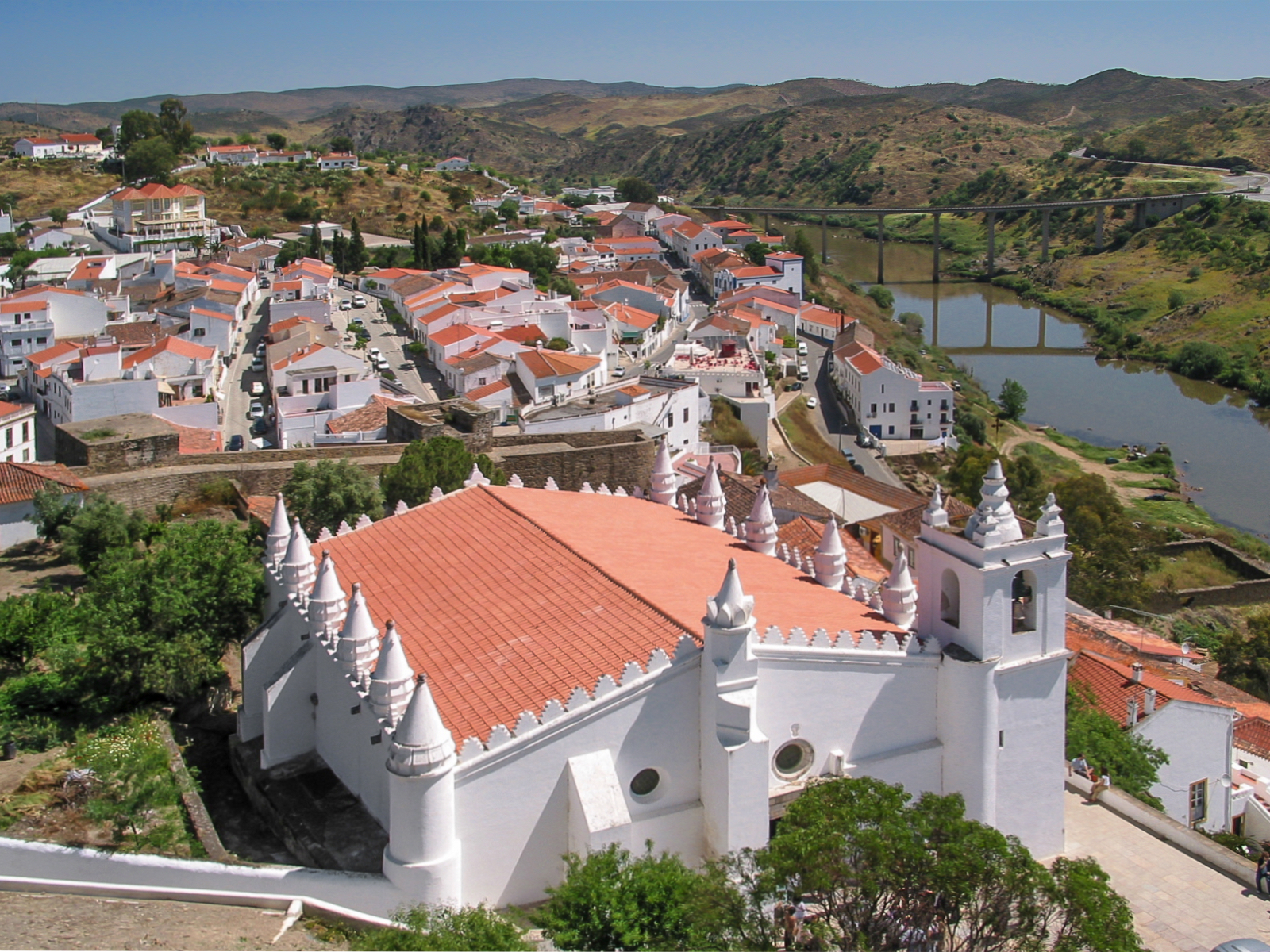
Vista de Mértola; l'església Matriu, abans una mesquita, és en primer pla

Moltes mesquites es construïren en tot el territori portugués durant la dominació musulmana, però pràcticament totes s'han convertit en esglésies i catedrals cristianes, i les característiques islàmiques no s'hi poden identificar. Així, les catedrals de Lisboa, Silves i Faro probablement estan construïdes sobre les restes de grans mesquites després de la conquesta.
L'única excepció a aquesta regla és l'església Matriu de Mértola, a l'Alentejo. La mesquita de Mértola fou construïda en la segona meitat del s. XII i, encara que ha sofert diverses modificacions, continua sent la mesquita medieval millor conservada de Portugal. L'interior de l'església té una planta aproximadament quadrada, amb 4 naus amb un total de 12 columnes que suporten una volta de creueria del s. XVI d'estil manuelí. Malgrat que el sostre s'ha modificat i alguns passadissos se suprimiren al s. XVI, el laberíntic interior amb el seu bosc de pilars es relaciona clarament amb altres mesquites contemporànies. La paret interna encara té un mihrab, un nínxol decorat que indica la direcció de la Meca. A més, l'església té tres arcs de ferradura amb un arrabà, un element decoratiu típic islàmic.

## Estil romànic (1100-ca. 1230)

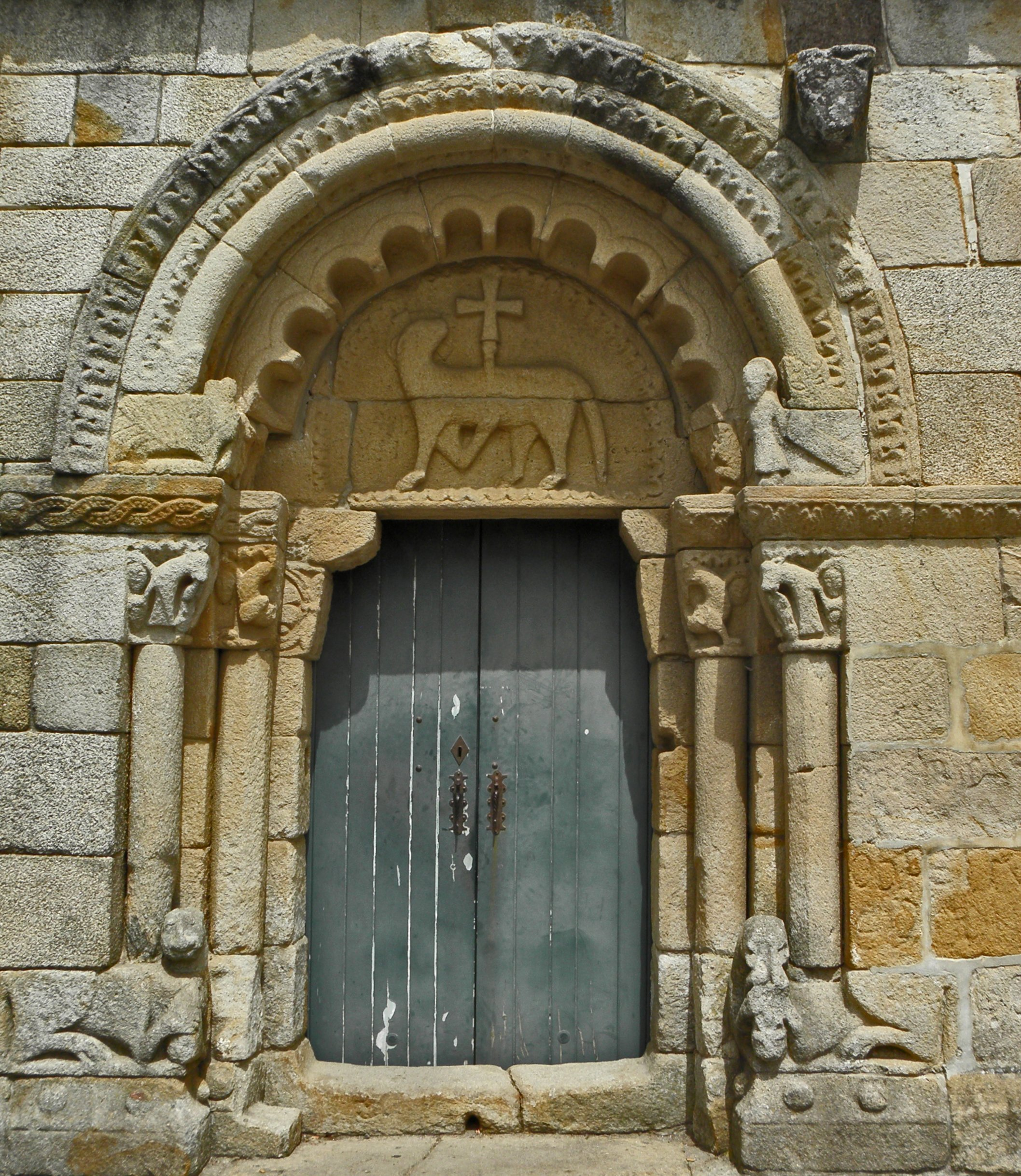
Un portal lateral de l'església benedictina del monestir de Rates, amb decoració zoomorfa i antropomorfa (c. 1096)

L'estil romànic es va introduir a Portugal entre el final del s. XI i primeries del XII. Els primers edificis romànics més influents foren la catedral de Braga i el monestir de Rates. La catedral de Braga fou reconstruïda al 1070 i consagrada al 1089.
L'activitat constructiva s'hi accelerà després de 1095, quan el comte Enrique de Borgonya prengué possessió del comtat Portucalense. El comte Enrique arribà a Portugal amb un grup de nobles borgonyesos i monjos benedictins de l'abadia de Cluny, encapçalada pel seu besoncle, Hug de Cluny. Els benedictins i altres ordes religiosos donaren gran impuls a l'arquitectura romànica durant el s. XII. El comte Enrique també patrocinà la construcció del monestir de Rates (començat el 1096), una de les obres fonamentals del primer romànic portugués, encara que el projecte es modificà diverses vegades durant el s. XII. La rellevància de la seua arquitectura i escultures, amb diverses influències arquitectòniques, fan d'aquest temple un cas d'estudi que es reflecteix en la producció de més art romànic en el naixent Regne de Portugal.
Les escoles de Braga i Rates foren molt influents al nord de Portugal. Es troben esglésies monàstiques romàniques del s. XII en Manhente (prop de Barcelos), amb un portal que data de 1117; a Riu Mau (prop de Vila do Conde), amb un absis excepcional del 1151; a Travanca (prop d'Amarante); a Paço de Sousa (prop de Penafiel); a Bravãés (prop de Ponte da Barca); a Pombeiro (prop de Felgueiras) i en molts altres llocs.
La propagació del romànic a Portugal va seguir el camí nord-sud de la conquesta cristiana, sobretot durant el regnat d'Afonso Henriques, fill del comte Enrique i primer rei de Portugal. A Coïmbra, Afonso Henriques creà el monestir de Santa Creu, una de les fundacions monàstiques més importants de l'època, tot i que l'edifici actual és una remodelació del s. XVI. Afonso Henriques i els seus successors també patrocinaren la construcció de moltes seus. Aquesta generació de catedrals romàniques inclouen la de Braga, Porto, Coïmbra, Viseu, Lamego i Lisboa.
Totes les catedrals romàniques portugueses es remodelaren després, tret de la seu Vella de Coïmbra (començada al 1162), que ha romàs inalterada. La seu de Coïmbra és de planta de creu llatina amb tres naus, un creuer amb braços curts i tres capelles a l'est. La nau central és coberta per una volta de canó de pedra mentre que les naus laterals ho són per voltes d'aresta. El segon pis de la nau central té una galeria d'arcs (trifori), i el creuer és coronat per una cúpula. Aquest esquema general es relaciona amb la planta de la catedral de Santiago de Compostel·la a Galícia, encara que l'edifici de Coïmbra no és tan ambiciós.
La seu de Lisboa (començada ca. 1147) és molt semblant a la de Coïmbra, tret que la façana oest és flanquejada per dues enormes torres, una característica observada en altres catedrals com Porto i Viseu. A grans trets, les seus portugueses tenien un aspecte de fortalesa d'aparença pesant, amb merlets i poca decoració, a part de portals i finestres.

Un destacat edifici romànic religiós és l'església Rodona (Rotunda) al castell de Tomar, construïda en la segona meitat del s. XII pels cavallers Templers. És una estructura redona amb un octàgon central en arc, i degué ser el model de la cúpula de la Roca a Jerusalem, que els croats erròniament cregueren que eren un vestigi del temple de Salomón. L'església del Sant Sepulcre de Jerusalem també en degué servir de model.

Estilo románico
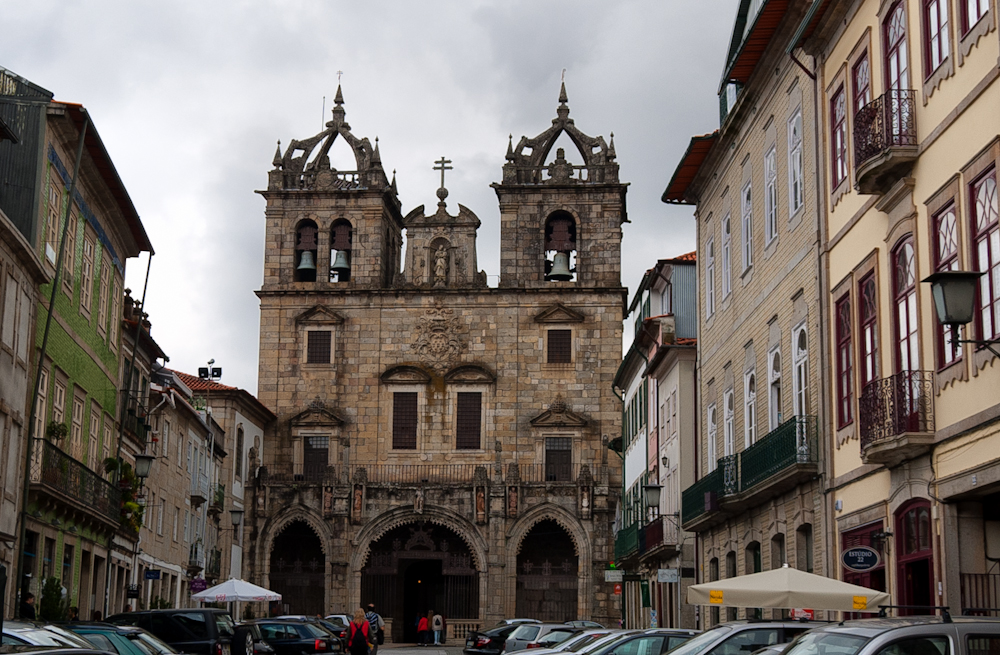
Catedral de Braga
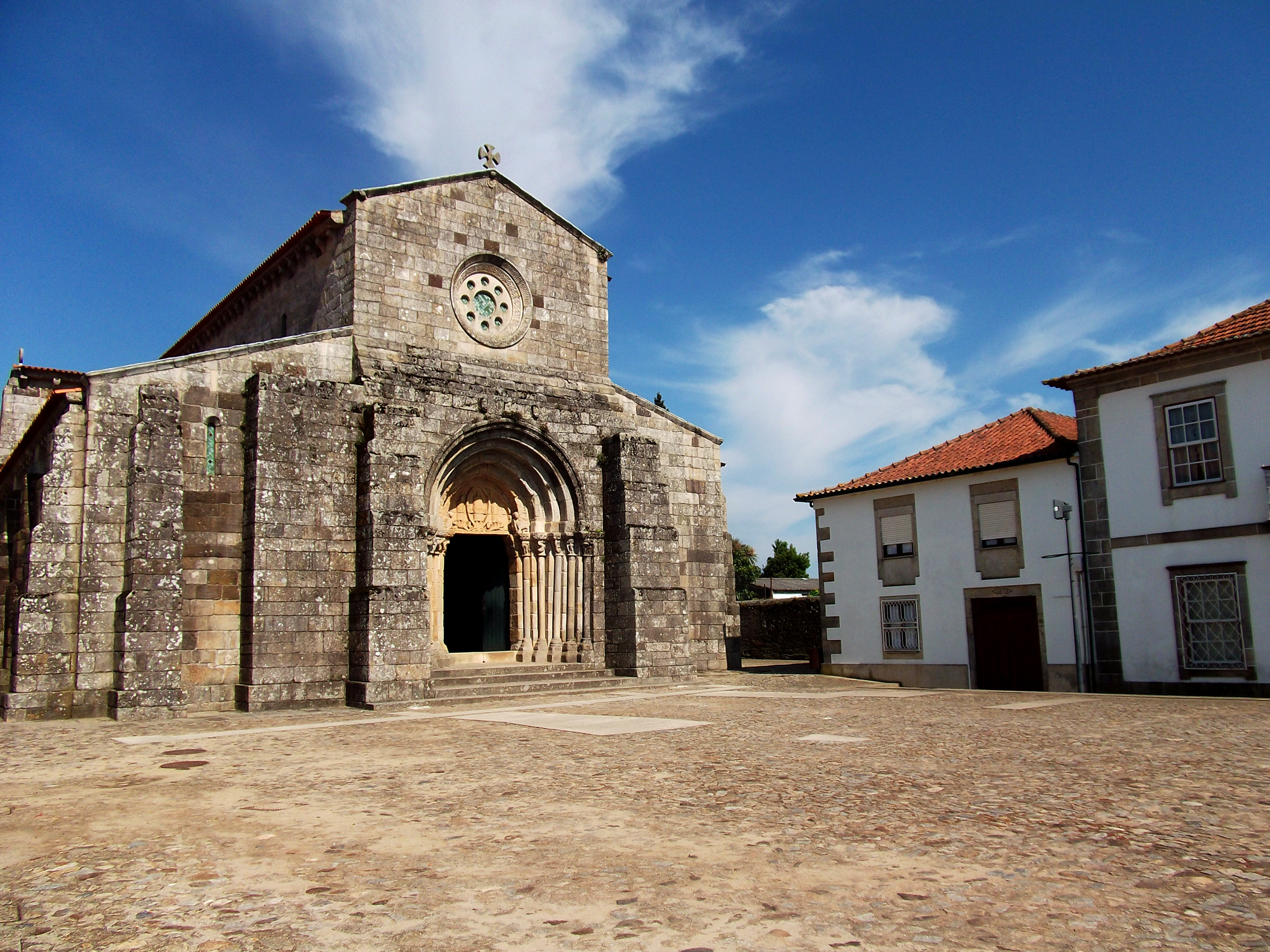
Església de Rates
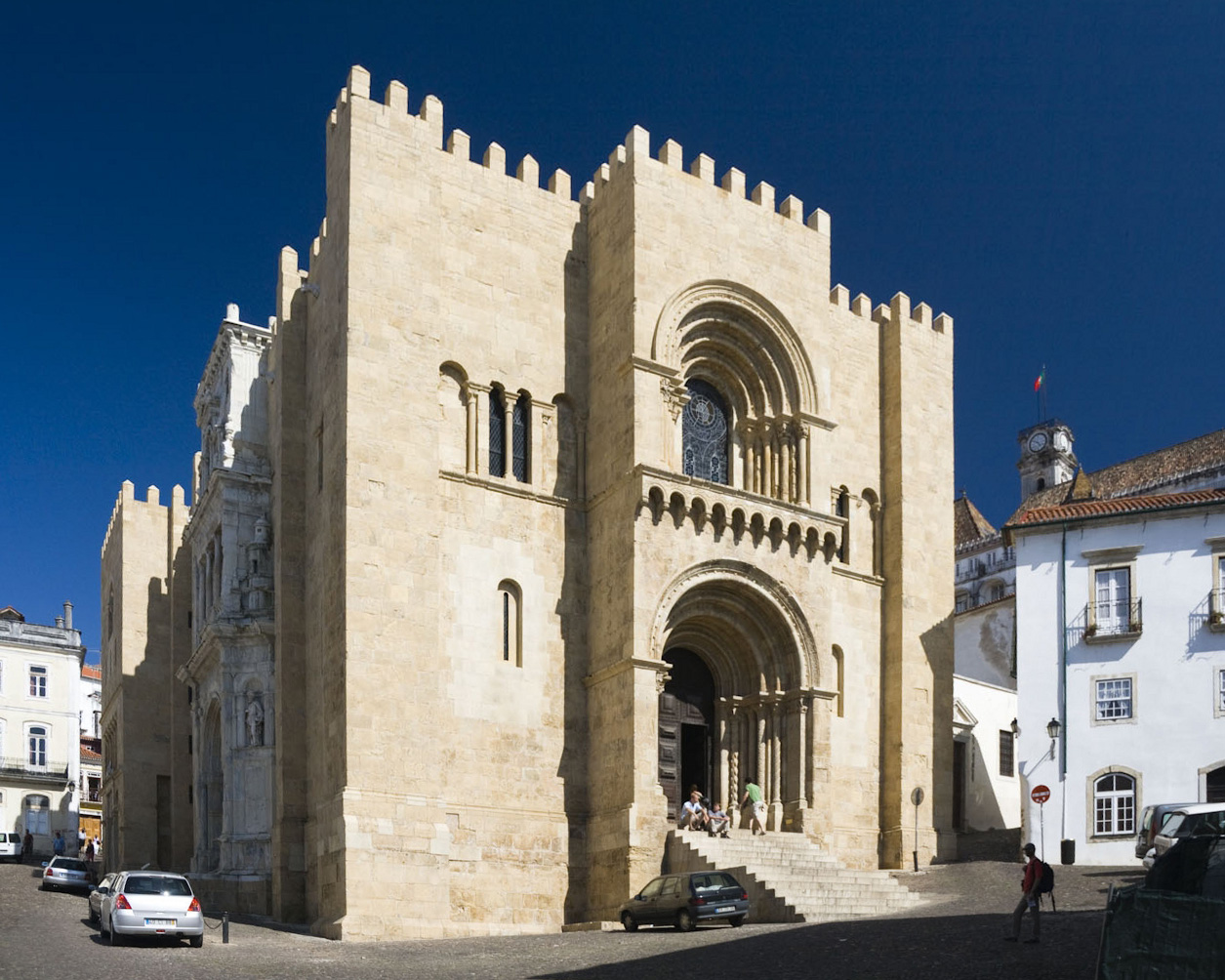
Façana de la catedral Vella de Coïmbra (començada el 1162)
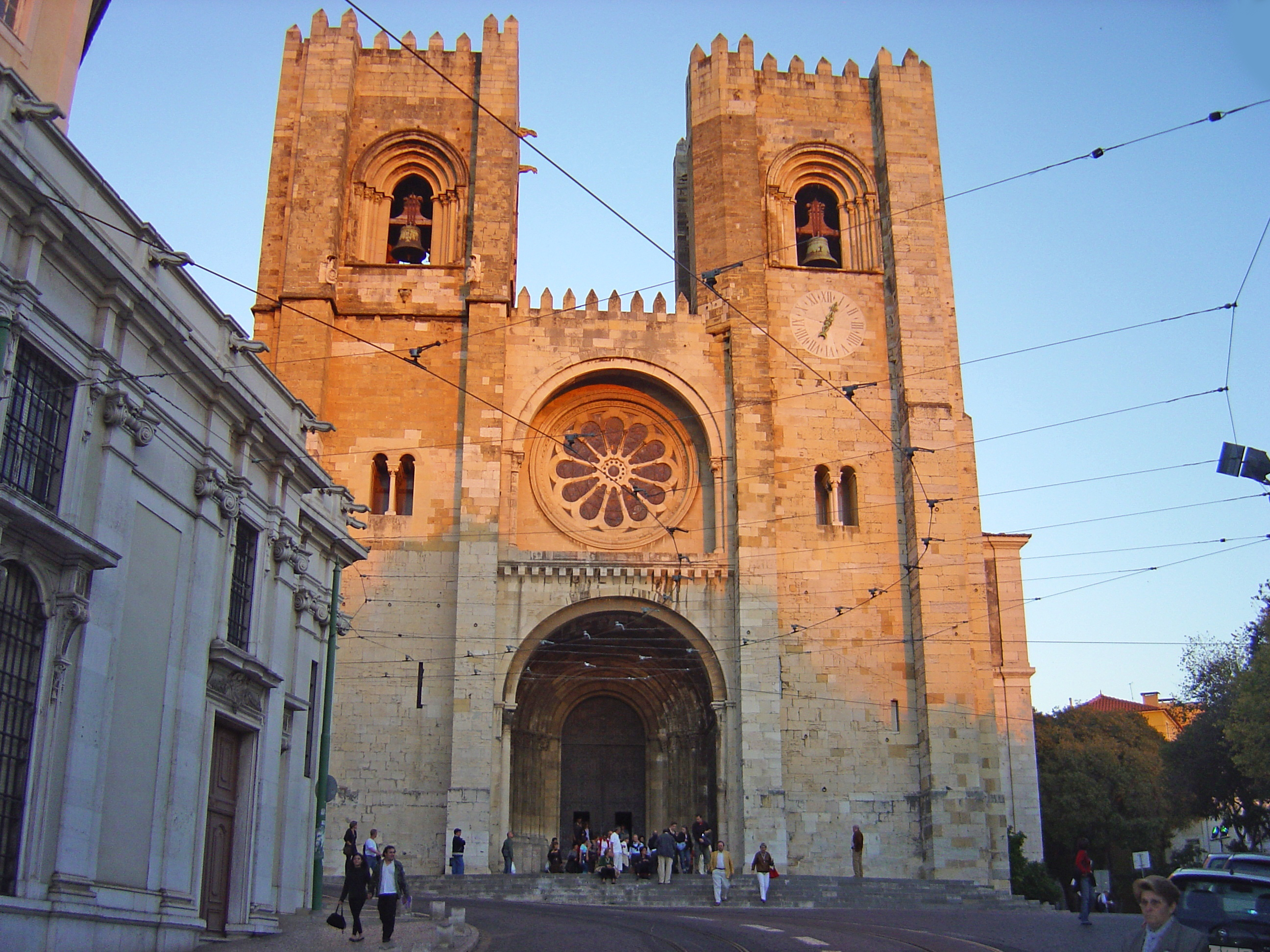
Catedral de Lisboa

### Castells romànics

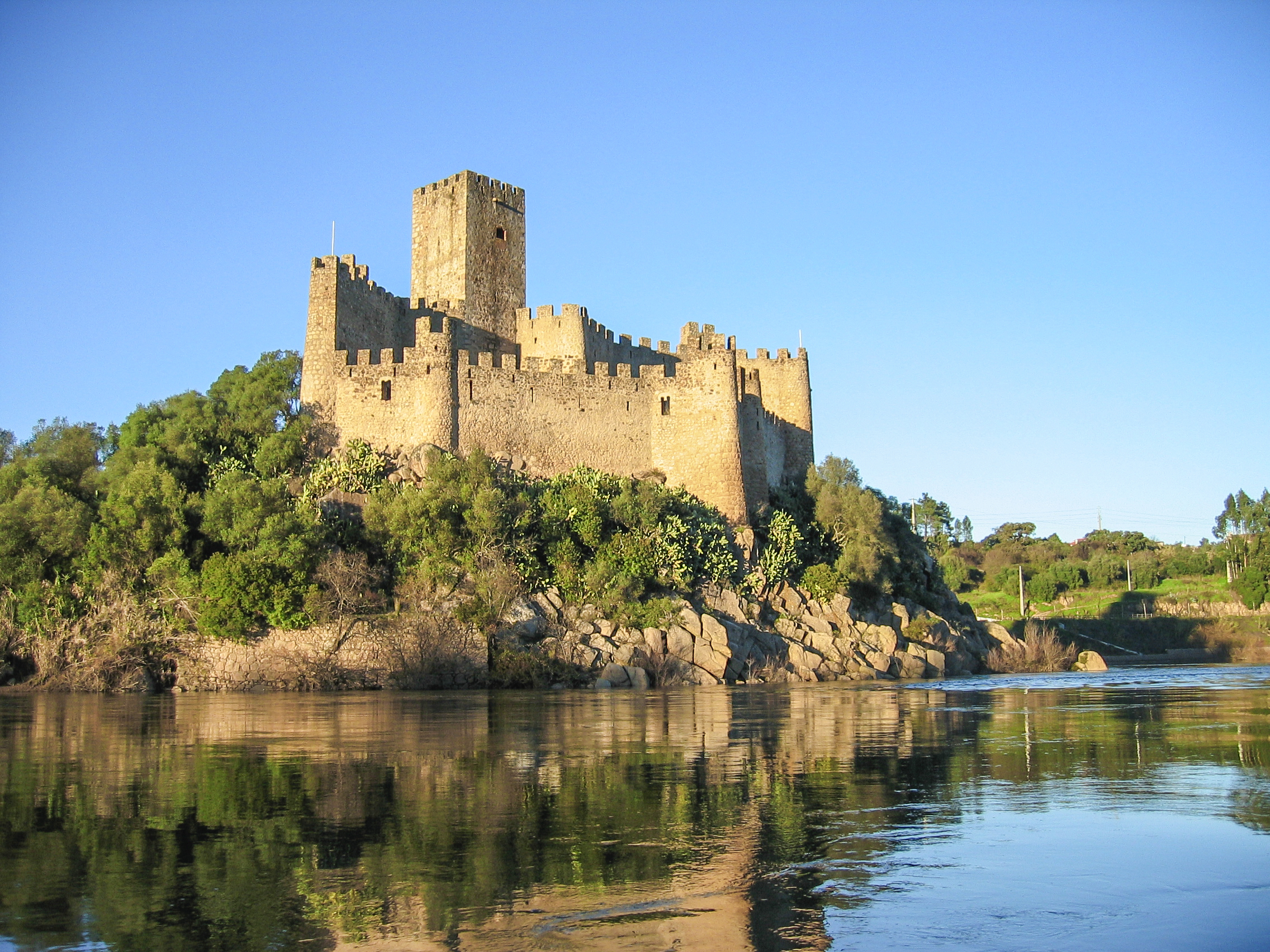
Castell d'Almourol, construït ca. el 1171 sobre una illa del Tejo pels cavallers Templers. La torre més alta és la de l'homenatge

Els temps difícils de la conquesta portuguesa van significar la construcció de molts castells per protegir les poblacions d'àrabs i castellans. El rei Afonso Henriques va construir moltes fortificacions (sovint remodelant castells àrabs com el de Sant Jordi de Lisboa) i concedí terres a ordes militars —sobretot als cavallers Templers i als de Sant Joan de Jerusalem— defensors de les fronteres i els pobles. Els Templers van construir diverses fortaleses seguint la línia del riu Tejo, com els castells de Pombal, Tomar, Belver i Almourol. Se'ls atribueix haver introduït la torre de l'homenatge en l'arquitectura militar portuguesa.

## Arquitectura gòtica (ca. 1200-ca. 1450)

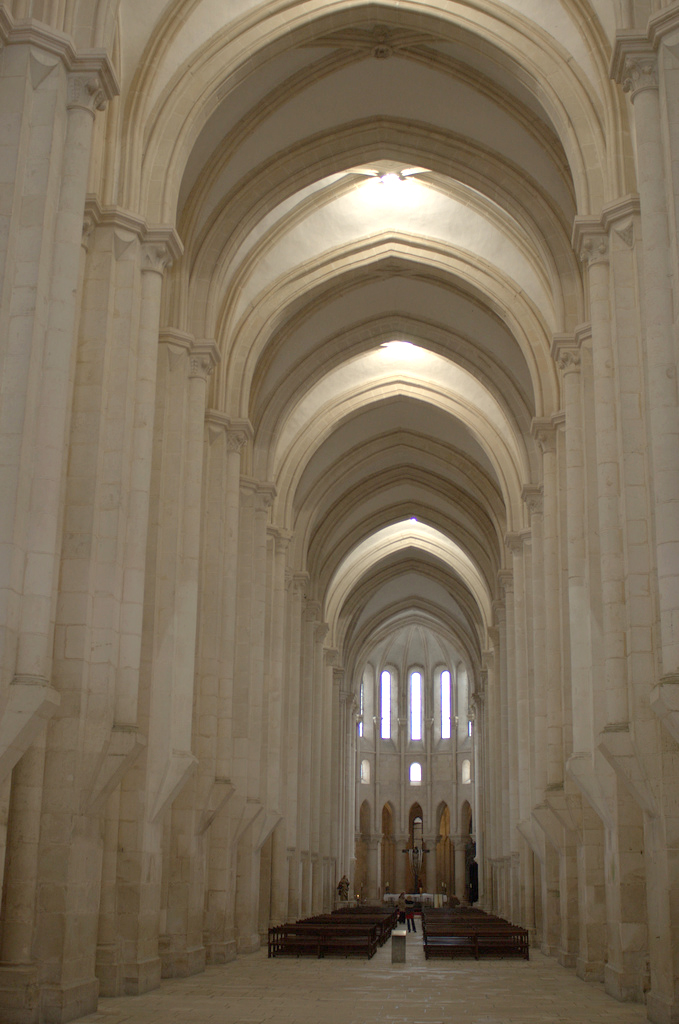
Nau central de l'església del monestir d'Alcobaça (s. XII al XIII)

### Esglésies i monestirs gòtics
L'arquitectura gòtica arribà a Portugal amb l'orde Cistercenc. El primer edifici plenament gòtic a Portugal és l'església del monestir d'Alcobaça, un magnífic exemple de formes arquitectòniques simples i clares. L'església fou construïda entre 1178 i 1252, i sembla inspirada en l'abadia de Clairvaux, a la Xampanya. Les seues tres naus són molt altes i estretes: donen una impressió excepcional d'alçària. Tota l'església és coberta per voltes de nervadura i la capella major té un ambulatori i una sèrie de capelles radials. La volta de la girola recolza externament en arcbotants, característiques típiques de l'arquitectura gòtica i una novetat en aquell moment a Portugal.
Després de la fundació d'Alcobaça, l'estil gòtic es difongué sobretot pels ordes mendicants (franciscans, agustins i dominics). Als s. XIII i XIV, es fundaren diversos convents a les ciutats, com ara a Porto (església de Sant Francesc), Coïmbra (monestir de Santa Clara a Velha), Guimarãés (São Francisco, São Domingos), Santarém (São Francisco, Santa Clara), Elvas (São Domingos), Lisboa (ruïnes del convent do Carmo) i molts altres llocs. Les esglésies gòtiques mendicants solien tenir tres naus cobertes amb sostres de fusta i un absis amb tres capelles cobertes amb volta de creueria; també mancaven de torres i no tenien a penes decoració arquitectònica, pels ideals mendicants. El gòtic mendicant també s'adoptà en diverses esglésies parroquials construïdes en tot el país, com ara a Sintra (Santa Maria), Mafra, Lourinhã i Loulé.

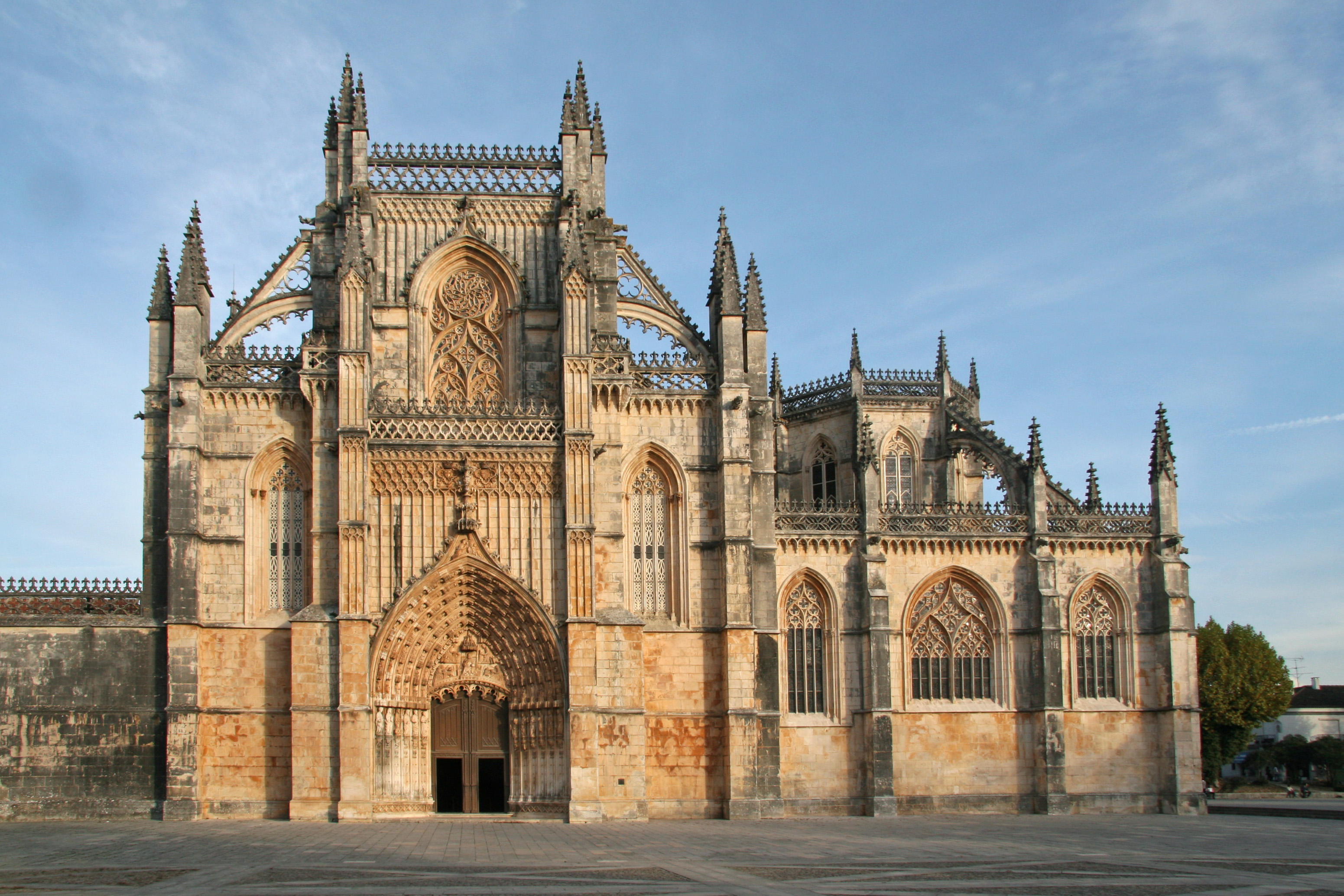
Gòtic flamíger al monestir de Batalha: façana de l'església (esquerra) i capella del Fundador (dreta)

Moltes de les seus romàniques es modernitzaren amb elements gòtics. Així, la nau romànica de la catedral de Porto se suporta amb arcbotants, dels primers construïts a Portugal (s. XIII). L'absis de la seu de Lisboa fou remodelat al s. XIV, i s'hi afegí un ambulatori gòtic il·luminat per un claristori (fila alta de finestres al pis superior): l'ambulatori té una sèrie de capelles radials il·luminades amb finestrals, que contrasten amb la fosca nau romànica de la catedral. Un edifici de transició important és la seu d'Évora, construïda al s. XIII; malgrat que la planta, façana i alçat s'inspiren en la catedral de Lisboa, les seues formes (arcs, finestres, voltes) són gòtiques. Moltes esglésies gòtiques mantenen l'aspecte de fortaleses dels temps romànics, com la seu d'Évora, l'església del monestir de Leça do Balio (s.XIV), prop de Matosinhos, i fins i tot en data tan tardana com el s. XV, l'església principal de Viana do Castelo.
Es construïren alguns claustres gòtics a les seus de Porto, Lisboa i Évora (tots del s. XIV), així com en monestirs com els d'Alcobaça, Sant Tirso i el convent de Crist.
A primeries del XV, l'edifici del monestir de Batalha, patrocinat pel rei Joan I, renovà el gòtic portugués. Després de 1402, les obres anaren a càrrec del mestre Huguet, d'origen desconegut, que introduí el gòtic flamíger en el projecte. Tot l'edifici és decorat amb pinacles gòtics, relleus, grans finestrals amb intricada traceria i elaborats merlets. El portal principal té una sèrie d'arquivoltes decorades amb moltes estàtues, i el timpà té un relleu que representa Crist i els evangelistes. La capella del Fundador i la sala Capitular tenen elaborades voltes d'estel acanalades, desconegudes a Portugal fins llavors. Batalha influí en els tallers del s. XV (seu de Guarda i de Silves), i en els dels monestirs en Beja (Nossa Senhora da Conceição) i Santarém (convent da Graça).
Una altra variant gòtica fou l'anomenat goticomudèjar, que s'expandí a Portugal a la fi del s. XV, sobretot a l'Alentejo. El nom mudèjar es refereix a la influència de l'art islàmic en els regnes cristians de la península, especialment en l'edat mitjana. A l'Alentejo i en altres llocs, la influència mudèjar en diversos edificis és evident en finestres i portals, sovint amb arcs de ferradura i trencallums, les torres circulars amb pinacles cònics, merlets islàmics, etc., així com en la decoració de taulells: en són exemples el pòrtic de l'església de Sant Francesc (Évora), el pati del palau Nacional de Sintra i diverses esglésies i palaus d'Évora, Elvas, Arraiolos, Beja, etc. L'estil mudèjar finalment es barrejà amb l'estil manuelí al s. XVI.

### Castells i palaus gòtics

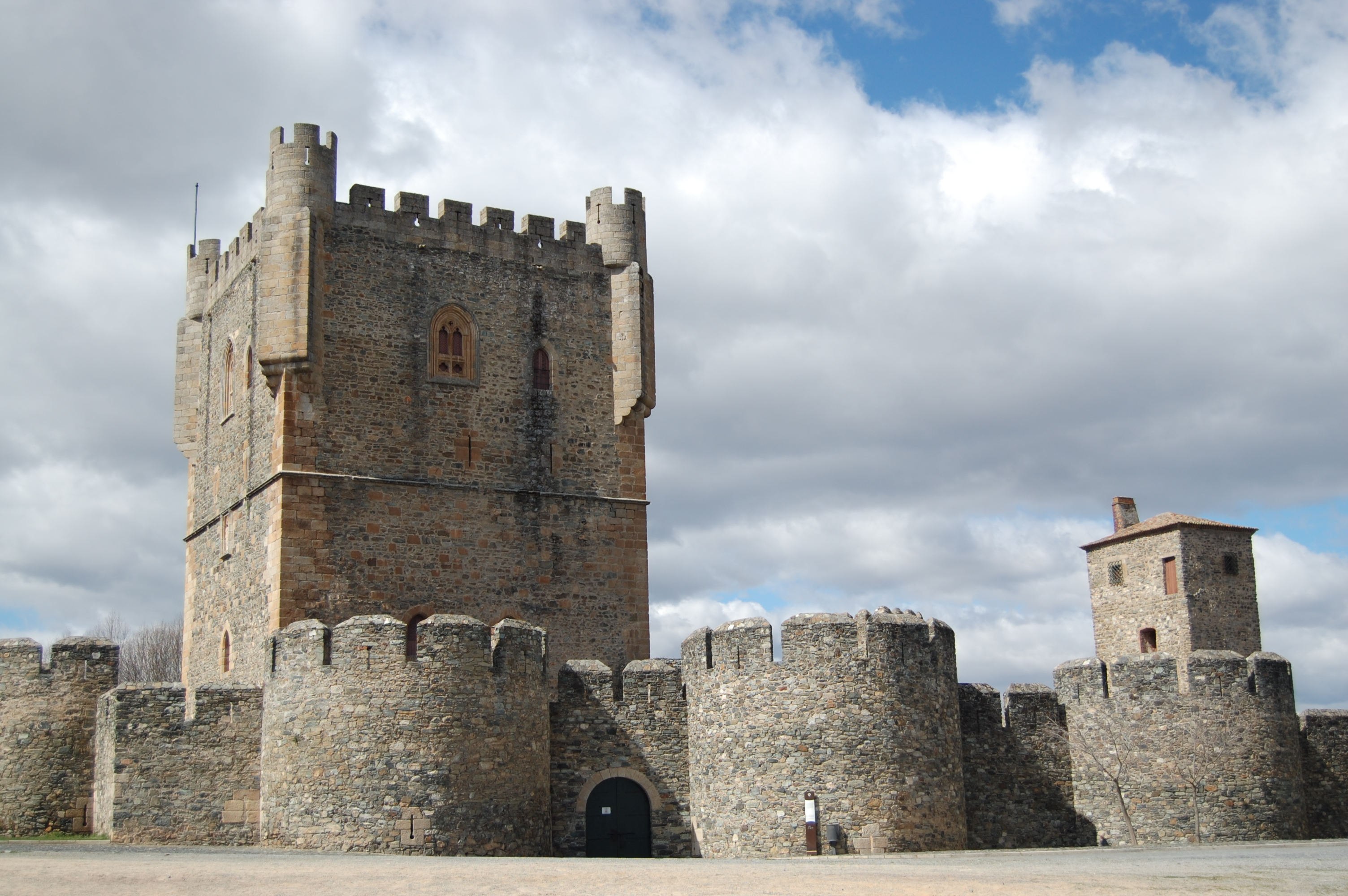
Vista del castell de Bragança. La gran torrassa de l'homenatge és del s. XV

Durant l'època gòtica, alguns castells s'hagueren de ser construir o reforçar, especialment seguint la frontera amb l'agressiu Regne de Castella. En comparança amb els anteriors, els castells gòtics portuguesos solien tenir més torres, sovint de forma circular o de planta semicircular (per augmentar la resistència als projectils), les torres de l'homenatge tendien a ser poligonals, i les portes del castell es defensaven amb un parell de torres. Una segona muralla més baixa (barbacana) es construeix seguint el perímetre de les parets principals per evitar que les màquines de guerra s'hi acostaren.
Les torres de l'homenatge amb millors característiques residencials es poden trobar als castells de Beja, Estremoz i Bragança, mentre que alguns castells posteriors (s. XV) esdevingueren palaus reials, com els de Penedono, Ourém i Porto de Mós. El cas més significatiu n'és el Leiria, convertit en el palau reial de Joan I. Algunes habitacions del palau estan decorades amb esplèndides llotges gòtiques, des de les quals es gaudeix del paisatge.

## Estil manuelí (ca. 1490-ca. 1520)
L'arquitectura del gòtic tardà portugués es caracteritza pel desenvolupament d'un estil sumptuós anomenat manuelí en honor de Manuel I, durant el regnat del qual (1495-1521) es construïren o iniciaren la majoria dels edificis d'aquest estil. L'estil manuelí barreja aspectes del gòtic tardà amb altres de l'arquitectura del Renaixement, amb influències contemporànies de l'estil plateresc, gòtic isabelí, italià i flamenc, així com elements presos de la tradició islàmica (mudèjar). Els edificis manuelins també solen estar decorats amb motius naturalistes típics de l'era dels descobriments, com ara ornaments en espiral que recorden les cordes que s'utilitzaven en els vaixells, així com un ampli ventall de motius animals i vegetals.

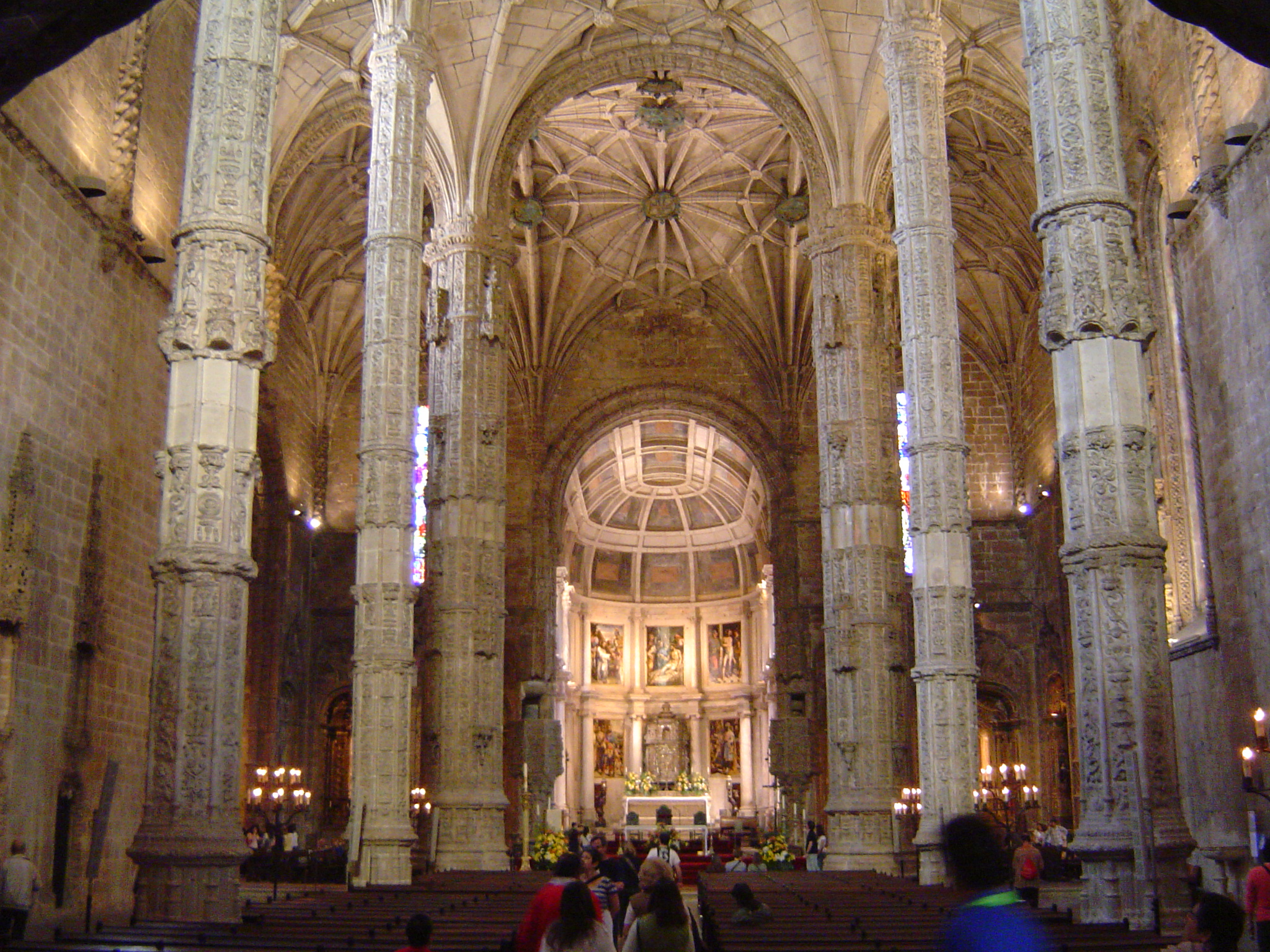
Nau manuelina del monestir dels Jerònims de Lisboa

El primer edifici conegut en estil manuelí és el monestir de Jesús de Setúbal. L'església del monestir fou construïda del 1490 al 1510 per Diogo Boitac, un arquitecte considerat un dels principals creadors de l'estil. La nau de l'església té tres de laterals d'igual alçària, la qual cosa revela un intent d'unificar l'espai interior, que aconsegueix el punt culminant en la nau de l'església del monestir dels Jerònims, Lisboa, acabat en el 1520 per l'arquitecte João de Castilho. La nau del monestir de Setúbal recolza en columnes en espiral, una característica manuelina que també es troba a la nau de la seu de Guarda i a les esglésies parroquials d'Olivença, Freixo de Espada à Cinta, Montemor-o-Velho i altres. Els edificis manuelins solen tenir portals elaborats amb columnes en espiral, nínxols i motius decoratius gòtics i renaixentistes, com al monestir dels Jerònims de Belém o al de Santa Creu de Coïmbra i en molts altres.

Estil manuelí
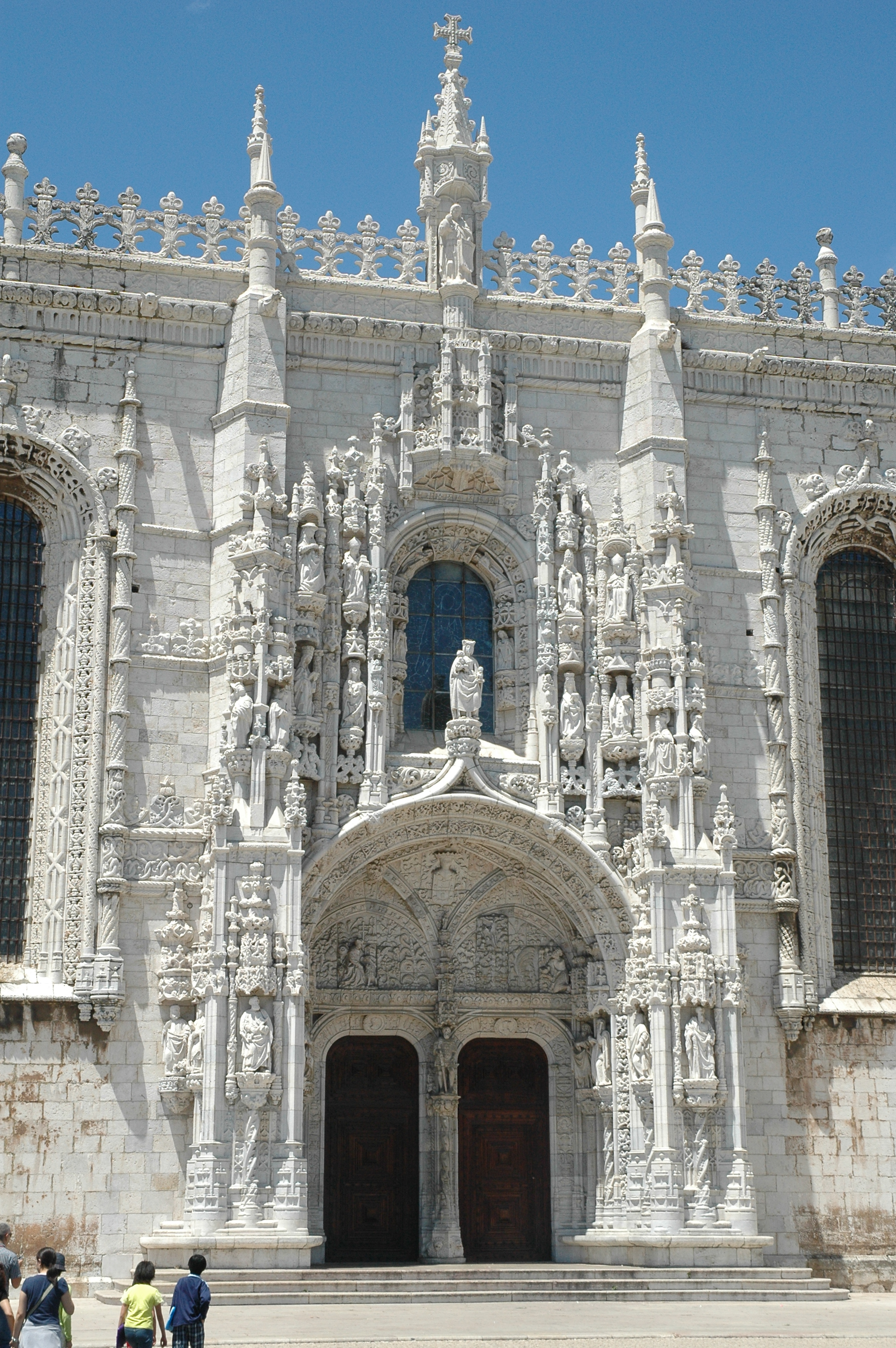
Portal sud de l'església del monestir dels Jerònims (c. 1517), João de Castilho, Belém
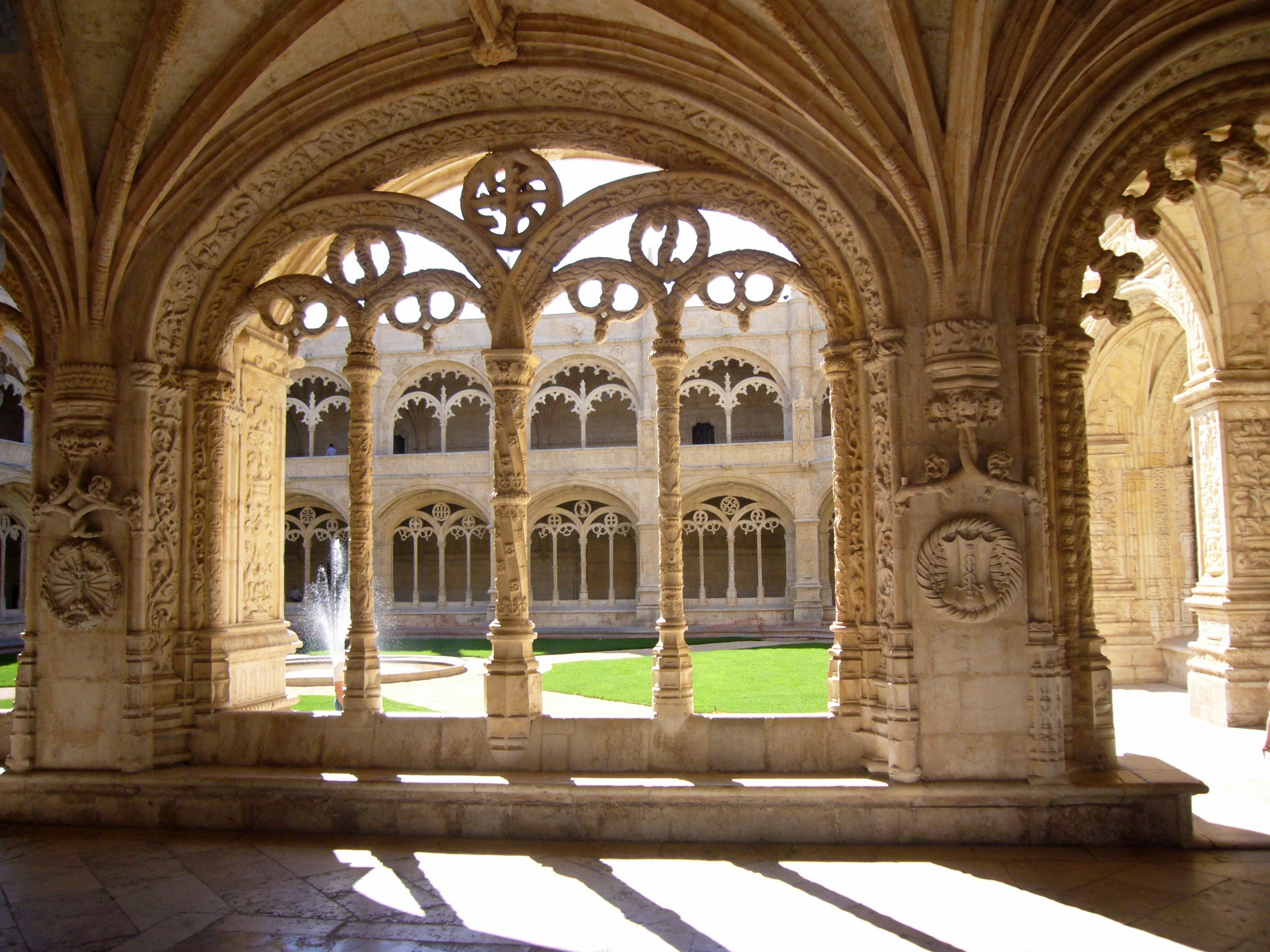
Claustre del monestir dels Jerònims (c. 1517), Diogo de Boitaca i João de Castilho, Belém
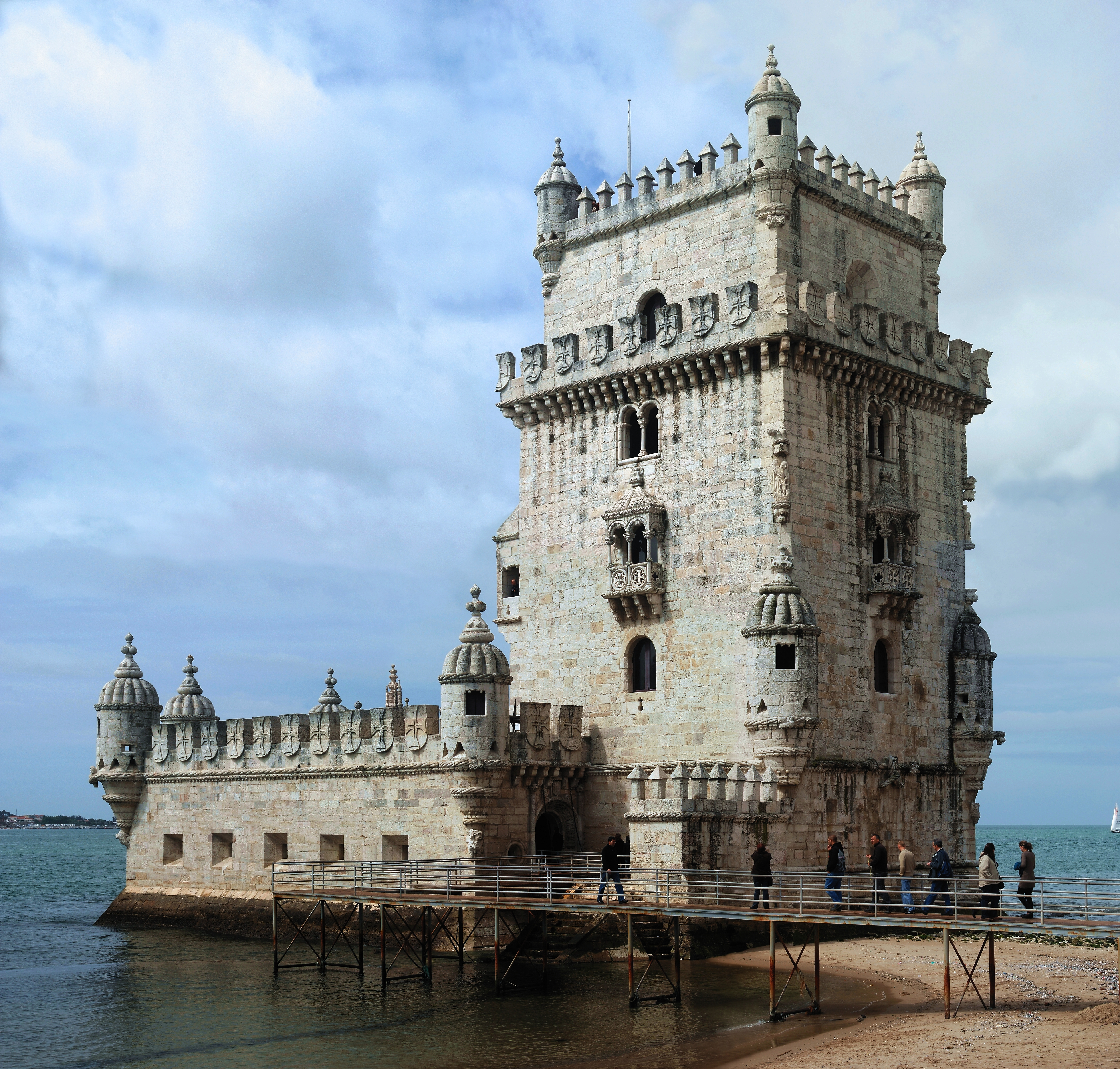
Torre de Belém (1514-1520), Francisco Arruda, Lisboa
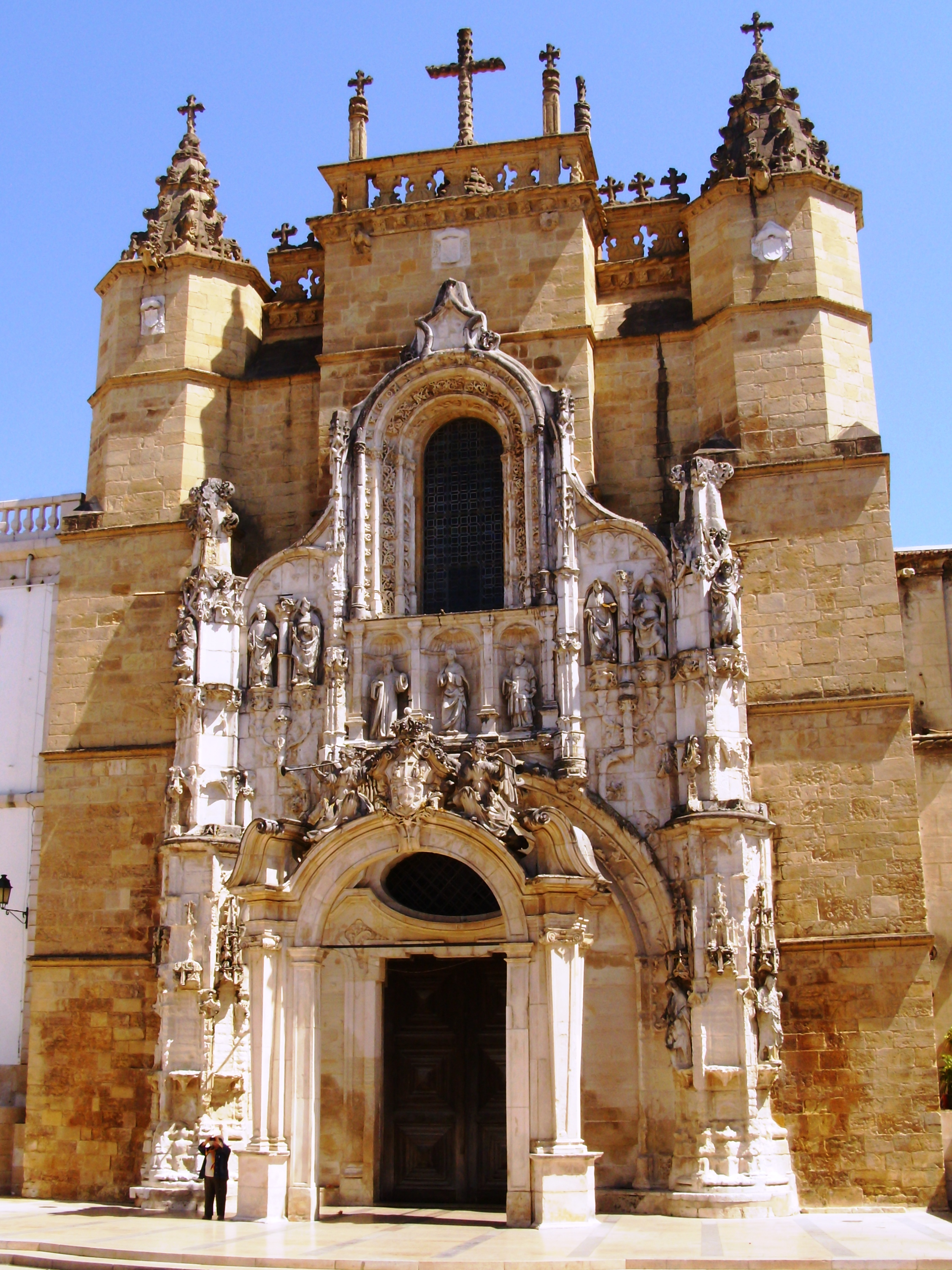
Portal del monestir de Santa Creu de Coïmbra (1522-1526), Diogo do Castilho i Nicolau de Chanterenne

## Renaixement i manierisme (c. 1520-c. 1650)

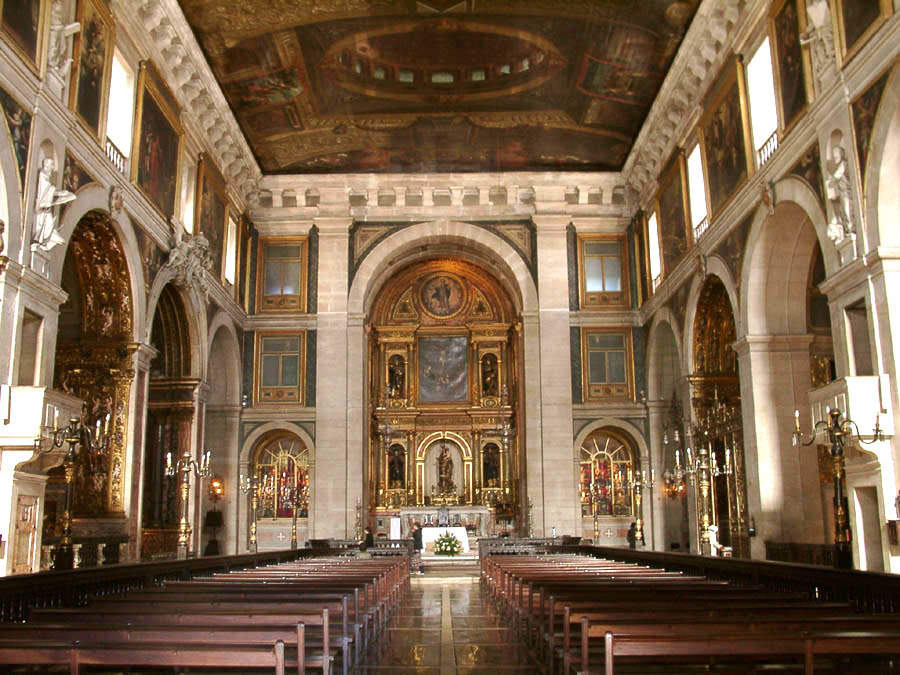
Nau de l'església de São Roque a Lisboa (1565-1587)

L'adopció de l'auster estil renaixentista no quallà a Portugal. Introduït per un arquitecte francés al 1517, s'hi practicà sobretot des del 1530 per arquitectes estrangers i per això s'anomenà estrangeritzant (estrangeirada). Després aquest estil evolucionà lentament cap al manierisme. El pintor i arquitecte Francesc de Holanda, en Diàlegs de la pintura antiga va estendre els fonaments d'aquest nou estil.
La basílica de Nossa Senhora da Conceição a Tomar fou una de les primeres esglésies d'estil renaixentista pur. La començà Diogo de Torralba en el període 1532-1540. La seua arquitectura elegant i clara la converteix en un dels millors edificis primerencs del Renaixement portugués. La petita església de Bom Jesus de Valverde, al sud d'Évora, atribuïda tant a Manuel Pires com a Diogo de Torralba, n'és un altre exemple primerenc.
L'exemple més eminent d'aquest estil és el claustre de D. João III al convent de Crist a Tomar. Iniciat pel rei Joan III, s'acabà durant el regnat de Felip I de Portugal (també rei d'Espanya amb el nom de Felip II). El primer arquitecte en fou Diogo de Torralba, que començà el treball al 1557, i fou acabat al 1591 per l'arquitecte de Felip II Filippo Terzi. Aquest claustre magnífic, de dues plantes, es considera un dels exemples més importants de l'arquitectura manierista a Portugal.
L'arquitecte portugués, però, més conegut d'aquest període fou Afonso Álvares, les obres del qual inclouen la seu de Leiria (1551-1574), la de Portalegre, i l'església de Sant Roc de Lisboa. Durant aquest període evolucionà cap a l'estil manierista.
Aquesta última església, l'acabà l'arquitecte jesuïta italià Filippo Terzi, que també construí el col·legi jesuïta d'Évora, el monestir de Sâo Vicente de Fora de Lisboa i el palau Episcopal de Coïmbra. Va fer una enorme producció i també erigí diversos aqüeductes i fortaleses. Tingué alguns deixebles portuguesos:
- Miguel de Arruda, a l'església de Nostra Senyora de Gàacia (a Évora).
- Baltasar Álvares, conegut per la Sé Nova de Coïmbra i l'església de Sâo Lourenço a Porto.
- Francisco Velasquez, a la seu de Miranda do Douro i en els dissenys per al monestir de San Salvador (Grijó).
- Manuel Pires, arquitecte militar, a l'església de Sant Anton d'Évora.

Renaixement i manierisme
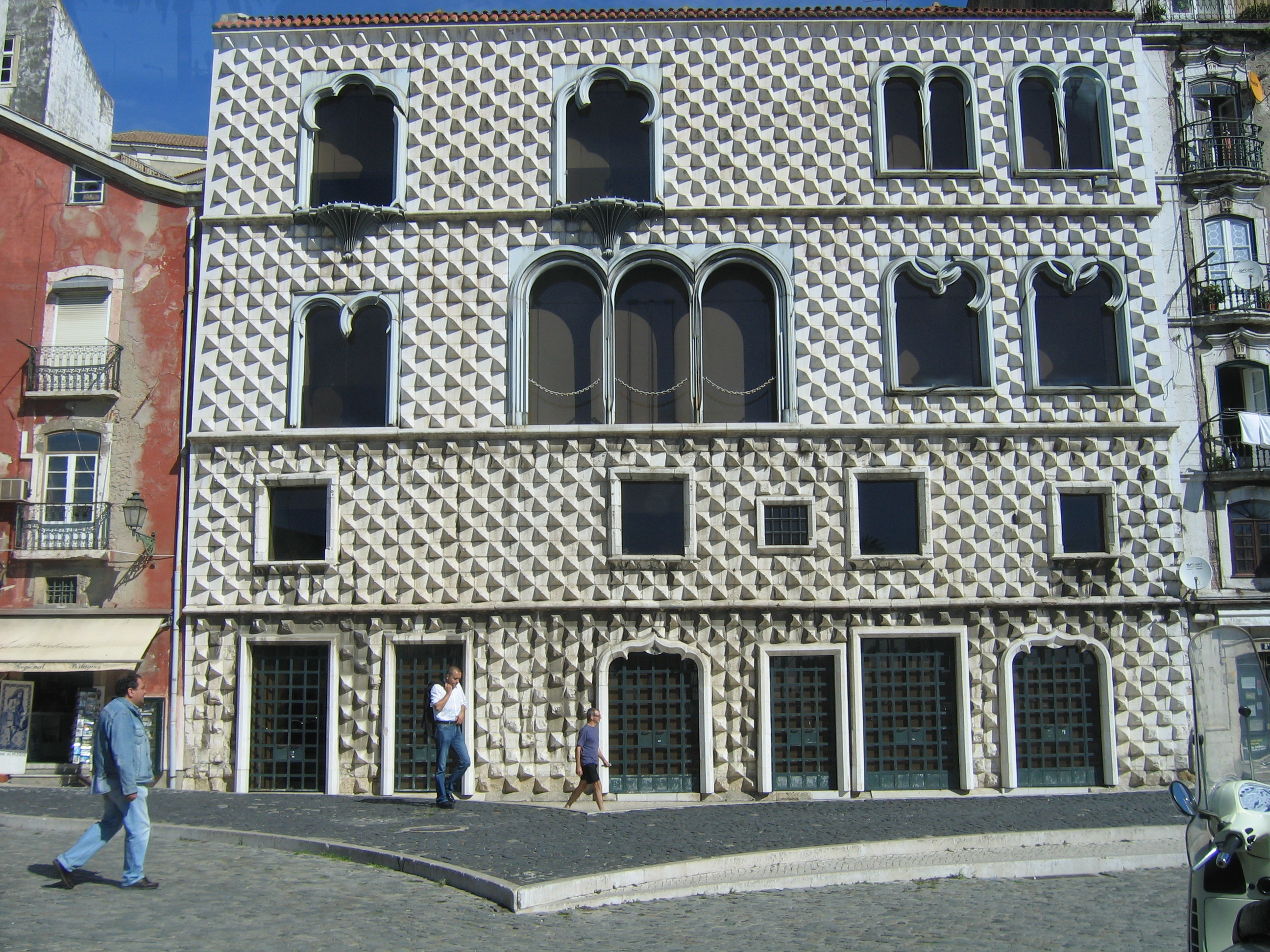
Casa dos bicos (1523), Lisboa
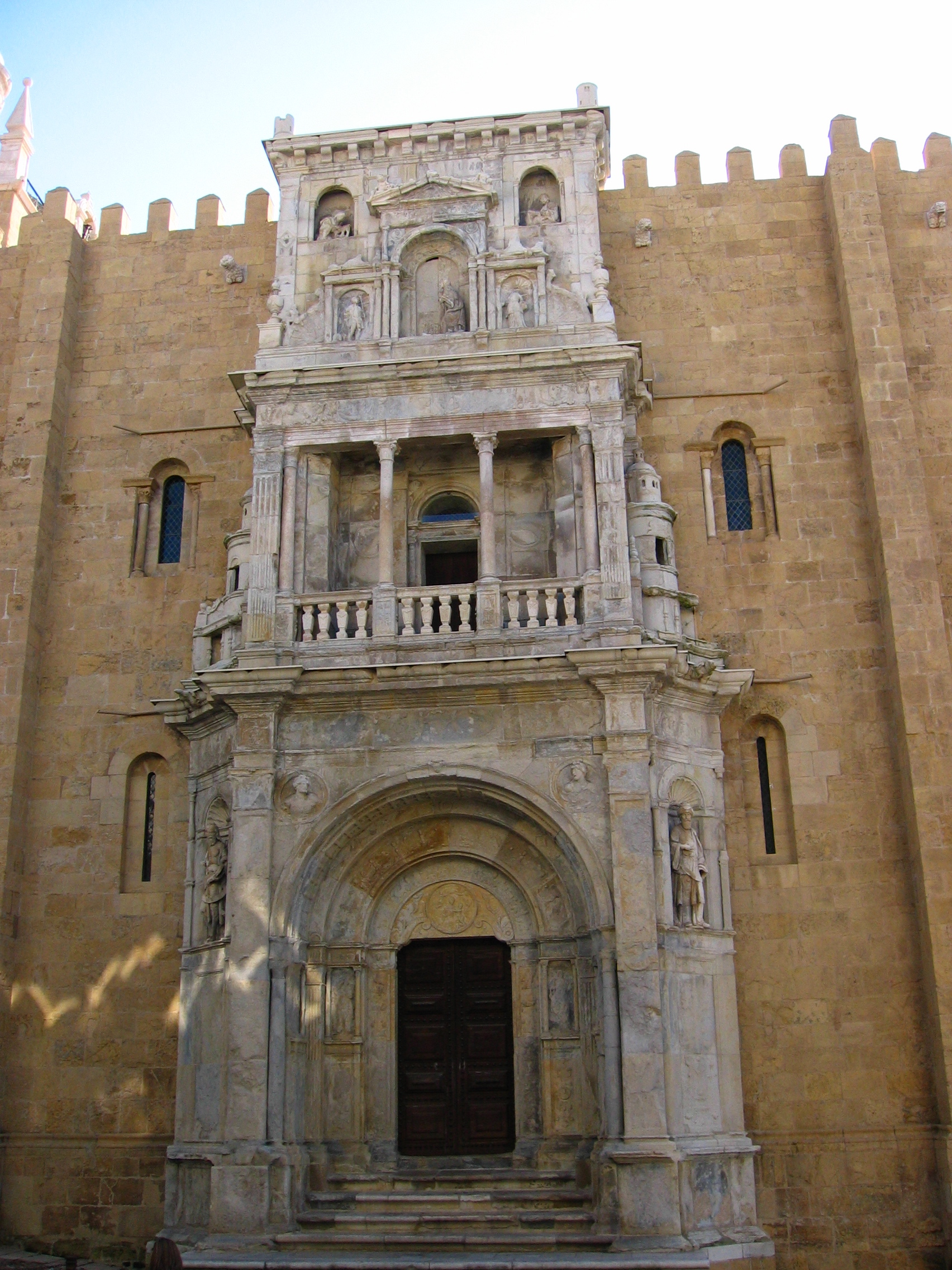
Porta especiosa de la Seu Vella de Coïmbra (1530), Joâo de Ruâo, Coïmbra
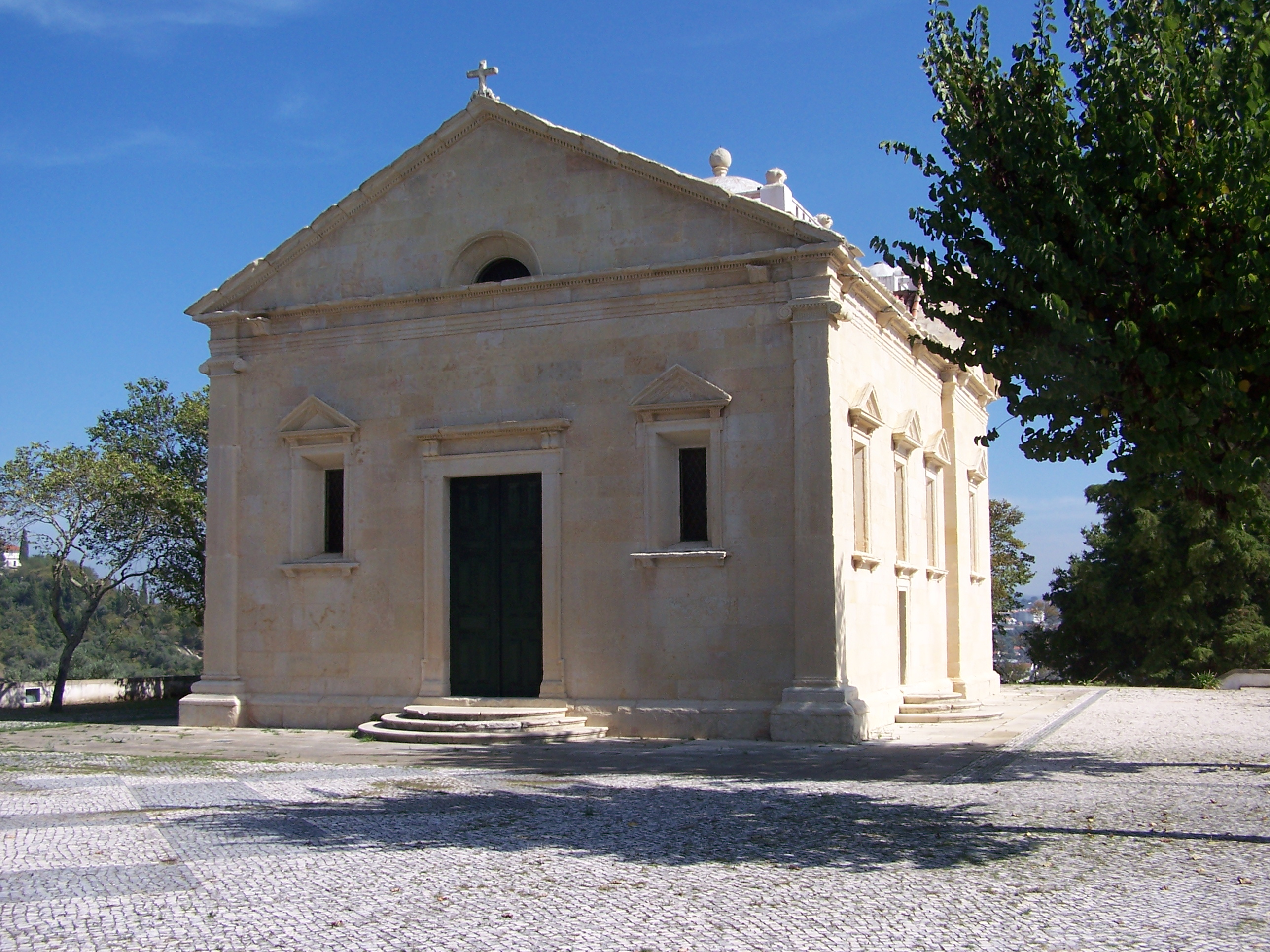
Ermida de Nossa Senhora da Conceição (Tomar) (1532) per Diogo de Torralva
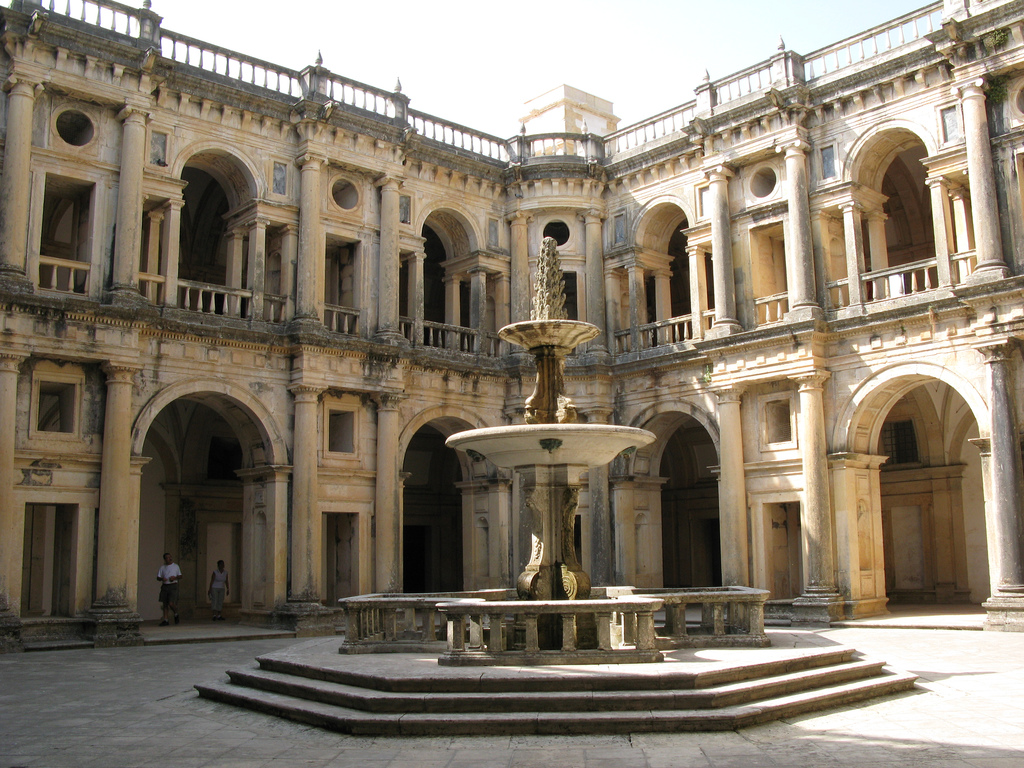
Claustre del convent de l'Orde de Crist a Tomar (1557), Diogo de Torralva i Filippo Terzi

### Estil pla (1580-1640)

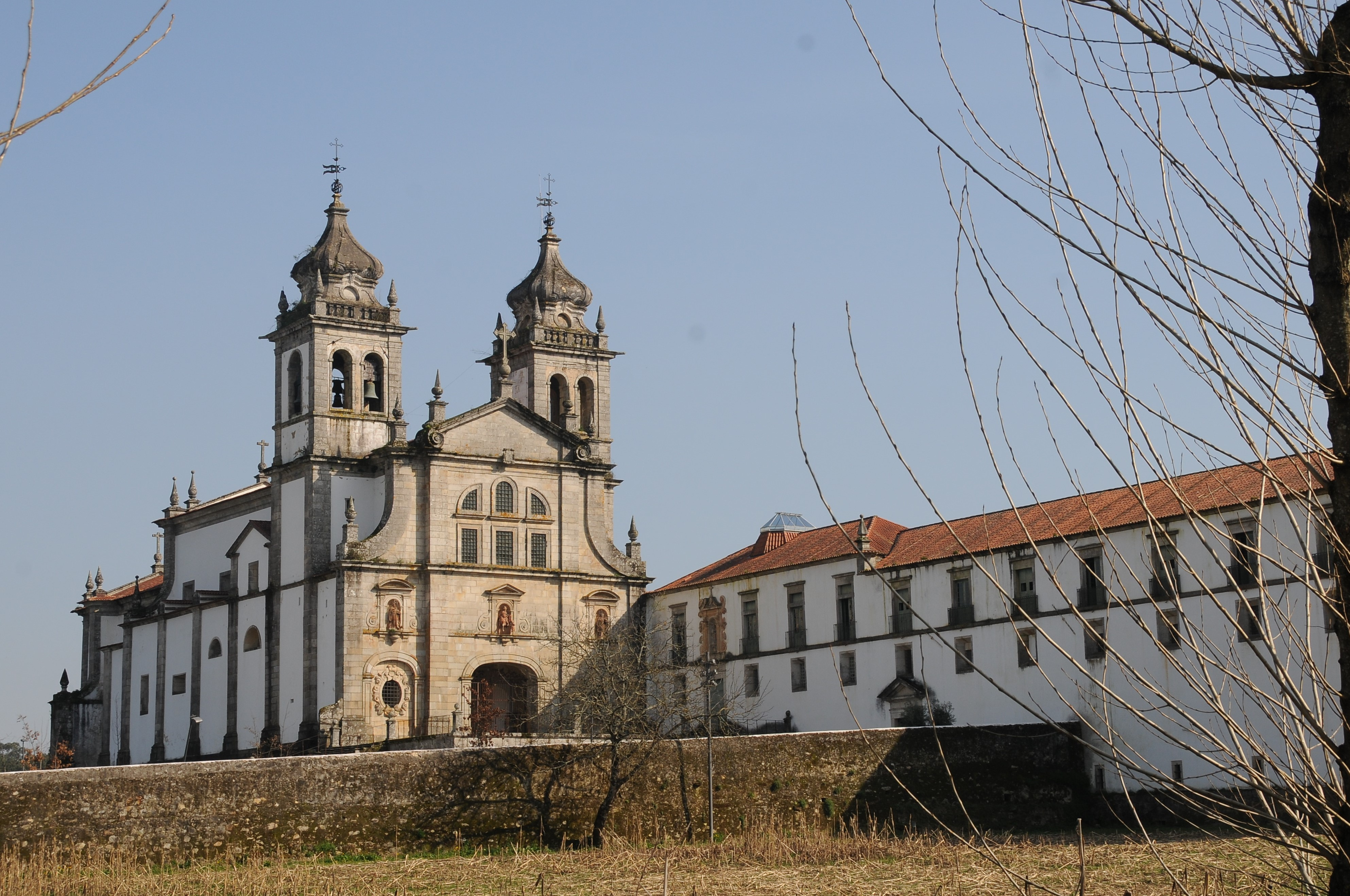
Vista del monestir de Tibães amb la façana de l'església, prop de Braga

Durant la unió de Portugal i Castella, entre 1580 i 1640, es desenvolupà al país un nou estil que George Kubler denominà "arquitectura chã" (arquitectura plana). Bàsicament manierista, aquest estil es caracteritza per una estructura clara, una aparença robusta amb superfícies llises, planes i una disposició moderada d'espai, sense a penes ornaments. És una ruptura radical amb el decoratiu estil manuelí. Aquest estil simplificat, derivat dels limitats recursos financers, s'expressa en la construcció d'esglésies saló i edificis menys impressionants. En la resistència a l'estil barroc que ja era l'estàndard a Castella, els portuguesos continuaren aplicant l'estil pla per expressar la seua identitat diferent com a poble.
- Baltasar Álvares construí alguns dels exemples més impressionants d'aquest estil: la Sé Nova de Coïmbra (1598-1640), l'església de San Lourenço o Grilos a Porto (començada al 1614) i l'església de Santo Antão a Lisboa (1613-1656, ara destruïda).
- Altres exemples en són les diverses construccions benedictines d'aquest període, com la renovació que feu Joâo Turriano del monestir de Tibâés i el monestir de Sâo Bento (ara l'edifici del Parlament portugués).
- Francisco de Mora, arquitecte espanyol, dissenyà el convent de Nostra Senyora del Remei (Évora) per a l'orde dels Carmelites Descalços (1601-1614).
- Pedro Nunes Tinoco va dissenyar el 1616 l'església de Santa Marta (Lisboa) per a l'orde de Santa Clara.

Quan el rei Felip II feu una entrada triomfal a Lisboa el 1619, s'hi erigiren alguns arcs triomfals temporals en l'estil flamenc dissenyats per Hans Vredeman de Vries. El tractat literari de Wendel Dietterlin també augmentà l'interés en l'arquitectura i art flamenc barroc. Aquesta influència es pot veure a la façana de l'església de San Lourenço o Grilos a Porto, iniciada el 1622 per Baltasar Álvares.
Aquest fou també el període de l'auge dels taulells i de l'ús de fusta tallada i daurada (talha dourada) en altars i sostres.

## Arquitectura de la Restauració (1640-1717)
L'estil barroc és l'expressió de la Contrareforma, una reacció de l'Església catòlica contra el naixent protestantisme. Però com que les idees protestants no arrelen a Portugal, l'estil barroc no es va adoptar en un moment en què era l'estil imperant en la resta d'Europa. A més, aquest estil estava massa associat amb els jesuïtes i els governants espanyols. En el seu lloc s'adoptà un nou estil, una transició de l'estil pla a un barroc tardà, quan Portugal recuperà la seua independència el 1640. Fou un període de disminució del poder econòmic i militar del país, amb menys projectes i de menys opulència.
José Fernandes Pereira n'identificà el primer període, de 1651 a 1690, com un període d'experimentació.
La noblesa fou la primera a mostrar el seu poder recuperat. Un exemple típic n'és el palau dels Marquesos da Fronteira a Benfica (Lisboa, iniciat el1667). Aquest palau rural encara segueix exemples del manierisme italià, però ja hi ha una forta influència de l'estil barroc en la perfecta harmonia de la casa i els jardins que l'envolten, en l'esplendor de l'escala i en els molts elements iconogràfics i decoratius de les cambres. Els grans taulells (plafons de taulells) que cobreixen les parets amb retrats eqüestres, escenes de batalles històriques o micos tocant la trompeta, creats pels tallers de Jan van Oort i Willem van der Kloet a Asterdam, són únics.

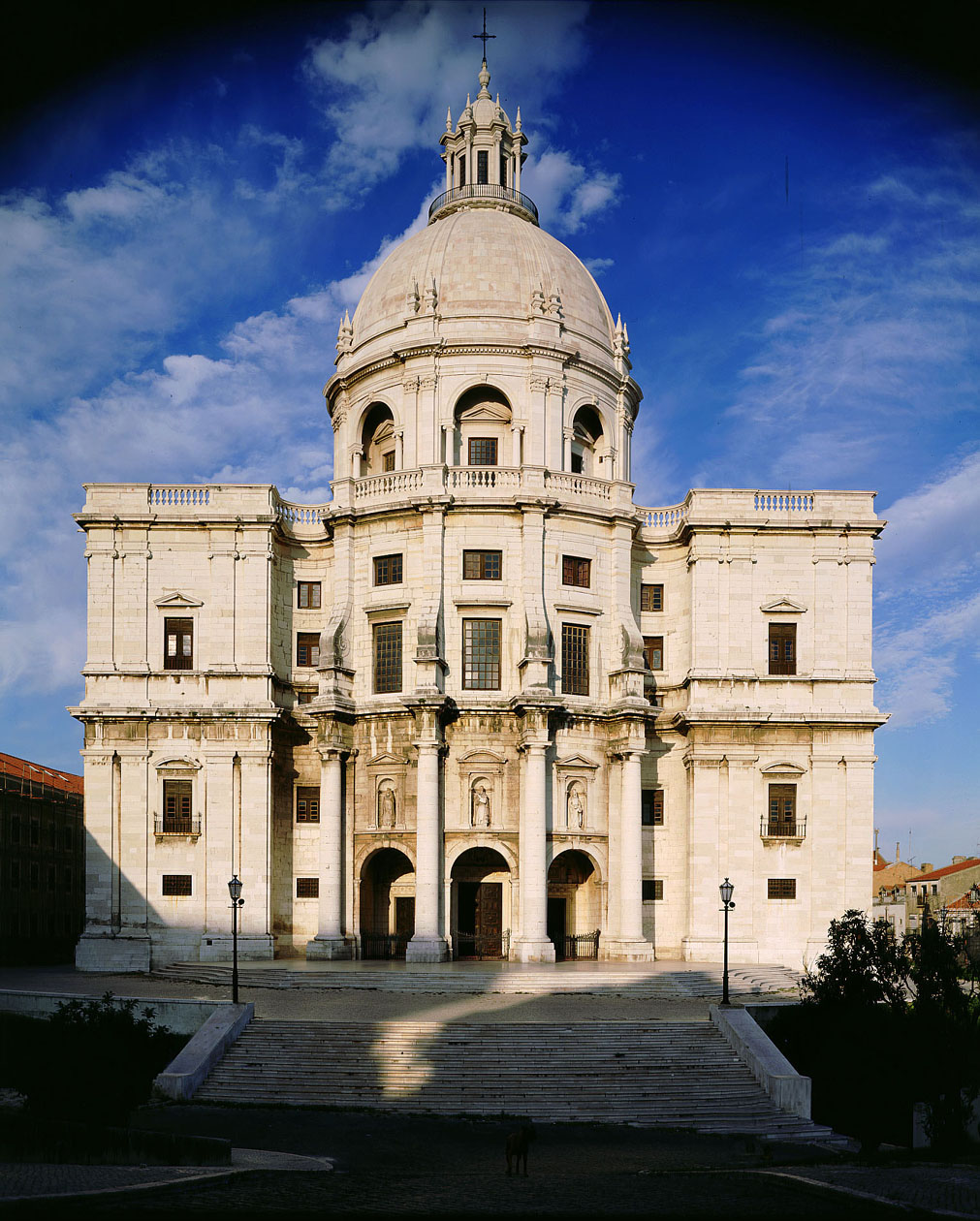
Església de Santa Engràcia, Lisboa

El sacerdot teatí i arquitecte piemontés Camillo-Guarino Guarini dissenyà l'església de Santa Maria de la Divina Providència a Lisboa. La seua planta el·líptica destaca en l'arquitectura portuguesa del s. XVII. Però el seu quadern d'esbossos mostra una planta i elevació diferent. Tot i tque els seus dissenys, influenciats per l'arquitecte romà barroc Francesco Borromini, no els seguí exactament en aquesta església, es publicaren sovint i van difondre la influència de Borromini a Portugal.
Altres obres importants d'aquest període són:
- Jacome Mendes: l'església de Nossa Senhora da Piedade (a Santarém, 1665).
- L'església de San Agostinho (1667) a Vila Viçosa.
- Joâo Turriano: el monestir de Santa Clara-a-Velha a Coïmbra (1649-1696).
- L'església de Portimão, possiblement de Joâo Nunes Tinoco (1660).

El període següent, entre 1690 i 1717, introduí a poc a poc l'estil barroc a Portugal. L'església de Santa Engràcia (ara Panteó Nacional), iniciada el 1682 per Joâo Nunes Tinoco i continuada per Joâo Antunes, és una estructura centralitzada, amb planta de creu grega coronada amb una cúpula central (completada al 1966!) i les façanes són ondades com en els dissenys de Borromini. S'inspira en un disseny de l'arquitecte Donato Bramante de la basílica de Sant Pere a Roma. És potser l'únic edifici veritablement barroc de Portugal. Aquesta volta fou Roma, en lloc de Flandes, l'exemple a seguir en la construcció d'edificis.
L'església del Senyor de la Creu de Barcelos, construïda per João Antunes el 1701-1704, és un experiment inusual a causa de la planta en trèvol de quatre fulles.

## Arquitectura barroca (1717-1755)
L'any 1697 fou important per a l'arquitectura portuguesa. Es trobà a Mines Gerais, Brasil, or i pedres precioses i, més tard, diamants. L'explotació minera estava fortament controlada per la corona, que imposà forts impostos al mineral extret (una cinquena part de tot l'or aniria a la corona). Aquests enormes ingressos feren que Portugal prosperara i esdevinguera un dels estats més rics d'Europa al s. XVIII. El rei João V, que regnà entre 1706 i 1750, rivalitzava amb el rei francés Lluís XIV, el rei Sol, amb un gran nombre de costoses obres. Per fer del palau de Versalles un meravellós palau, Lluís XIV comptà amb l'arquitecte Louis Le Vau, el pintor i dissenyador Charles Le Brun i l'arquitecte paisatgista André Le Nôtre. El rei de Portugal, en canvi, hagué de compensar la manca d'experiència i de tradició local, amb artistes estrangers que vingueren a Portugal atrets per grans sumes de diners. El rei Joan V va malbaratar els diners generosament, iniciant nombrosos projectes de construcció, molts dels quals mai s'acabaren.
El palau Nacional de Mafra (1717-1730) és un dels edificis barrocs més sumptuosos de Portugal. Aquest conjunt monumental de palau monestir església és encara més gran que el d'El Escorial —l'immens palau reial del s. XVI construït al nord de Madrid— per subratllar el seu poder. El rei en nomenà com a arquitecte Johan Friedrich Ludwig (conegut a Portugal com João Frederico Ludovice). Aquest orfebre alemany tenia una mica d'experiència com a arquitecte, perquè havia treballat per a la Companyia de Jesús a Roma. El seu disseny per al palau és una síntesi de la basílica de Sant Pere del Vaticà, l'església jesuïta de Sant Ignasi a Roma i el Palazzo Montecitori, realitzada per Gian Lorenzo Bernini. Aquest disseny estava d'acord amb el desig del rei d'imitar la Ciutat Eterna, i amb la seua ambició de fundar una segona Roma al riu Tajo.

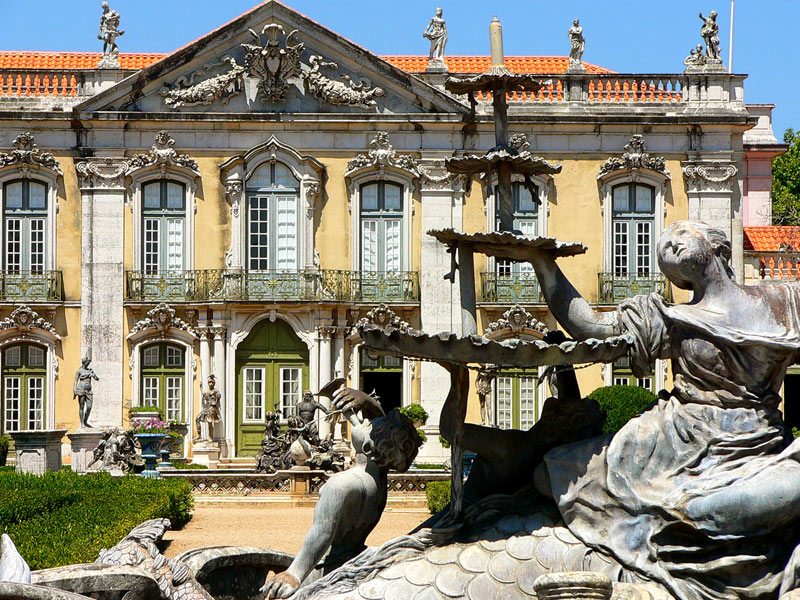
Palau de Queluz

Un altre projecte important fou el palau Patriarcal de Lisboa. L'arquitecte piemontés Filippo Juvarra fou contractat per elaborar-ne els plànols. Però aquest projecte també es torcé perquè Juvarra només hi va romandre uns mesos i marxà —després de trencar el contracte— cap a Londres. Altres construccions importants foren:
- l'aqüeducte de les Aigües Lliures (1729-1748) a Lisboa (de Manuel da Maia, Antonio Canevari i Custódio Vieira), descrit pels contemporanis com «l'obra més gran des dels romans». Proporcionà aigua no sols a la població de Lisboa, sinó també a les moltes noves fonts monumentals construïdes per l'hongarés Carles Mardel;
- la Quinta de San Antão do Tojal (de l'arquitecte italià Antonio Canevari, 1728-1732);
- l'Òpera del Tajo (completada el 1755), un imponent edifici de Giovanni Carlo Sicinio-Bibiena destruït més tard aquest mateix any pel terratrèmol;
- el palau de les Necessitats, rematat al 1750, d'Eugenio dos Santos, Custodio Vieira, Manuel da Costa Negreiros i Caetano Tomas de Sousa;
- el palau de Queluz, des de 1747 residència de camp del germà més jove del rei (de Mateus Vicente d'Oliveira i Jean-Baptiste Robillon). Aquest palau és el segon exemple important del país en estil barroc. La façana, però, en mostra ja alguns detalls rococó.

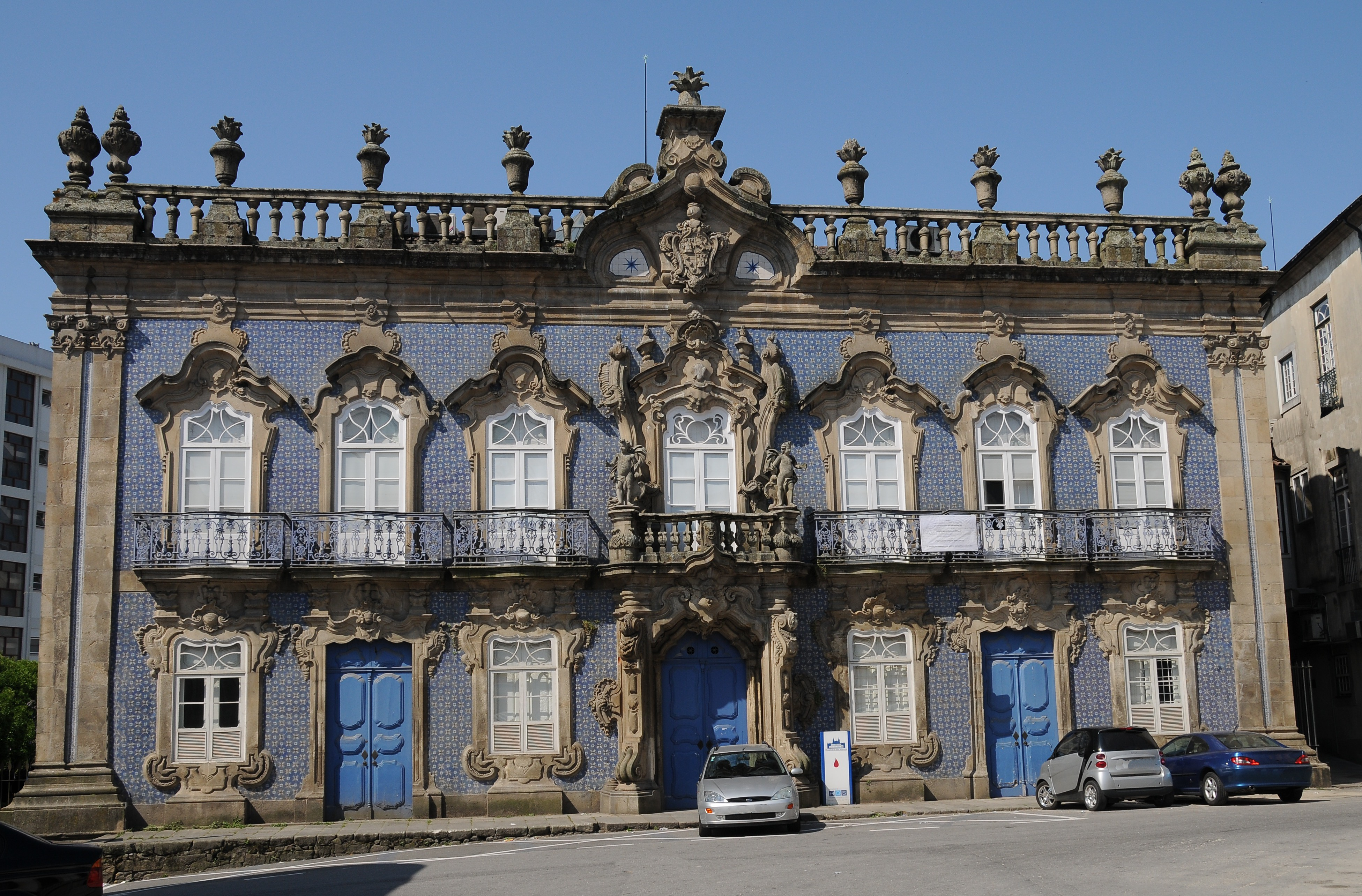
Façana intrincadament treballada del palau del Raio a Braga

L'obra seua més espectacular, però, fou la construcció a Roma de la capella de Sant Joan Baptista, amb el propòsit d'obtenir la benedicció de Benedicte XIV per a aquesta capella: dissenyada per Luigi Vanvitelli el 1742, fou construïda per Nicola Salvi a l'església de Sant Antonio dels Portuguesos. Després de la benedicció, la capella fou desmuntada i traslladada a Lisboa. Es tornà a muntar al 1747 a l'església de Sant Roc. Està luxosament decorada amb porfiri, marbres rars i pedres precioses. El disseny ja en presagia el renaixement classicista.
A la part nord de Portugal s'expandí un estil barroc diferent i més exuberant amb alguns tocs rococó, que recorden l'estil de Centreeuropa. L'arquitecte italià Nicolau Nasoni dissenyà l'església i l'espectacular torre de granit de Sâo Pedro dos Clérigos (1754-1763) a Porto. Un dels seus successors fou José de Figueiredo Seixas, que havia sigut deixeble seu. El santuari de Bom Jesus do Monte, prop de Braga, construït per Carlos Luis Ferreira Amarante, és un exemple notable d'un lloc de peregrinació amb una monumental escala barroca en cascada de 116 m. Aquest últim exemple ja mostra un canvi d'estil cap al neoclassicisme.

El Palácio do Raio (d'André Soares) és un destacat palau urbà barroc-rococó amb façana ricament decorada, a Braga. Diverses cases de camp i finques en estil tardobarroc s'hi construïren en aquest període. Exemples típics en són les cases de la família Llop-Machado (a Guimarãés), el Malheiro (Viana do Castelo) i el palau de Mateus (Vila Real).

Arquitectura barroca
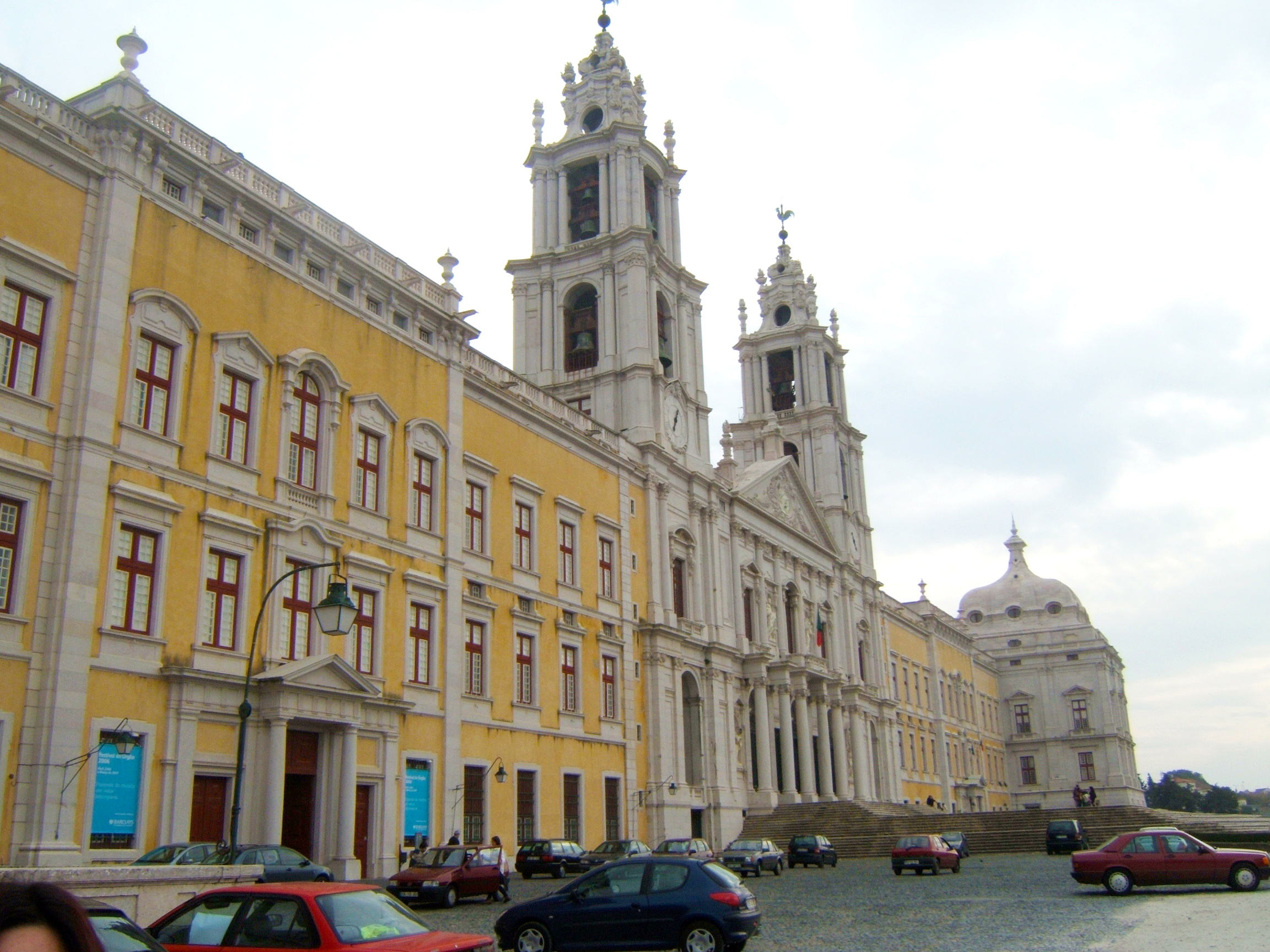
Palau Nacional de Mafra (1717-1730)
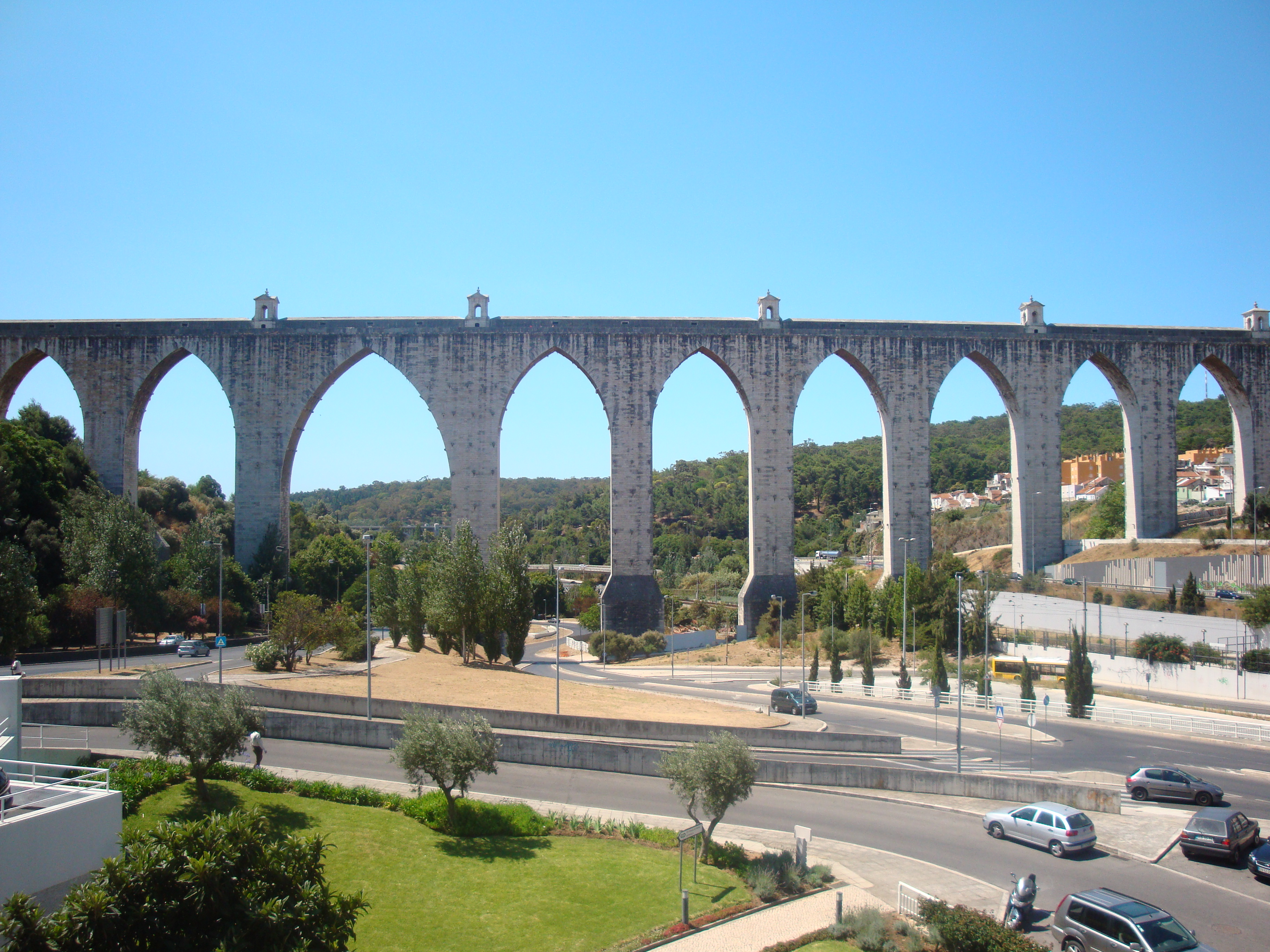
Aqüeducte de les Aigües Lliures (1729-1748)
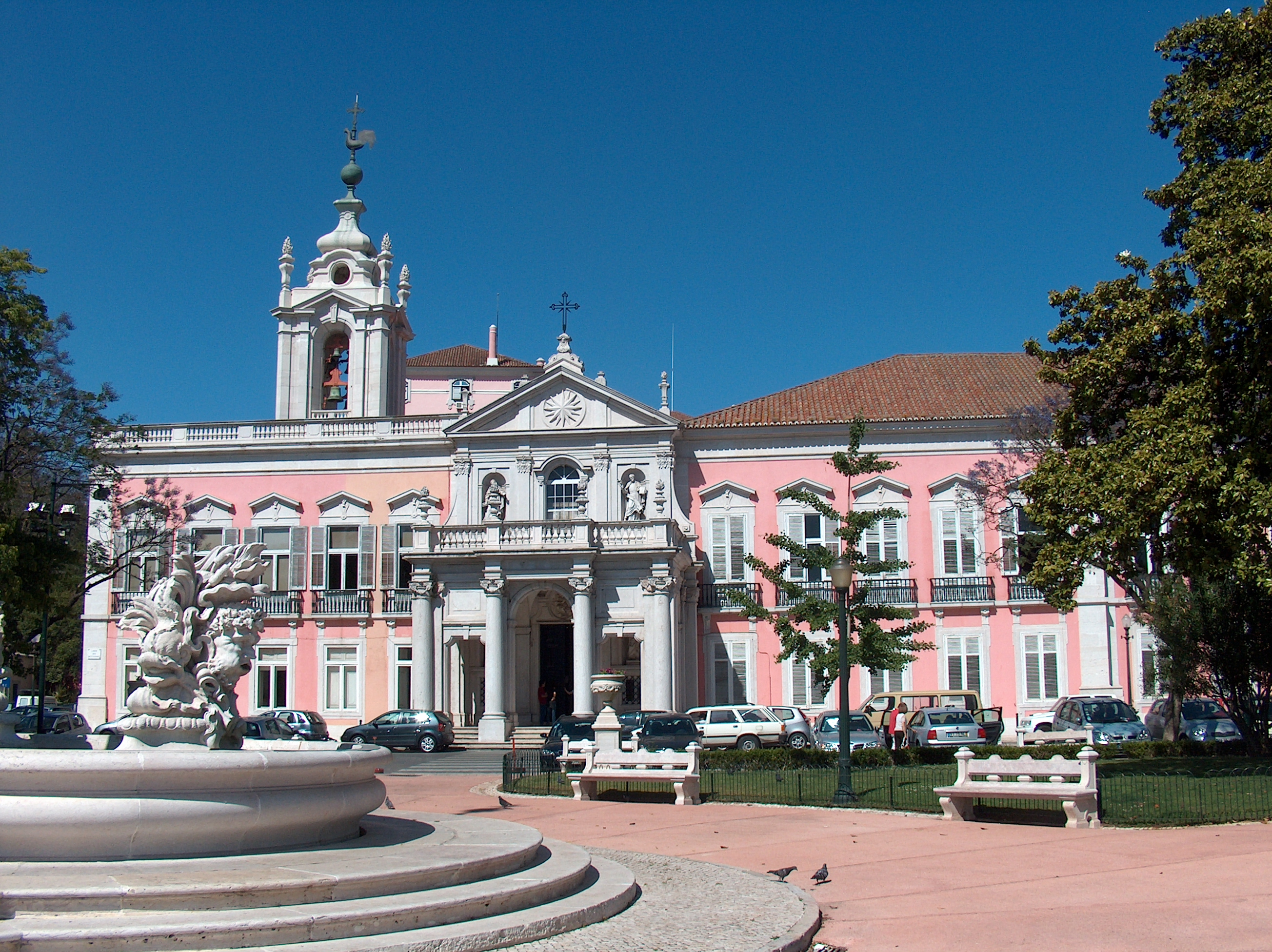
Palau de les Necessitats, acabat el 1750
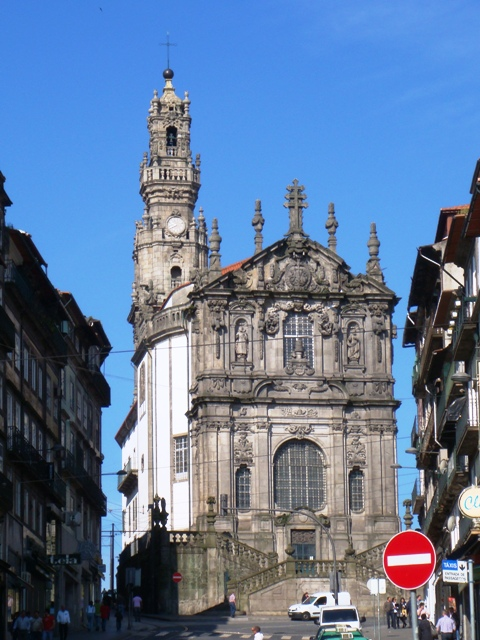
Sâo Pedro dos Clergues (1754-1763)
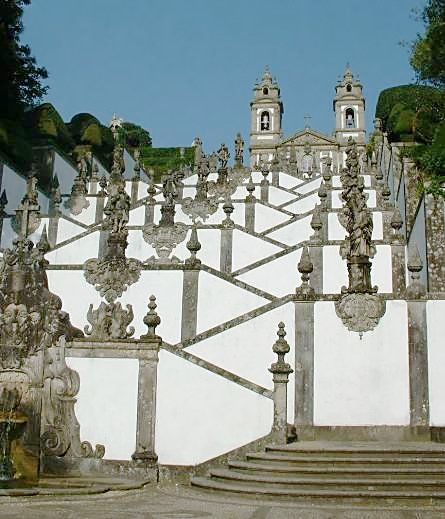
Escalinates del santuari de Bom Jesus do Monte, prop de Braga

## Estil pombalí (1755-1860)

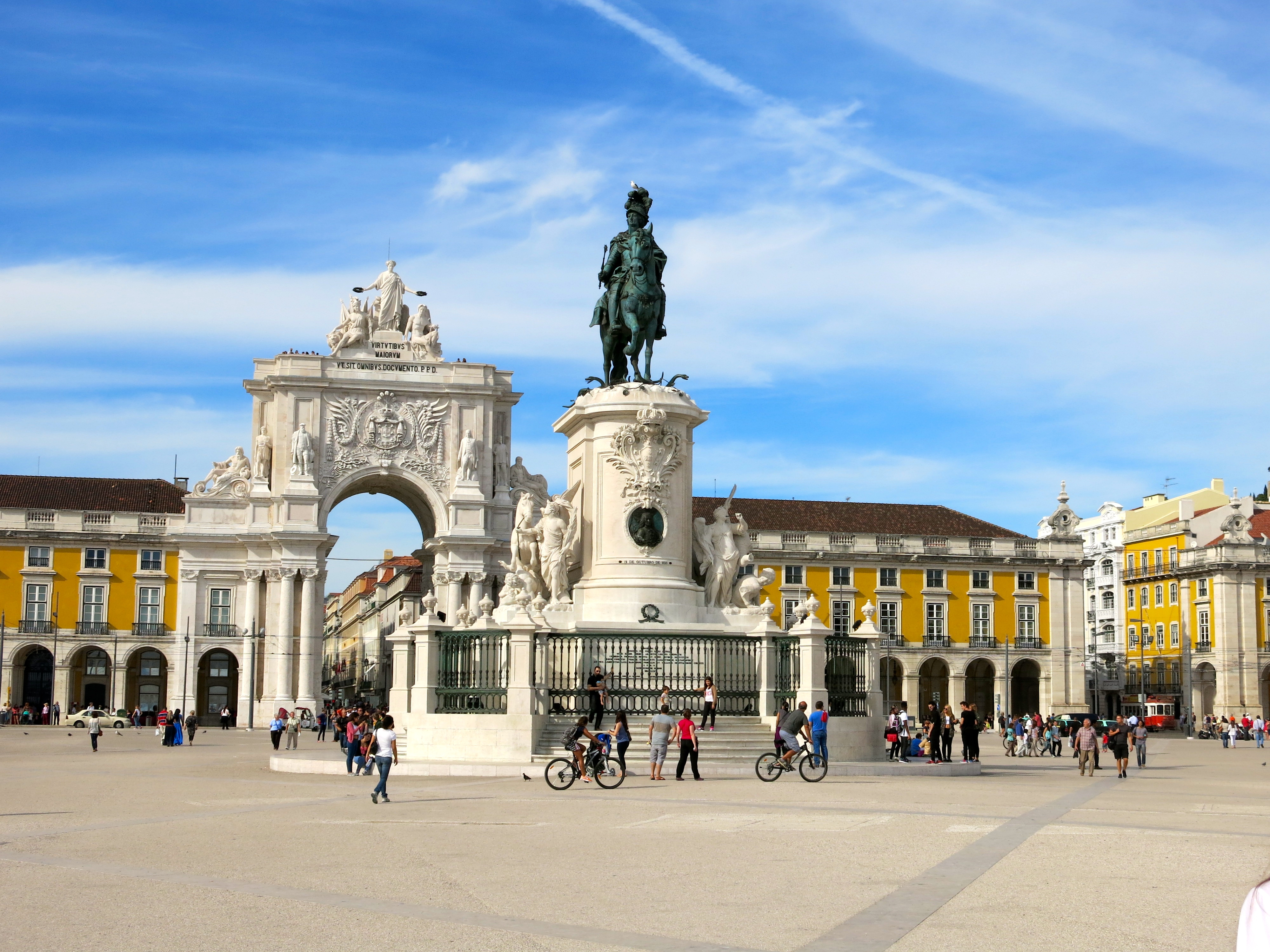
Plaça del Comerç amb el monument a José I i l'arc Triomfal que dona al carrer August, Lisboa

El gran terratrèmol de Lisboa de 1755 i tsunami i incendis subsegüents, en destruïren molts edificis. José I i el primer ministre, Sebastião de Melo, marqués de Pombal, contractaren arquitectes i enginyers per reconstruir-ne les parts més danyades, inclosa la Baixa Pombalina. El nou estil de reconstrucció, el pombalí, fou, com ho havia estat l'arquitectura Chã, fruit de la necessitat i la iniciativa de Portugal. També van ser-ne referència imprescindible l'obra dels arquitectes Eugénio dos Santos, Manuel da Maia i Carlos Mardel, veritables autors de les propostes presentades.
Fou un tipus d'arquitectura intel·ligent i molt ben concebuda, en incloure el primer sistema antisísmic i primer mètode de construcció a gran escala prefabricat al món. Consistí en una estructura de fusta flexible inserida en parets, pisos i sostres, coberta després amb materials de construcció prefabricats, que, com es deia en l'època, "abana mes não cai" ["trontolla però no cau"]. La Baixa de Lisboa, la zona més afectada, s'havia construït en una àrea inestable, i calia reforçar tota la zona. Els models arquitectònics, els van provar tropes que marxaren al damunt simulant un terratrèmol. També el sistema prefabricat era bastant innovador per a la seua època. Els edificis es reconstruïren fora de la ciutat, i després es transportaren en peces i s'hi muntaren en obra. Per primera vegada es reconstruí una ciutat d'aquesta forma. Tot i que les obres de reconstrucció es perllongaren fins al s. XIX, pocs anys més tard del terratrèmol, encara en vida del rei, la població ja estava degudament allotjada i en unes condicions que no gaudien abans del terratrèmol.
La ciutat passà del seu aspecte laberíntic a un traçat rectilini ortogonal, entre Rossio i Terreiro do Paço.

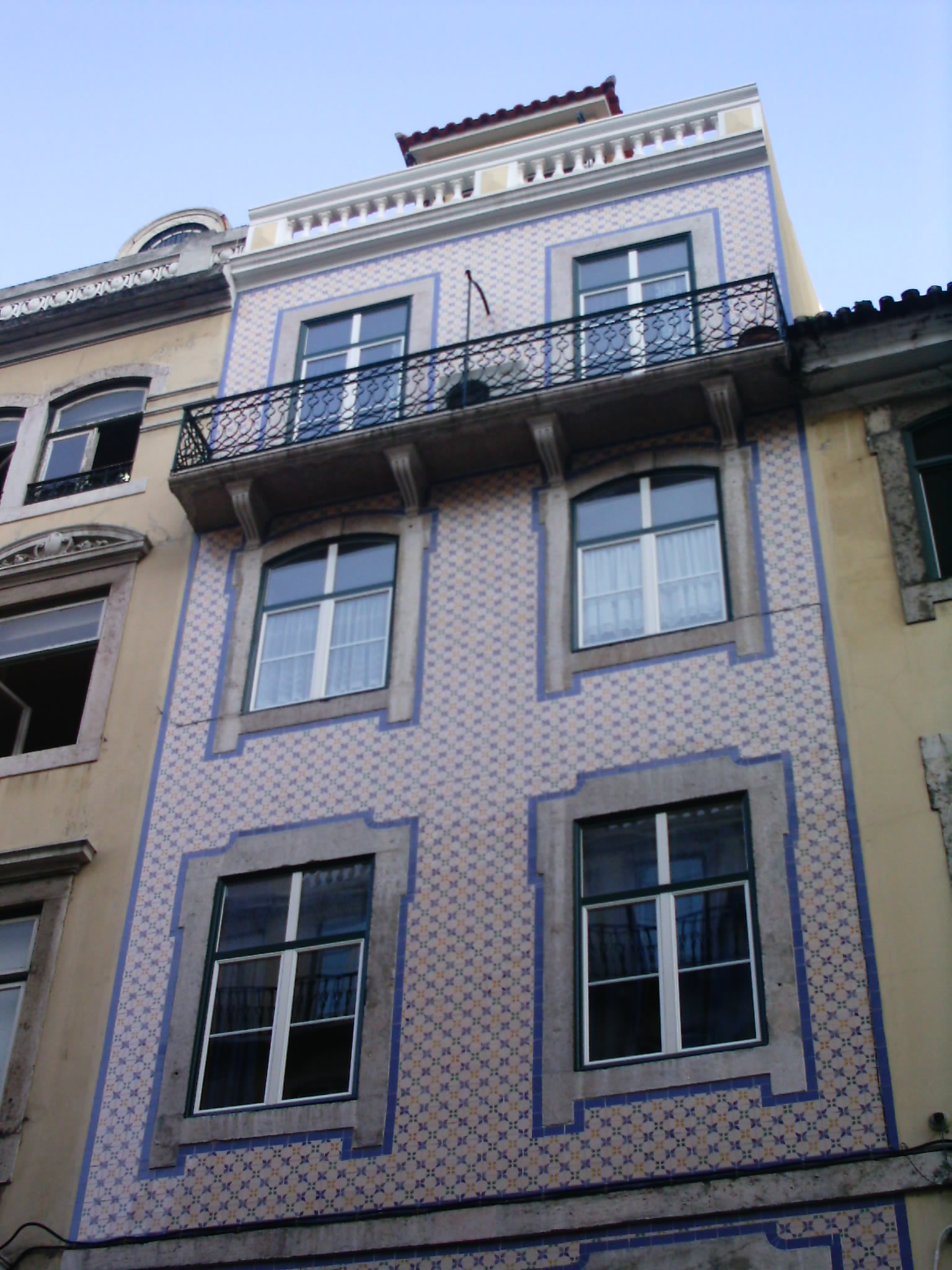
Edifici típic de la Baixa Pombalina, en estil pombalí

L'edifici pombalí era una estructura de fins a quatre pisos, amb arcades per a botigues a la planta baixa, amb baranes al primer pis i cobertes amb àtic. Tots els edificis tenen aquest estil, amb addició de detalls decoratius a la façana, conforme a la importància del local. Els edificis es troben aïllats per tallafocs i respecten la volumetria màxima imposada —es va considerar que els quatre pisos eren ideals en cas d'un altre desastre.
La construcció dels palaus també fou regulada, forçant una sobrietat sense ostentació, molt impopular entre l'aristocràcia, que permetia efectes decoratius només al portal i finestres una mica més elegants que als edificis residencials. Les esglésies segueixen l'esperit de l'època i es redueixen de nombre dràsticament, seguint els mateixos principis constructius, amb alguna decoració arquitectònica exterior. Són edificis de nau única amb altars laterals, decoració interior rococó, materials fingits en fusta i estuc, amb alguna pintura (hi destaquen les obres de Pedro Alexandrino de Carvalho) i escultura. Els espais són agradables, suaus i lluminosos. Destaquen les esglésies de Sant António da Sé, de l'Encarnació, de Santo Domingos, de Magdalena, dels Màrtirs i moltes altres. Als edificis menys destruïts es va intentar harmonitzar les formes pombalines amb la decoració existent. La Praça do Comércio, el carrer August i l'avinguda da Liberdade són exemples notables d'aquesta arquitectura.

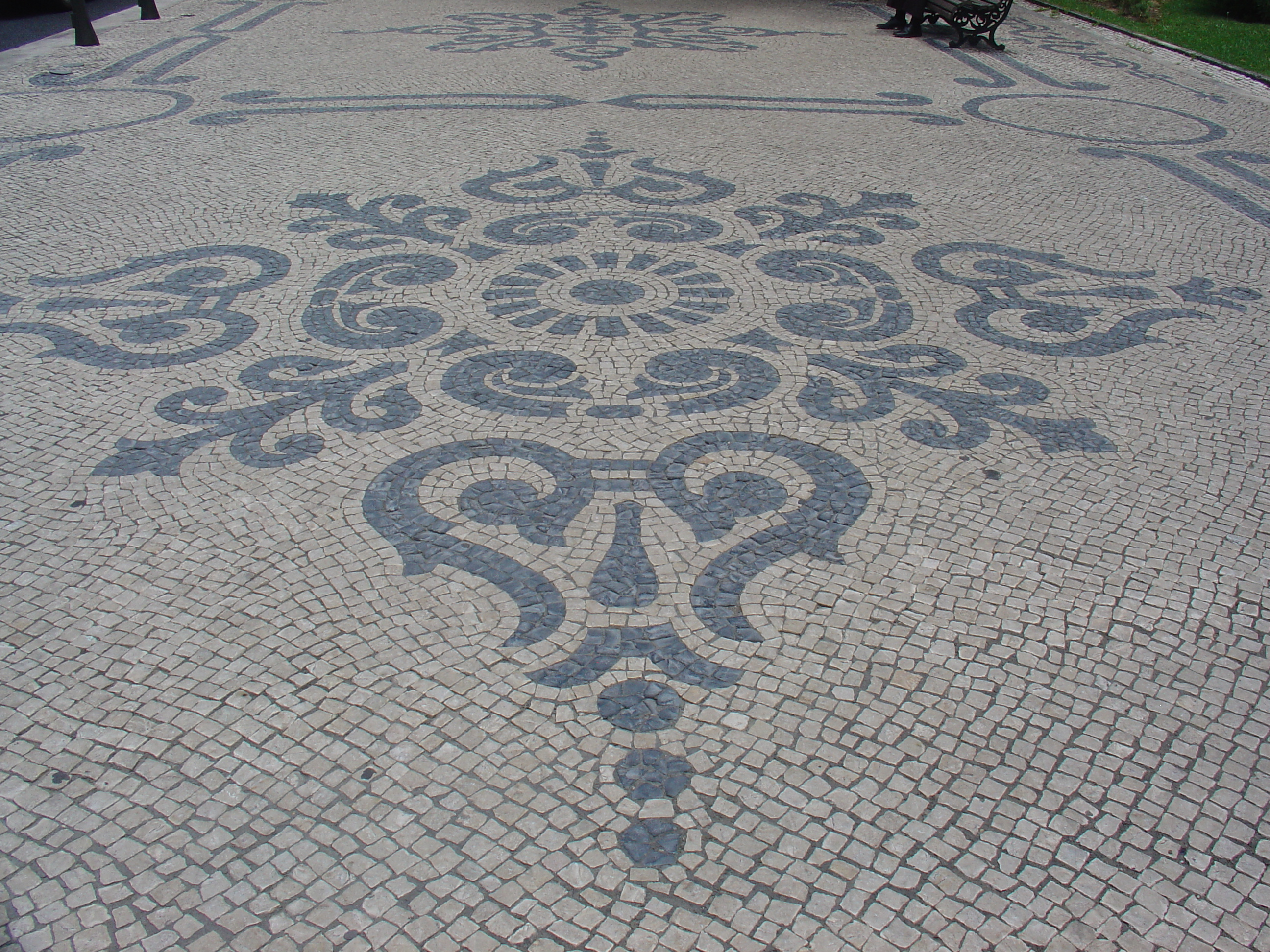
Típic paviment pombalí

Els paviments dels carrers instaurats per Pombal constaven de petites peces irregulars de pedres calcàries i basàltiques formant dibuixos en blanc i negre. Fins a la fi del s. XIX estigué de moda, i va ser adoptada a les grans avingudes i la totalitat del Rossio i del Chiado. Els motius se n'inspiraven en la història dels Descobriments (caravel·les i naus) i del comerç (peixos, fruites...).
El pombalí, malgrat imposar-se despòticament a Lisboa, agradà i va ser assajat en altres llocs, com ara a Vila Real de Sant António (1773-1774), una nova ciutat de l'Algarve, construïda per Reinaldo Manuel dos Santos. L'estil n'és clarament recognoscible en l'ordenació urbana i, especialment, a la plaça principal.
A Porto, a iniciativa del governador de la presó João d'Almada i Melo, la rua de Sant João fou reconstruïda (després de 1757), i el tribunal de justícia, la Cort d'Apel·lació (1765) i la presó també. La colònia britànica de comerciants portuaris introduí l'arquitectura de Palladio a la Praça da Ribeira (1776-1782), la casa Factoria (1785-1790) i l'Hospital San António (1770).

L'estil pombalí és una arquitectura secular, utilitària, marcada pel pragmatisme. Segueix l'estil pla dels enginyers militars, amb decoracions regulars, racionals, barrejades amb detalls rococó i una aproximació neoclàssica a l'estructura. La simplicitat n'és total, ja no és en realitat rococó. Reflecteix l'esperit de la Il·lustració i un fort caràcter neoclàssic, encara que sense els ordres arquitectònics clàssics, però sotmetent l'accessori a la raó. Aquest detall ha estat passat per alt sistemàticament per la història de l'art, desitjant veure o el rococó francés o el neoclassicisme tradicional en un programa constructiu renovador massa modern per a la seua època.

Estil pombalí (1755-1860)
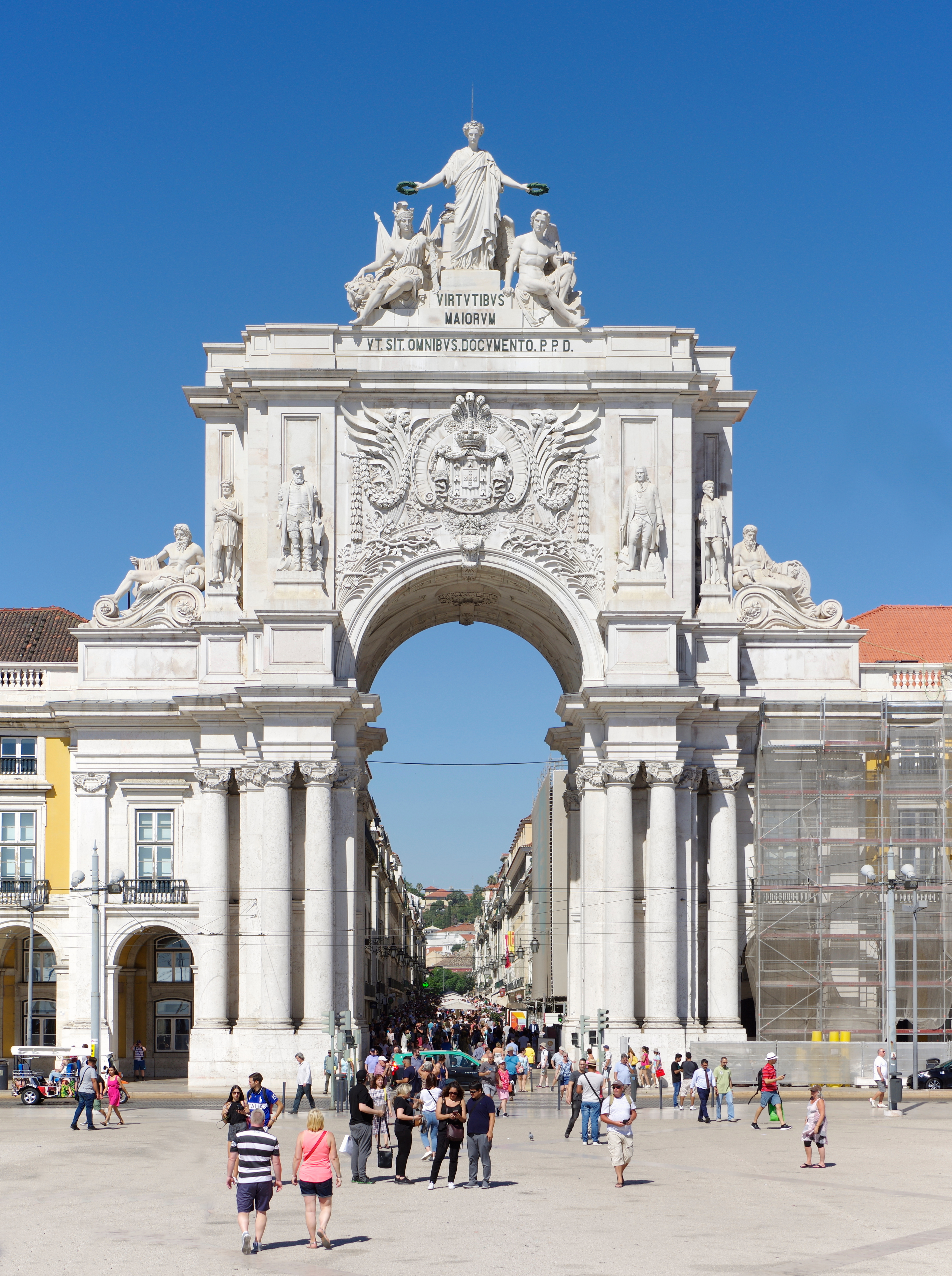
Arc de Triomf (c. 1862-1873)
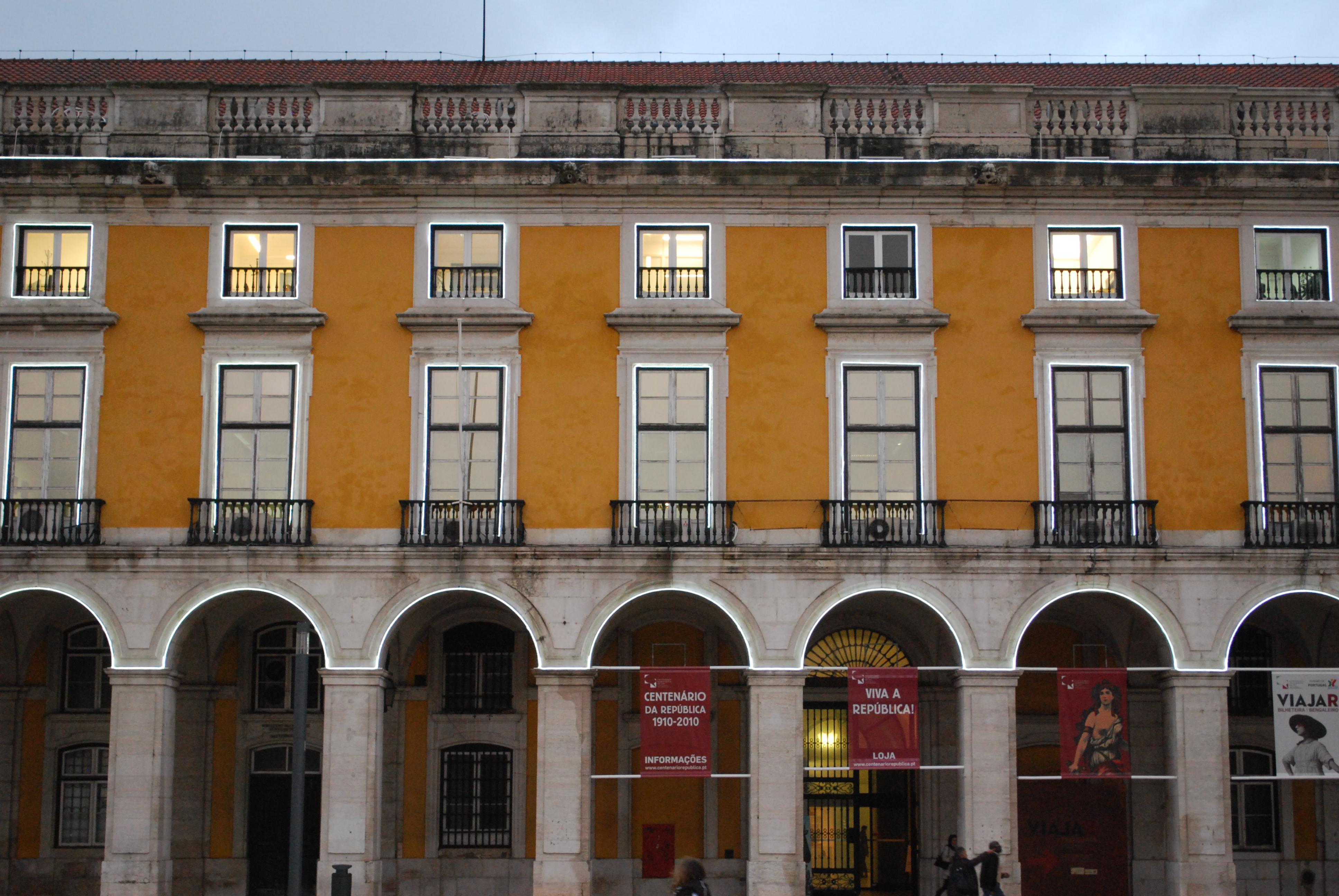
Arcades a la Praça do Comércio
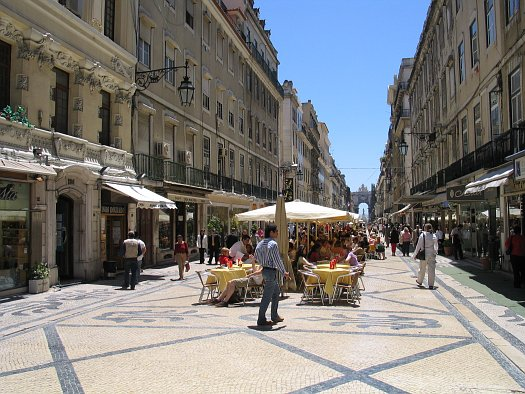
El carrer agost hui
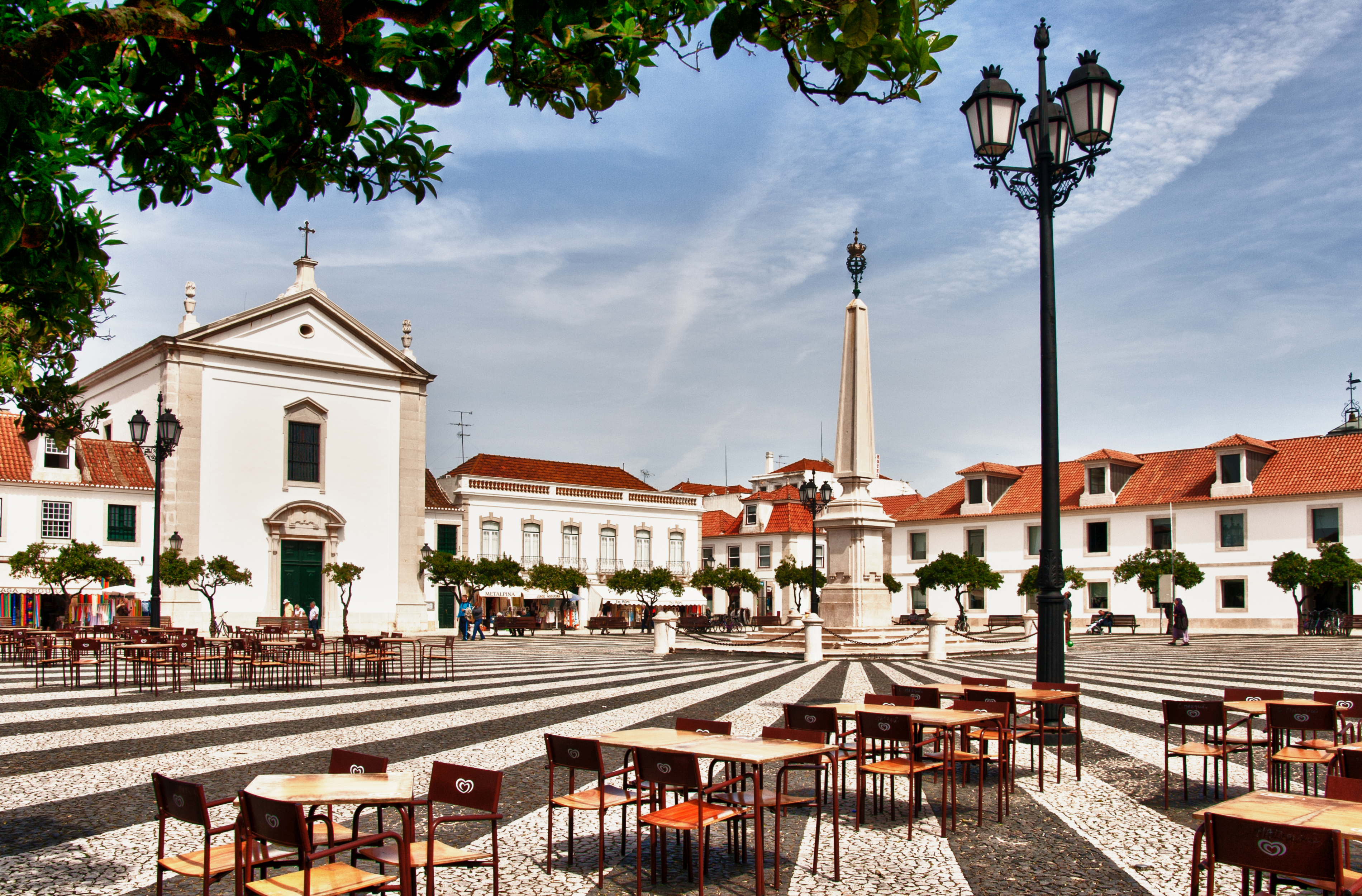
Plaça del marqués de Pombal a Vila Real de Santo António

## Neoclassicisme (1780-fi del s. XIX)
Com que va sorgir en un moment molt problemàtic per al país, el neoclassicisme es desenvolupà seguint un camí propi, enfrontant problemes d'ordre artístic i econòmic que feu una periodització diferent de la de la resta d'Europa. S'assisteix molt ràpid a una arquitectura preclàssica, que es manté al llarg del s. XVIII. En la segona meitat del segle, una mica més tard que a la resta d'Europa, apareix sobretot a Lisboa i Porto, per, a principis del s. XIX gairebé detenir-se el rellotge dels programes artístics. Això es deu a la inestabilitat causada per una successió de fets greus, inclosa la fugida de la família reial a Brasil el 1807, les invasions franceses, el consegüent domini anglés, la revolució liberal del 1820, el retorn de la família reial al 1821, la independència del Brasil i la pèrdua del comerç colonial el 1822. Poc després es produeix una contrarevolució absolutista, la qual cosa porta a les guerres liberals, i s'hi manté la inestabilitat fins a 1834, quan tornà el desenvolupament artístic i econòmic normals. En aquest context no és estrany que l'estil romangués al costat del romanticisme fins al començament del s. XX. Es considera que el neoclassicisme sorgeix entre 1750 i 1760, mentre que a Portugal comença a créixer durant la dècada de 1770, amb la construcció de l'Escola d'Equitació Reial (avui Museu Nacional de Carruatges) a Lisboa i l'Hospital de Santo António a Porto.
Hi ha una clara diferència entre les dues ciutats. Lisboa experimenta influències italianes a causa del gust dominant en la cort, mentre que a Porto, com a resultat de la important comunitat britànica, es construeixen edificis de forta influència anglesa, de vegades gairebé palladiana, com l'Hospital de Santo António. El fort caràcter funcionalista, però, és una de les característiques comunes a les dues. Més tard, ja que els estudiants d'art devien acabar els estudis a Roma, el nord es converteix al classicisme romà en detriment del palladianisme.

Es pot considerar que l'edifici neoclàssic portugués és simple, molt funcional, de caràcter utilitari, simètric, amb tres cossos, amb pilastres, poques columnes, balconades o terrasses, galeria a la planta baixa, balustres amb poca o gens de decoració escultòrica, que és essencialment arquitectònica. N'hi ha molts exemples, des d'edificis simples però molt cridaners, com la fàbrica anglesa a Porto o els banys de Sao Paulo a Lisboa, a les grans obres com el Teatre Nacional de São Carlos, el Teatre Naciona Dona Maria II, e Palau Nacional de'juda i el Palácio de São Bento (Parlament),a Lisboa, o l'Hospital de Sant António i el Palau de la Borsa de Porto. 
- Neoclassicisme (1780-fi del segle Plantilla:EsdXIX)

Neoclassicisme (1780-fi del segle XIX)
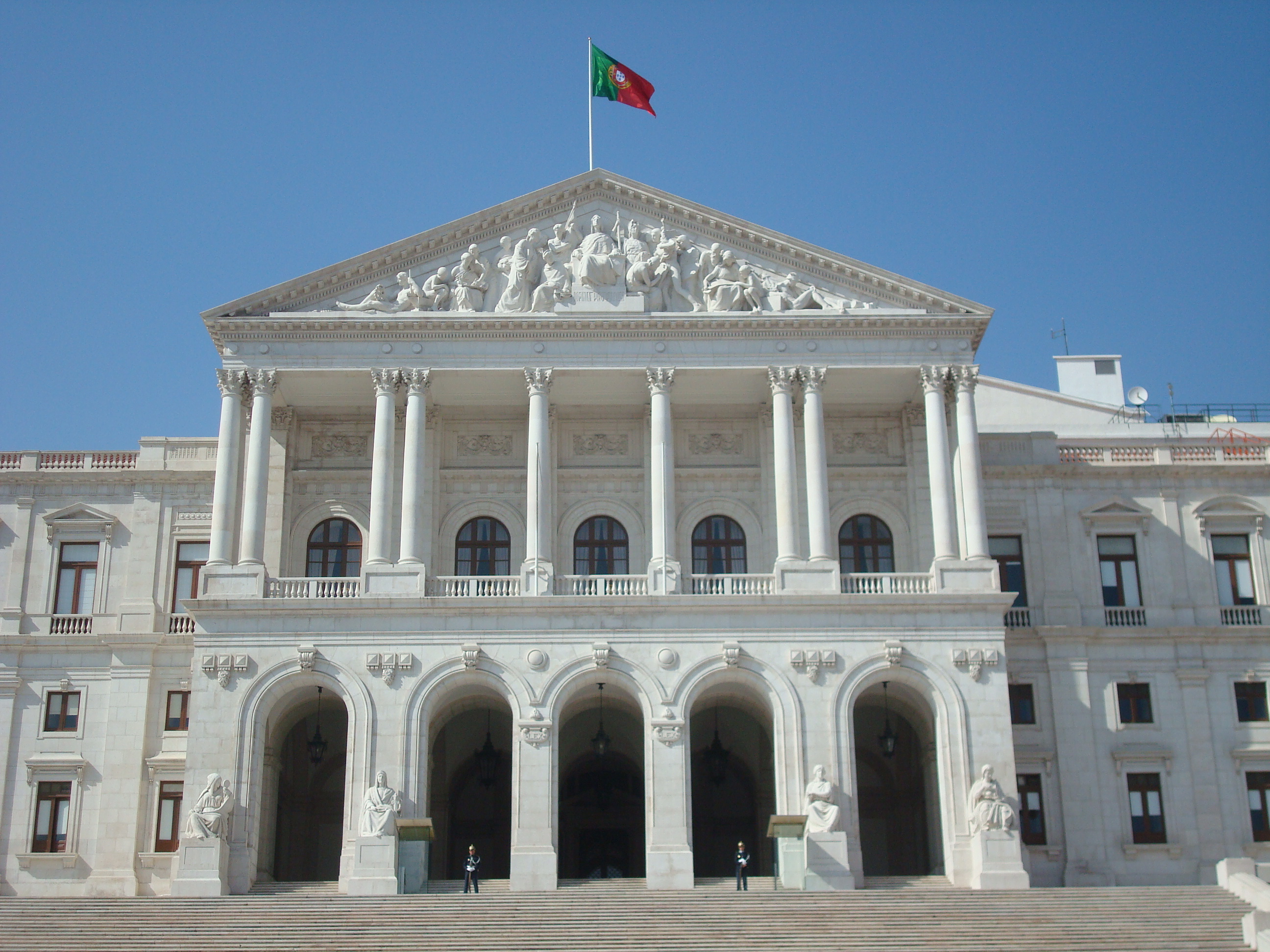
Palau de Sâo Bento a Lisboa (Parlament)
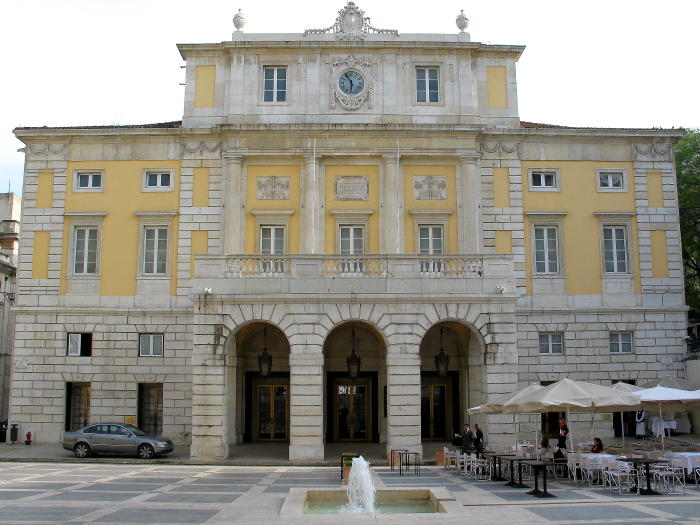
Teatre Nacional de São Carlos (Lisboa)
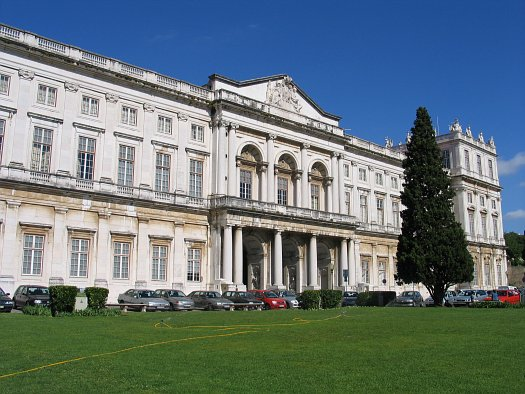
Palau Nacional d'Ajuda (Lisboa)
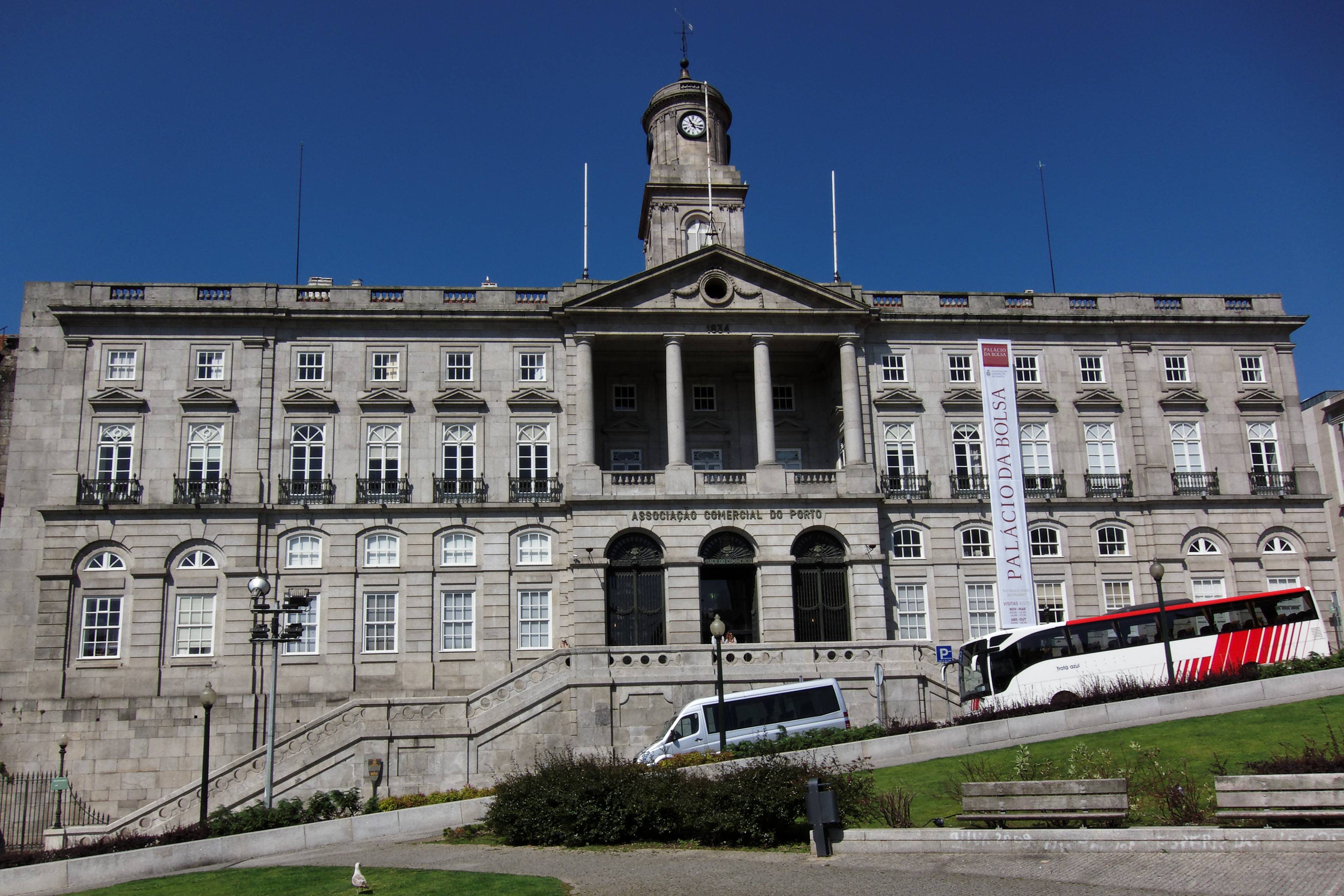
Palau de la Borsa de Porto

### Principi del segle XX (1900-1920)
L'Art Nouveau arribà tardanament a Portugal, al voltant de l'any 1905 i hi tingué curta durada, acabà 15 anys més tard, el 1920. Els principis estètics adoptats per l'estil al país eren semblants als europeus, amb més influència francesa. Es degué sobretot a la burgesia urbana, que a Lisboa, Porto i Aveiro desenvolupà edificis notablement d'aquest estil. L'Art Nouveau també va influir en les arts plàstiques. Estava relacionat amb el moviment Arts & Crafts, amb l'exploració de nous materials (com el ferro i el vidre, principals elements de la nova estètica) i avanços tecnològics en els gràfics, com la tècnica de la litografia acolorida que tingué gran influència en cartells i papers pintats.
Arquitectònicament, un dels aspectes importants n'és el major ús de materials innovadors i tècniques, com l'ús de la pasta de ciment per recrear formes orgàniques. L'èmfasi ornamental florista, naturalista i curvilini fou una constant en els detalls dels edificis. Portes, balconades i escales es van treballar minuciosament per hàbils artesans que donaren a les peces els perfils típics de l'estil.
Els edificis d'estil Art Nouveau eren comuns a Aveiro (obres de Francisco Augusto da Silva Rocha) i Caldas da Rainha. A Lisboa, la Casa Museu Anastácio Gonçalves n'és un bon exemple de la variant portuguesa de l'estil. A Porto, en són exemples la llibreria Lello (1906), el cafè Majestic (1921) i edificis d'habitatge als carrers de la Galeria de París i Cândido dos Reis.

A Portugal era molt comuna, en lloc de l'arquitectura, la decoració de les façanes i els interiors amb taulells d'estil Art Nouveau, com pot veure's en molts edificis de finals del XIX i principis del XX.

Art Nouveau (1905-1920)
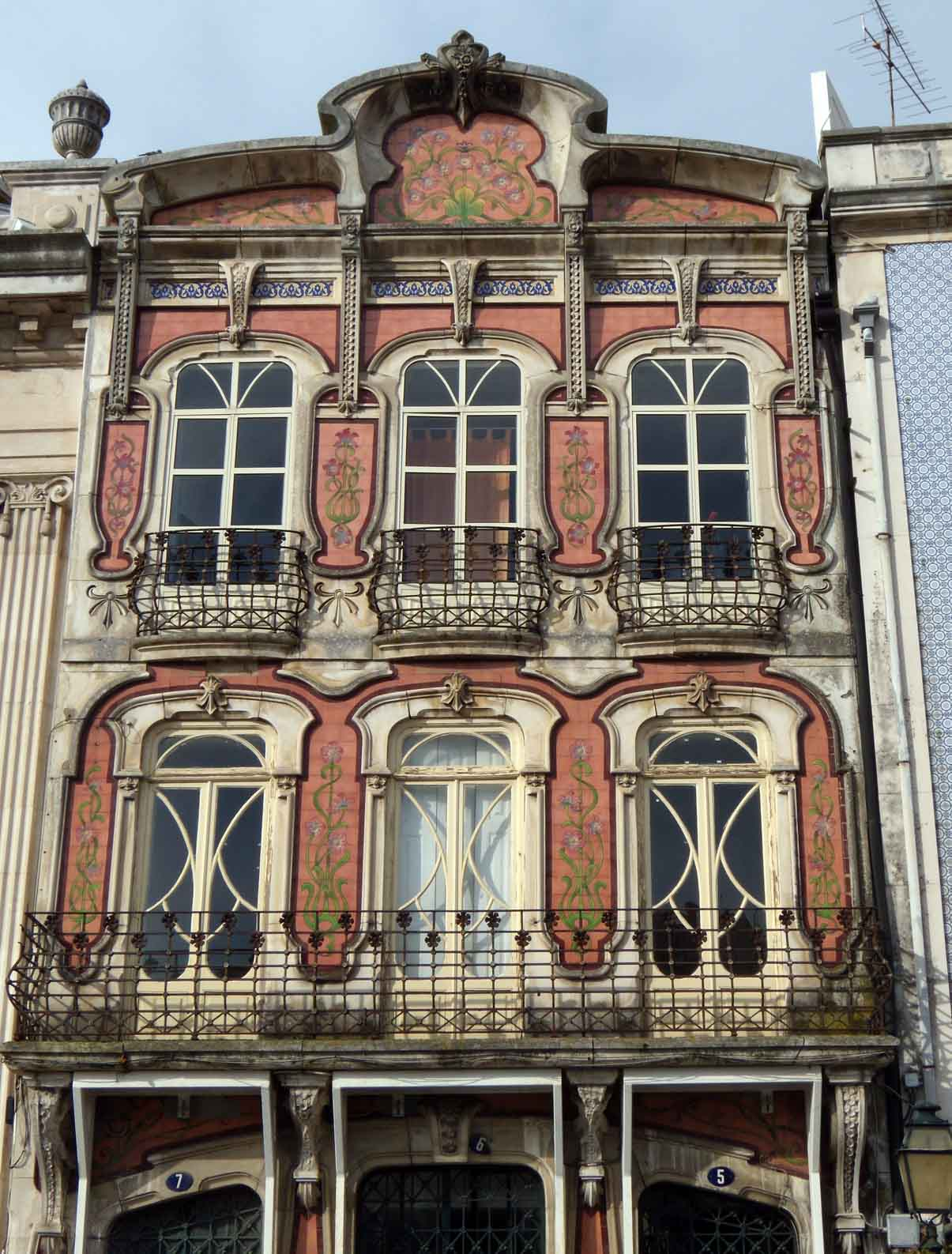
Casa estil Art Nouveau a Aveiro
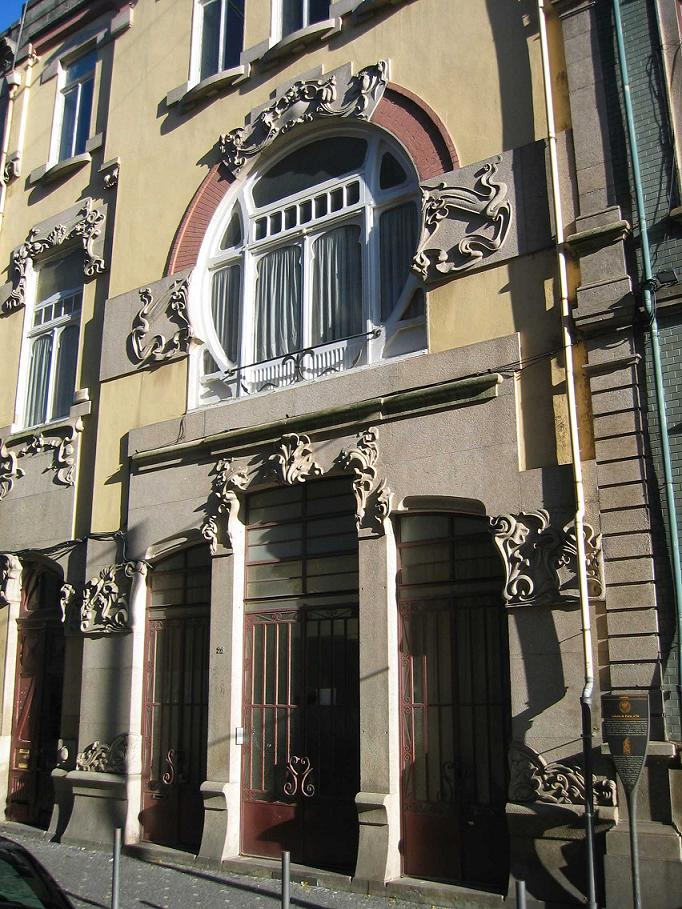
Casa estil Art Nouveau a Porto
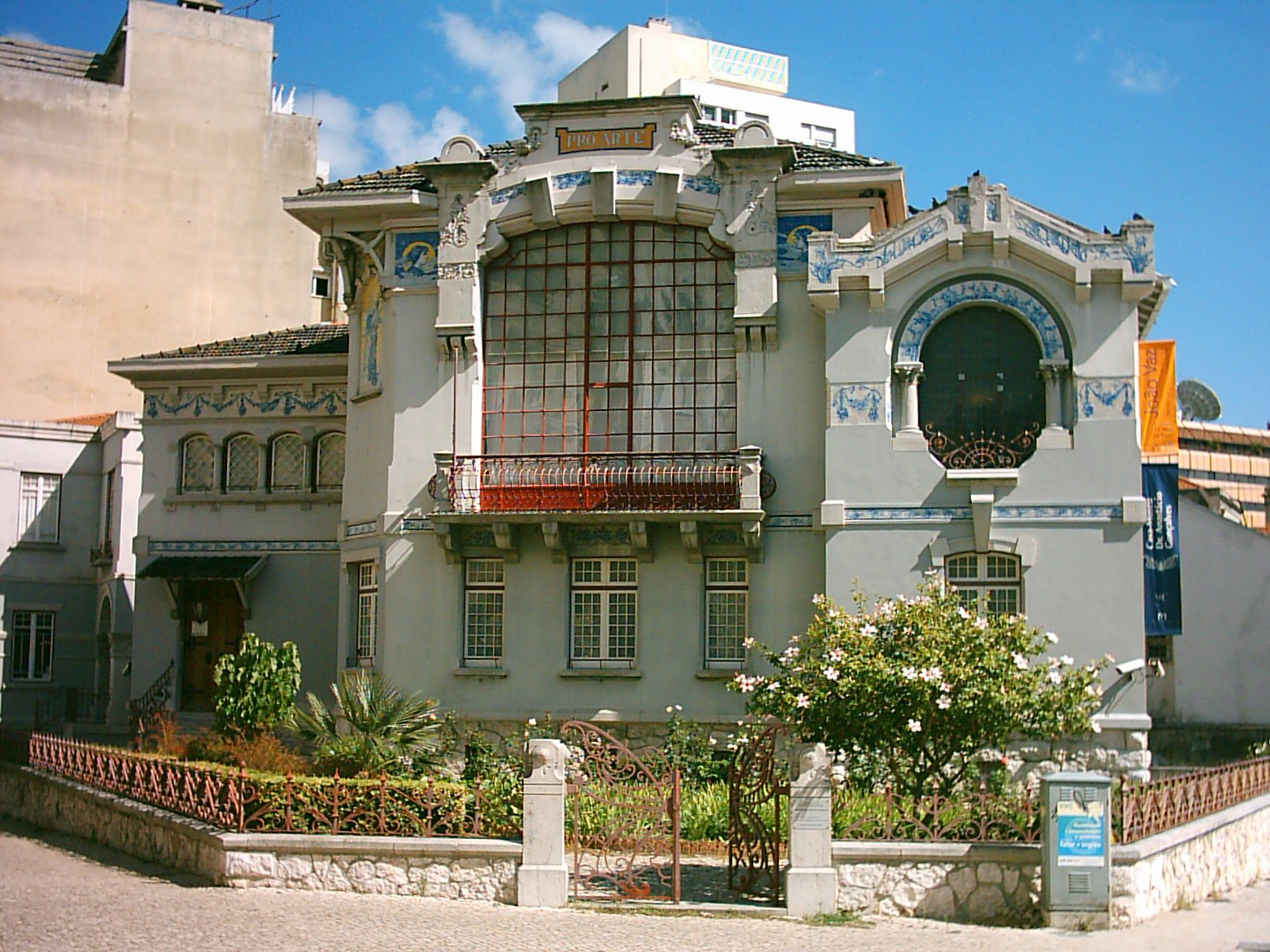
Casa Museu Dr. Anastácio Gonçalves o casa Malhoa, a Lisboa
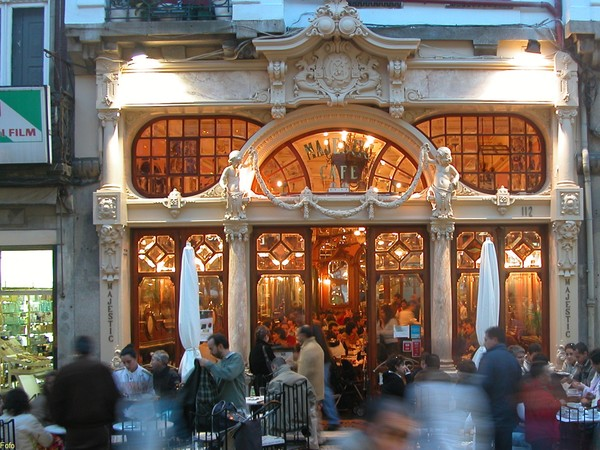
Cafè Majestic (Porto, 1921)
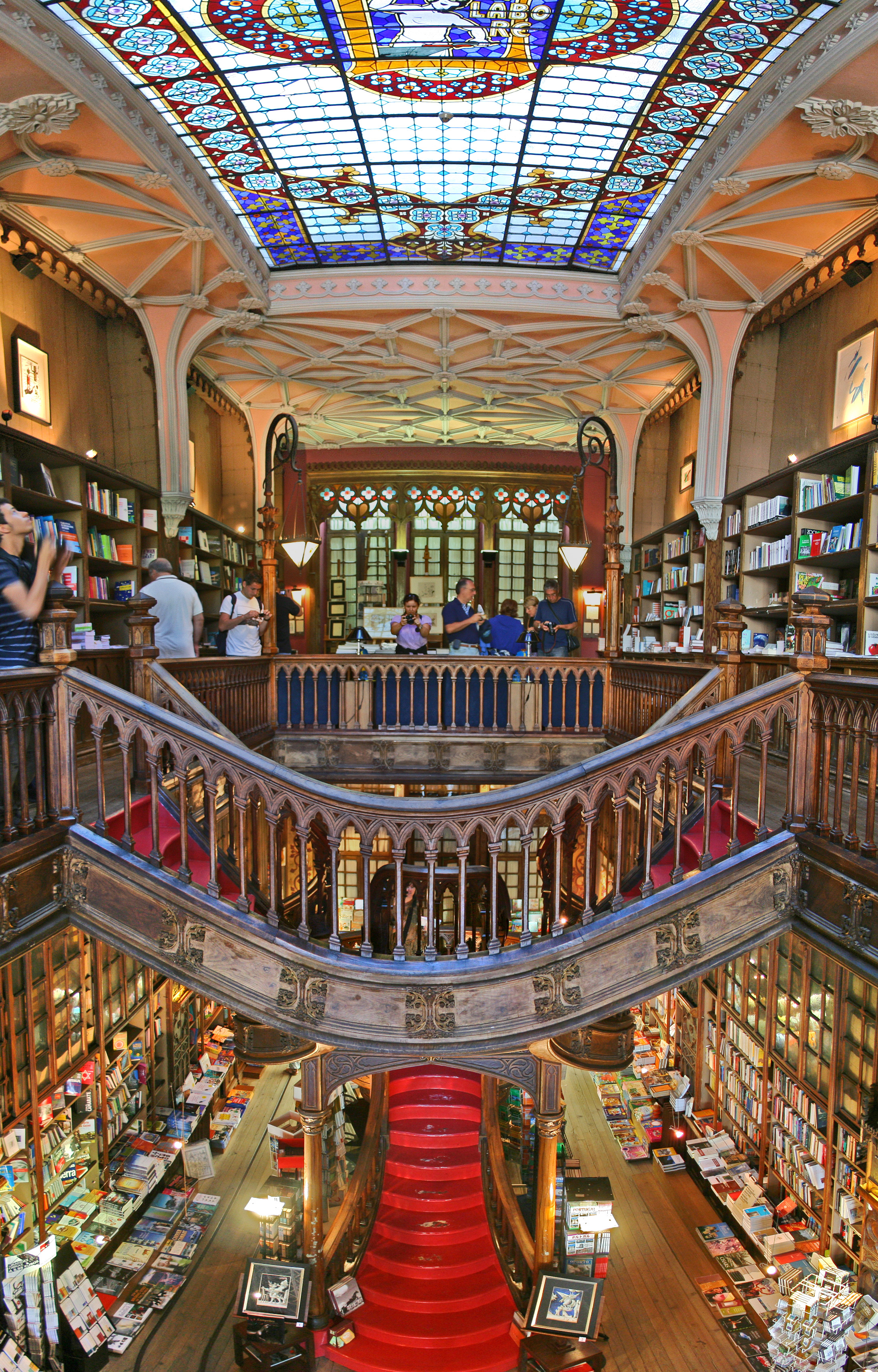
Llibreria Lello (Porto, 1906)

En aquests anys hi ha bons exemples d'arquitectura industrial, com:
- Elevador de Santa Justa (1900-1902), dissenyat en ferro en estil neogòtic per Raoul Mesnier de Ponsard, que uneix els barris de la Baixa i el Chiado a Lisboa.
- Central Tejo (1908-1909), hui recuperada com a Museu de l'Electricitat de Lisboa.
- Garagem Auto Palace, exemple d'arquitectura eclèctica en ferro que es considera una de les 100 Obres de l'Enginyeria del s. XX, construït per Vieillard & Touzet el 1906, amb l'estructura metàl·lica projectada per Gustavo Eiffel. En destaquen els vitralls que decoren els laterals de la façana principal, datats del 1907.

Arquitectura industrial (1900-1920)
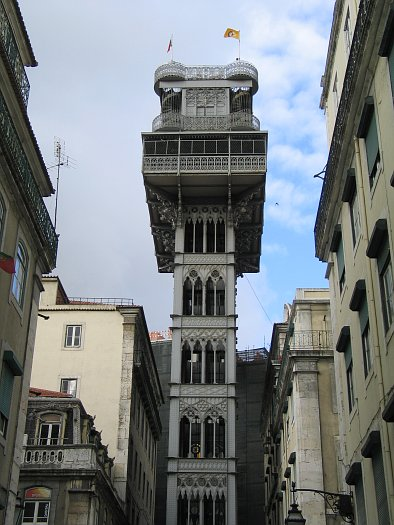
Elevador de Santa Justa, Lisboa (1900-1902)
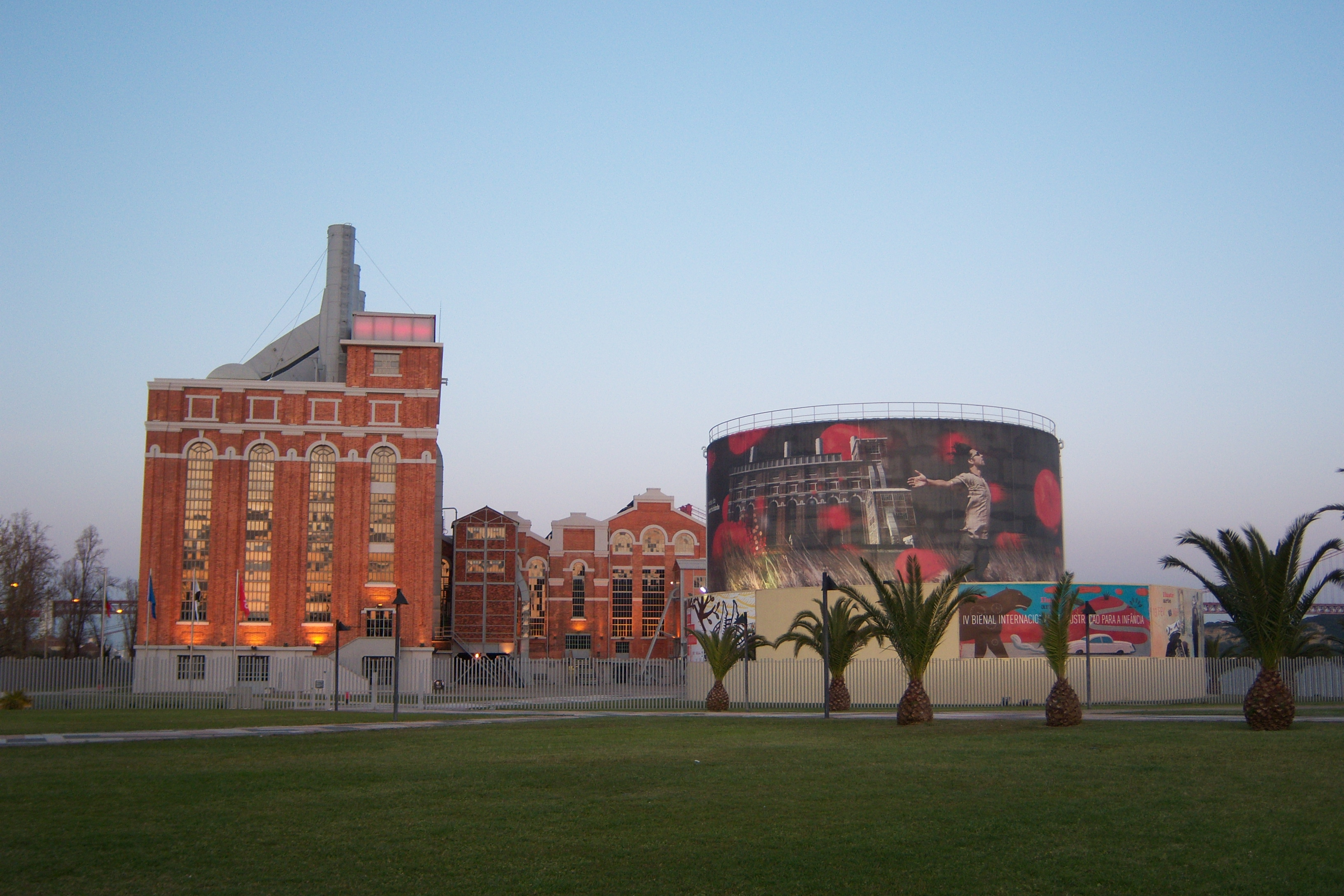
Museu de l'Electricitat de Lisboa
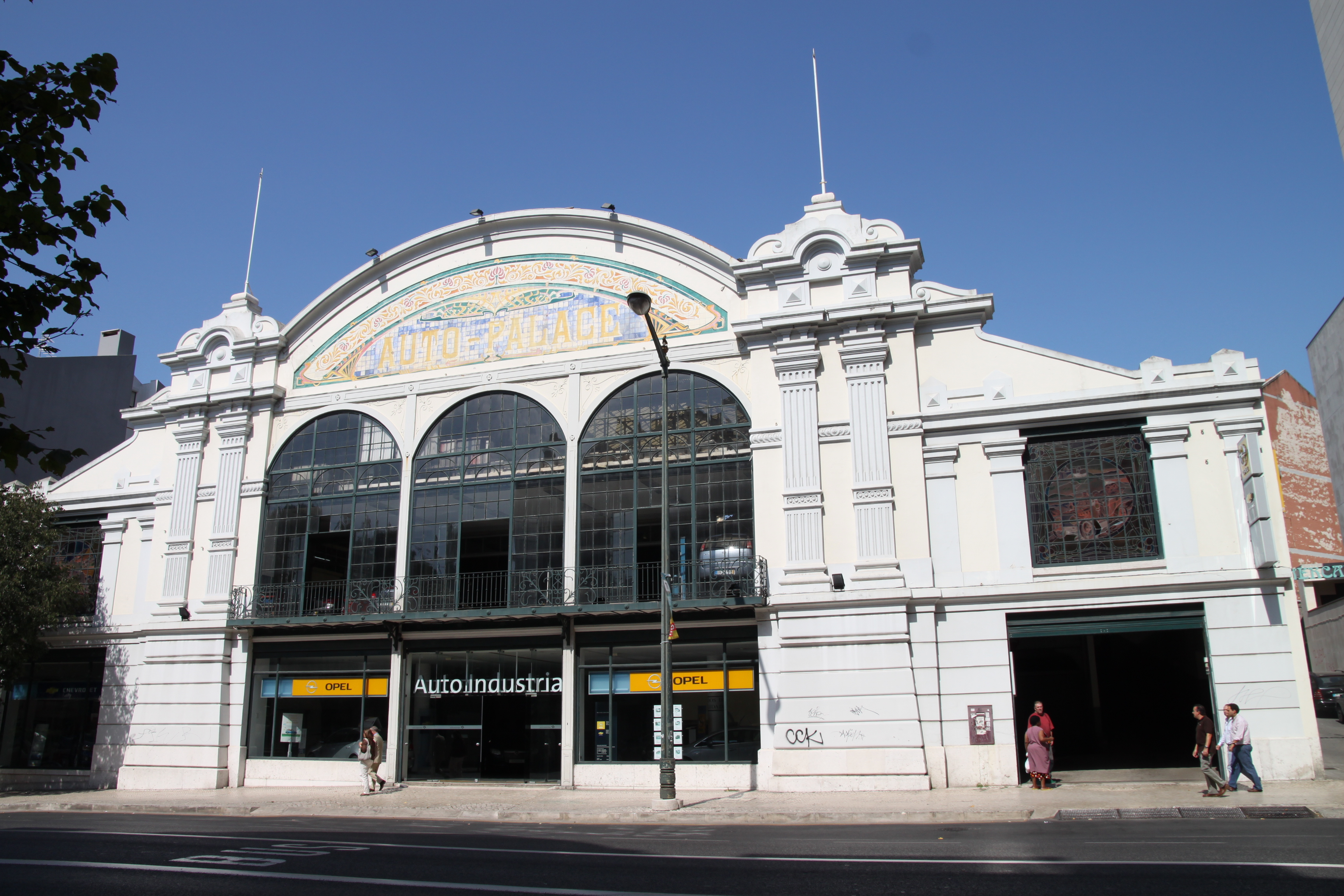
Garagem Auto Palace, Lisboa (1906-1906)

### Primer modernisme (1920-1940)
Porfirio Pardal Monteiro (1897-1957) destaca com a arquitecte de la nova generació projectant diversos edificis entre els quals destaca la casa a l'Av. 5 d'Octubre (premi Valmor), l'Institut Superior Tècnic i l'estació de Cais do Sodré (1926).

Després de l'arribada de la dictadura continuen construint-se edificis de bona qualitat com el Cinema Éden (1929-1932) i l'Hotel Vitória (1934), tots dos de Cassiano Branco (1897-1970). Després d'un parèntesi de cinc anys, el Prémio Valmor es concedeix a l'església de Nostra Senyora de Fàtima, dissenyada per Pardal Monteiro: generà certa controvèrsia aquest edifici marcadament modernista del 1938. El conjunt arquitectònic està marcat per diverses intervencions d'artistes, i els vitralls d'Almada Negreiros són importants en la il·luminació de l'altar.

Primer Modernisme (1920-1940)
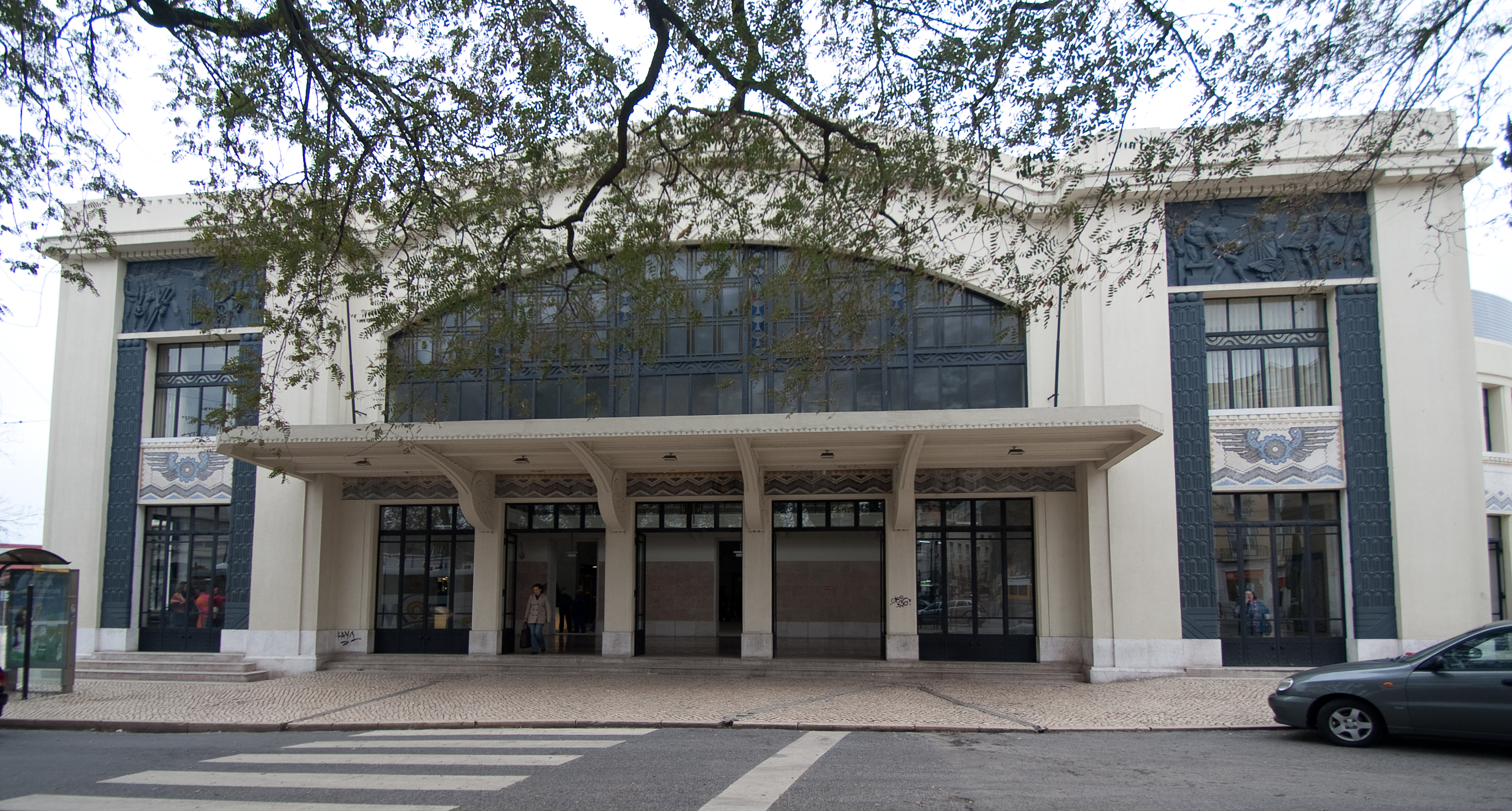
Estació (Cais) do Sodré (Lisboa), de Pardal Monteiro (1926)
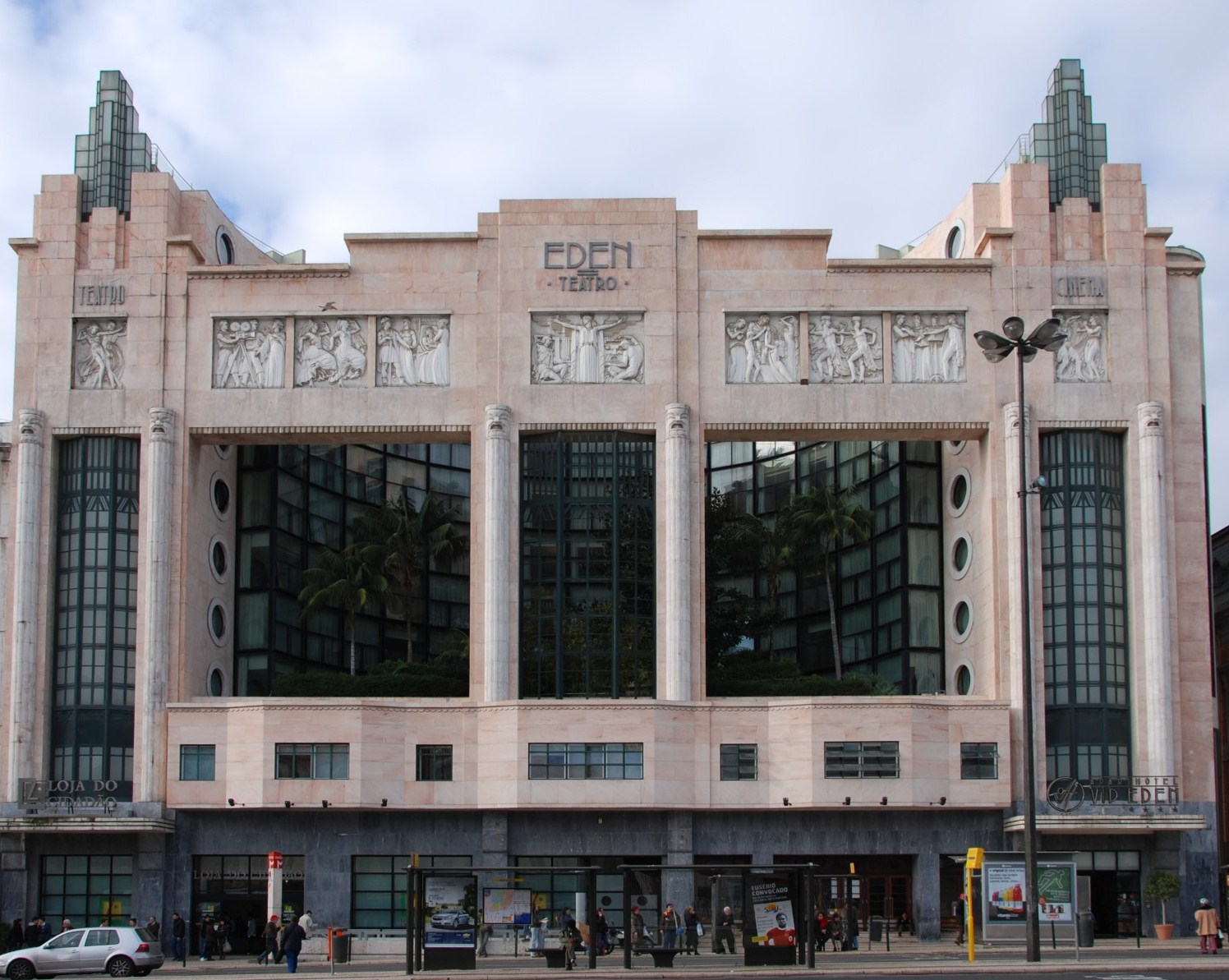
Cinema Éden (1929-1932, hui Hotel Éden), Lisboa, de Cassiano Branco
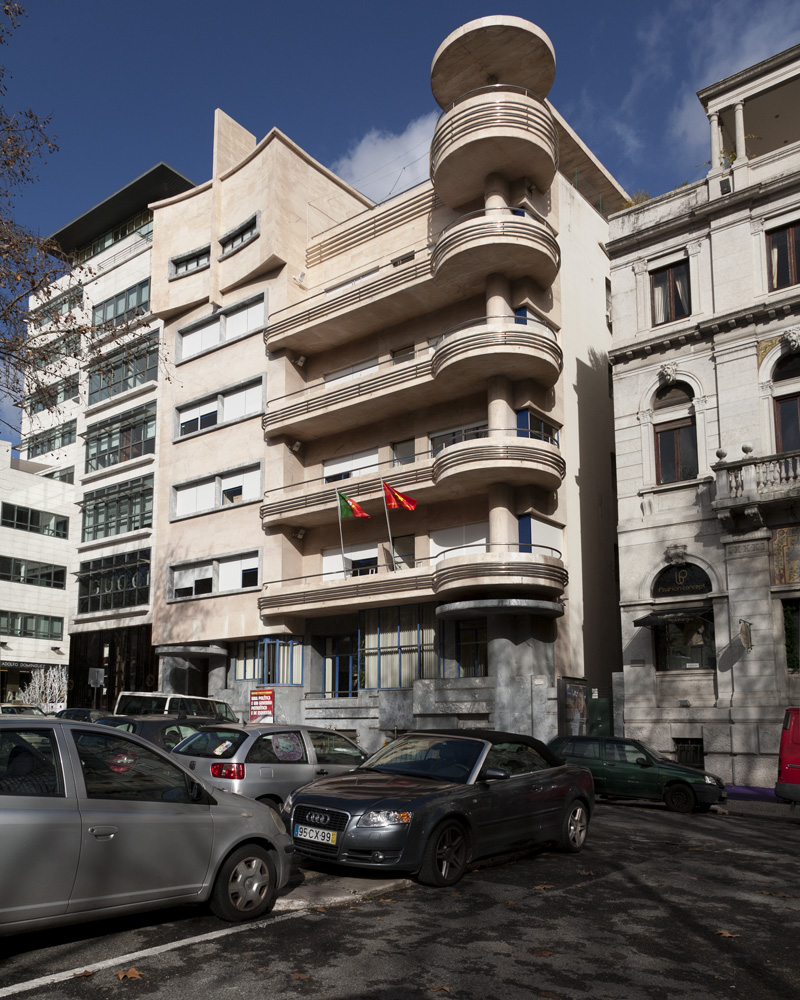
Hotel Vitória (1934), Lisboa, de Cassiano Branco
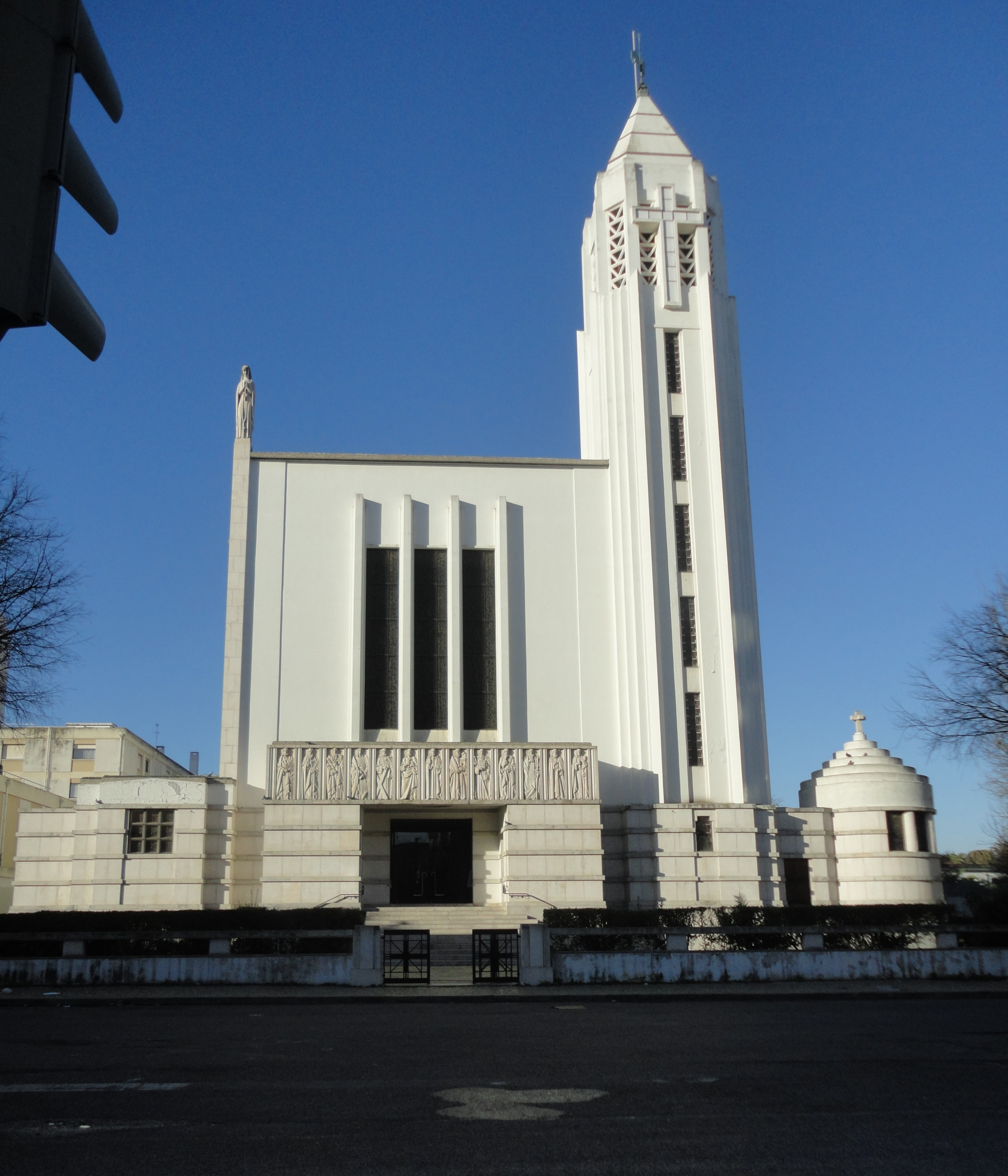
Església de Nostra Senyora de Fàtima, de Pardal Monteiro (1933-1938)

### Arquitectura moderna iEstado Novo(1933-1974)
Amb la instauració d'un règim totalitari per la Revolució de 1926, que enderrocà la fràgil república, calia crear un llenguatge arquitectònic que recolzara la nova imatge de Portugal. Aquest procés es consolidà a poc a poc i va tenir l'apogeu sota la tutela de Duarte Pacheco com a ministre d'Obres Públiques i president de la Câmara de Lisboa.
Obres de gran identitat es construïren pel portugués Raul Lino (1879-1974) —a la recerca d'una ruralitat bucòlica perduda, o el modernisme de Pardal Monteiro— exercitant diversos programes i declinant l'estil amb un rigor d'excel·lència, els plans dels parcs de Francisco Keil do Amaral (1910-1975) o l'elegant sumptuositat de Cassiano Branco a l'existent hotel Victoria o al desaparegut cinema teatre Éden.

Cada dècada tingué el segell d'alguns creadors en particular, però en els anys cinquanta foren les propostes de conjunts d'edificis les que contenen un programa de continguts i ideologia expressa en l'habitatge. El barri de les estaques, les finques de les avingudes Infant Sant i Estats Units d'Amèrica representen paradigmes urbans, cadascú amb una identitat i ideologia ben definida. En la dècada següent els edificis donaren origen a la planificació urbana més enllà dels barris. Els plans urbanístics de Groves i Chelas van obrir el futur de Lisboa.

Arquitectura de l'<nowiki/>Estado Novo
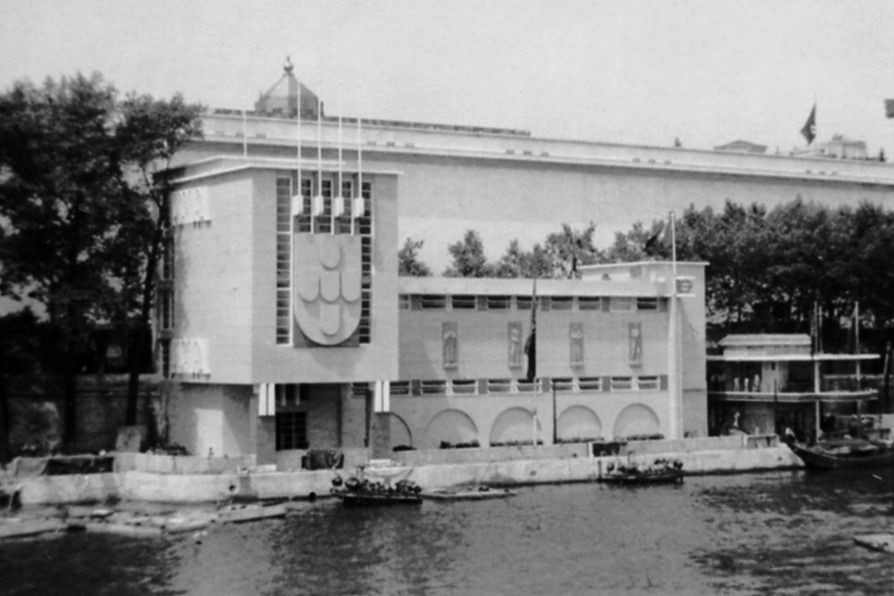
Pavelló de Portugal en l'Exposició Internacional de París (1937), de Keil do Amaral
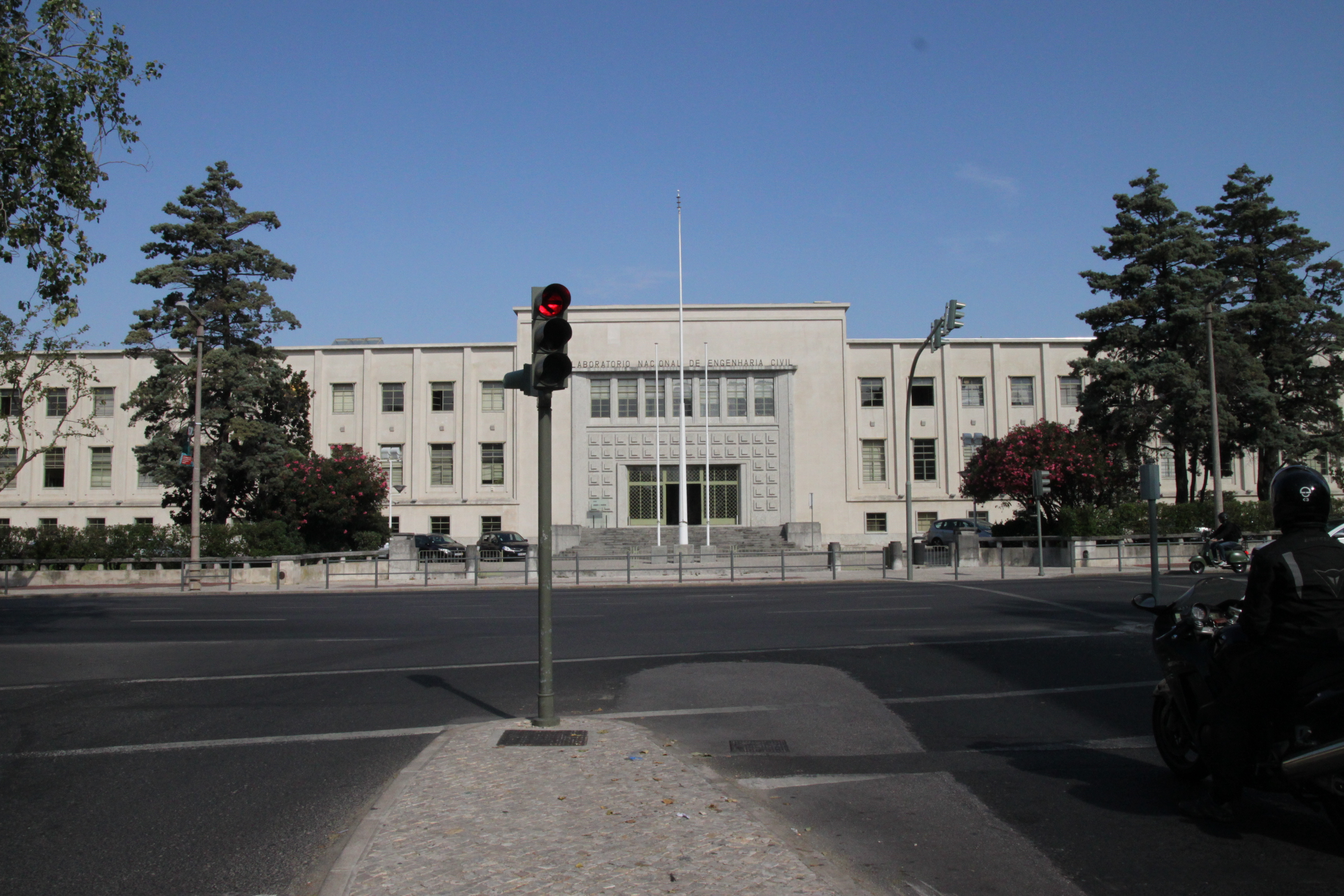
Laboratori Nacional d'Enginyeria Civil (Lisboa), de Pardal Monteiro (1949)
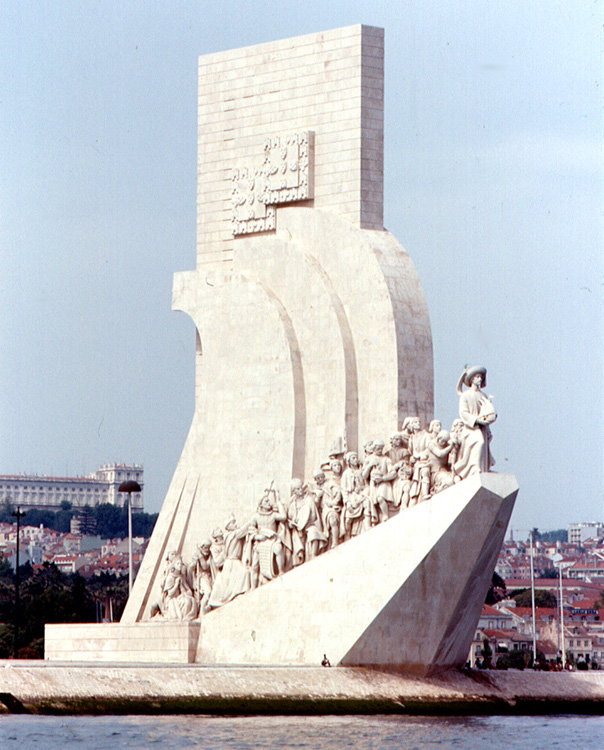
Monument als Descobriments (1960), de l'arquitecte José Ângelo Cottinelli Telmo i l'escultor Leopoldo de Almeida

#### El I Congrés d'Arquitectura
El besllum de la democràcia el 1945, amb la fi de la II Guerra Mundial, va portar a la preparació d'una carta manifest per a la celebració d'eleccions lliures. Després de la garantia d'un membre del govern de no revelar la identitat dels subscriptors, va succeir tot el contrari i hi hagué una onada repressiva que es va traduir en acomiadaments, dimissions i sancions.
Després venen l'ICAT —Iniciatives Culturals Art i Tècnica— a Lisboa i l'ODAM —Organització dels Arquitectes Moderns— a Porto. El I Congrés d'Arquitectura es feu el 1948, i s'hi elaboraren bases crítiques per a diversos problemes relacionats amb l'arquitectura. S'hi definiren posicions intel·lectuals en la professió. Les influències de Le Corbusier i de la carta d'Atenes es fan sentir en la majoria de les tesis presentades.
Un dels punts centrals de la interpretació de Pedro Vieira de Almeida és la inexistència d'una arquitectura de l'Estado Novo que s'imposés als projectistes, depenent d'aquests la lluita per punts de vista diferents del govern; com que va ser característic dels arquitectes del nord la resistència a la imposició de models formals, Nuno Portes sobrenomenà aquesta arquitectura de "resistència".

### Anys setanta
La seu de la Fundació Calouste Gulbenkian, construïda en la dècada dels anys 1960 i dissenyada per Rui Atouguia, Pedro Cid i Alberto Pessoa, és un dels millors exemples d'aquest context, testimoniant el pas de l'Estado Novo a la revolució.

#### El Projecte SAAL
SAAL (Servei d'Ajut Ambulatori Local). ARQUITECTURA I PARTICIPACIÓ, 1974-1976.

### Anys vuitanta: el postmodernisme
Durant aquesta dècada es consolidà l'exercici de la professió d'arquitecte, amb alguns edificis que són paradigmes del posicionament intel·lectual dels autors.
La influència teòrica d'Aldo Rossi i de Robert Venturi havia estat assimilada amb diferents interpretacions per cada arquitecte. Això dugué a una pluralitat de posicionaments teòrics i pràctics, molt evidents en l'escola de Lisboa i més discrets en l'escola de Porto. D'aquestes generacions destaca Tomás Taveira (n. 1938), que personifica l'estatut d'arquitecte postmodern, amb un domini de diversos llenguatges, que culmina en el disseny del centre comercial Amoreiras (1980-1987). La influència de Michael Greus hi és explícita, però el més cridaner de l'edifici és com va ser assimilat per la societat portuguesa i hui és el millor exemple de postmodernisme mediàtic. Considerat ofensiu per la seua estètica, ha estat aquesta la que l'ha perpetuat com una síntesi entre el que és popular i erudit.
Al costat d'aquesta producció lisboeta, Álvaro Siza Vieira ofereix una visió bastant diferent del postmodernisme, amb la rehabilitació del Chiado, impugnada per alguns per falta d'audàcia i moderació en el desenvolupament del programa. Trenta anys després, tenim la casa de les Històries com un bon exemple d'aquesta interpretació discreta de l'escola de Porto per l'arquitecte Eduardo Souto de Moura.

### Arquitectura moderna

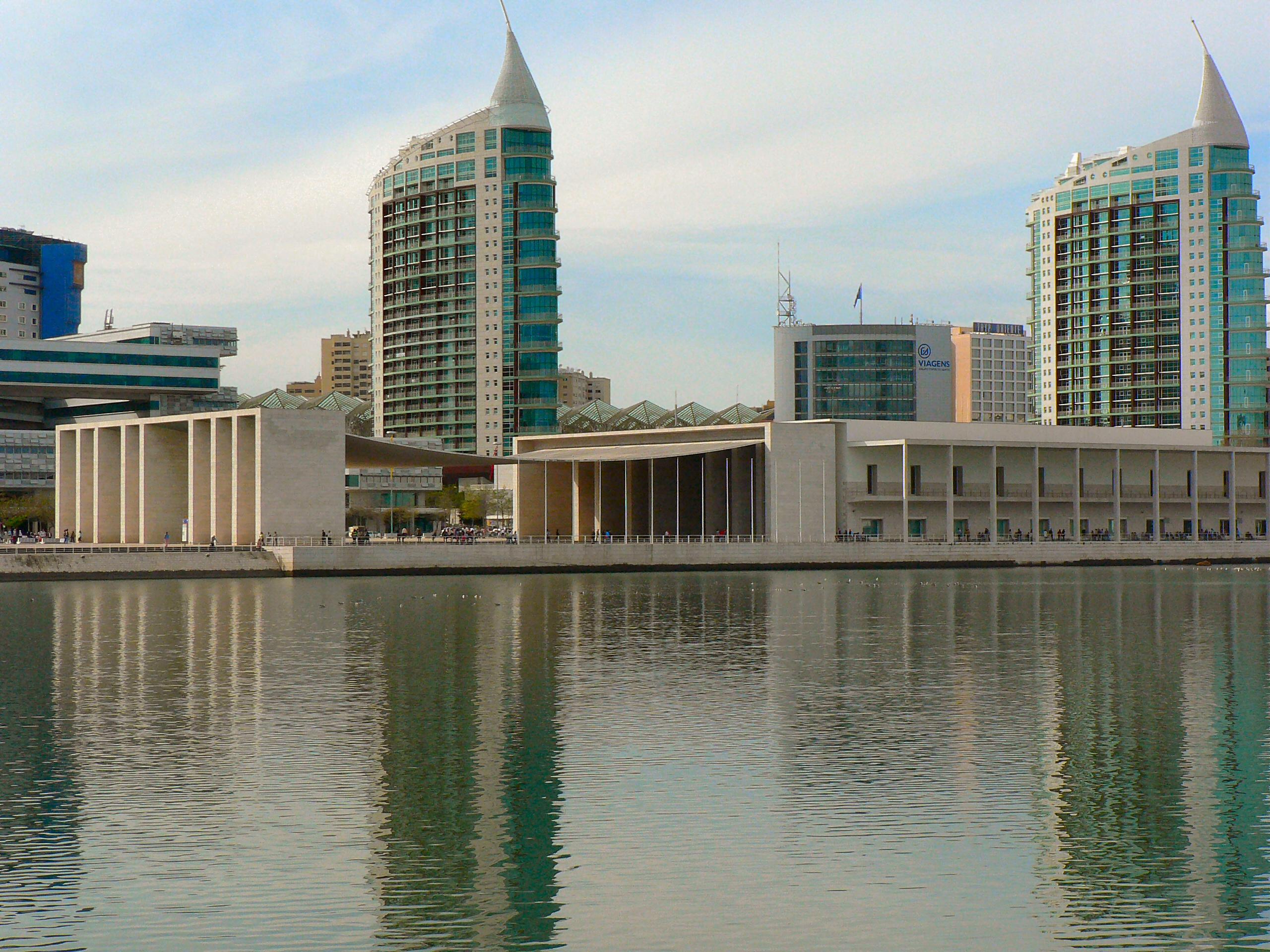
Arquitectura moderna portuguesa: edificis al Parc das Nações, Lisboa

Les antigues tradicions de Portugal, el seu aïllament geogràfic i el període perllongat que visqué sota un govern autoritari, juntament amb l'aparició d'un grup d'arquitectes de gran talent, mantingueren l'arquitectura portuguesa neta d'imitacions capritxoses. Portugal té una arquitectura que s'ha expandit acuradament dins de la tradició local amb un procés equilibrat d'absorció d'influències universals, fins que ha emergit lentament a l'escenari de l'arquitectura mundial.
Una de les escoles d'arquitectura més importants del món, coneguda com a Escola do Porto, es troba a Portugal. Entre els seus alumnes destaquen Fernando Távora, Álvaro Siza (guanyador el 1992 del premi Pritzker) i Eduardo Souto De Moura (guanyador el 2011 del Pritzker). El seu hereu és la Facultat d'Arquitectura de la Universitat de Porto.
Encara que l'arquitectura portuguesa s'associa amb el reconeixement internacional de la figura d'Álvaro Siza, hi ha altres arquitectes també responsables de les tendències positives en l'arquitectura del país. «Molts arquitectes portuguesos són fills de Siza, però Távora és un avi per a tots nosaltres». La influència del mestre de Siza, Fernando Távora, es fa ressò en generacions.
També cal destacar Tomás Taveira a causa del disseny d'estadis: José Alvalade (2003), Municipal d'Aveiro (2003) o Municipal Dr. Magalhães Pessoa, a Leiria (2003). Altres arquitectes portuguesos famosos són Pancho Guedes i Gonçalo Byrne.
El Centre de Documentació de la Presidència de la República Portuguesa (arxiu de documentació del president de la República de Portugal) de Carrilho da Graça és un dels secrets millor guardats d'arquitectura lisboeta.